# Пешечные окончания

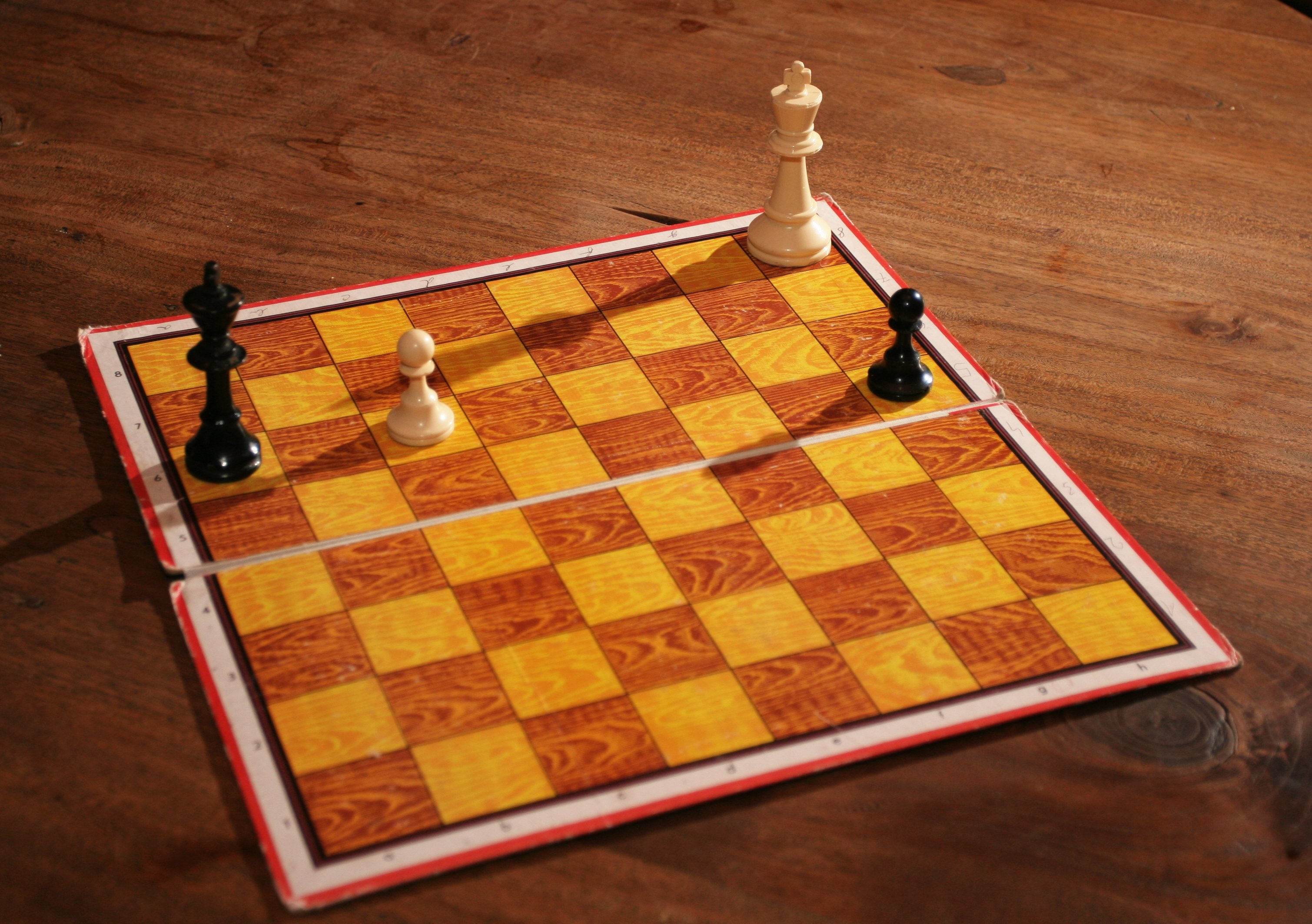
Этюд Рети

Пешечные окончания в шахматах — окончания, в которых на доске присутствуют только короли и пешки.

## Характер окончания
Считается, что пешечный эндшпиль поддаётся исчерпывающему анализу, поэтому к нему неприменимы оценки типа «лучше», «значительно лучше», «неясно» и тому подобные. Есть только два вида оценки — либо позиция выиграна для одной из сторон, либо ничья. Как правило, материальный перевес (лишняя пешка, а тем более две) в этом эндшпиле — преимущество, достаточное для выигрыша. Вместе с тем, внешняя простота пешечного эндшпиля зачастую бывает обманчива. Чтобы успешно разыгрывать такие позиции, необходим точный расчёт, глубокое проникновение в позицию, хорошее знание теории. История шахматных соревнований знает немало примеров грубых ошибок, допущенных опытными шахматистами (не исключая и чемпионов мира) в пешечных окончаниях. Много также примеров неправильной оценки возникающего пешечного эндшпиля, в результате чего шахматист неоправданно переходит в пешечное окончание, хотя мог бы этого избежать.
При оценке возникшего пешечного эндшпиля следует принимать во внимание следующие позиционные факторы:
- наличие материального перевеса одной из сторон (или на доске материальное равенство);
- наличие проходных пешек, особенно отдалённых и защищённых;
- в случае отсутствия проходных пешек — наличие возможности их образования;
- наличие (иногда скрытых) возможностей прорыва и подрыва;
- наличие у одной или обеих сторон дефектов пешечной структуры (слабые пешки, слабые поля);
- наличие резервных темпов;
- активность королей (единственных фигур, имеющихся на доске) — в случае если король одной из сторон значительно активнее своего оппонента, то это может компенсировать материальный урон или дать решающий позиционный перевес при материальном равенстве.

При прочих равных условиях (активность королей и др.) наличие материального перевеса величиной в одну пешку — как правило, фактор, достаточный для выигрыша. Общая стратегия сильнейшей стороны в этом случае заключается в следующем:
1. активизация своего короля, вывод его на наилучшую позицию (часто — в центре), откуда он сможет контролировать игру;
2. образование проходной пешки (если её нет);
3. наступление королём и проходной пешкой с целью проведения её в ферзи.

Часто бывает так, что непосредственно провести эту пешку в ферзи не удаётся, так как вражеский король препятствует этому. Но тогда, используя идею отвлечения короля противника, король сильнейшей стороны прорывается к основной массе неприятельских пешек и наносит противнику решающий материальный урон.
Очень важную роль в пешечном эндшпиле играет цугцванг. В большинстве случаев, именно создав у противника положение цугцванга, можно добиться победы.

## Примеры

### Король и пешка против короля
|   | a                                                   | b                                                   | c                                                   | d                                                   | e                                                   | f                                                   | g                                                   | h                                                   |   |
| - | --------------------------------------------------- | --------------------------------------------------- | --------------------------------------------------- | --------------------------------------------------- | --------------------------------------------------- | --------------------------------------------------- | --------------------------------------------------- | --------------------------------------------------- | - |
| 8 | d8 чёрный король · d7 белая пешка · e6 белый король | d8 чёрный король · d7 белая пешка · e6 белый король | d8 чёрный король · d7 белая пешка · e6 белый король | d8 чёрный король · d7 белая пешка · e6 белый король | d8 чёрный король · d7 белая пешка · e6 белый король | d8 чёрный король · d7 белая пешка · e6 белый король | d8 чёрный король · d7 белая пешка · e6 белый король | d8 чёрный король · d7 белая пешка · e6 белый король | 8 |
| 7 | d8 чёрный король · d7 белая пешка · e6 белый король | d8 чёрный король · d7 белая пешка · e6 белый король | d8 чёрный король · d7 белая пешка · e6 белый король | d8 чёрный король · d7 белая пешка · e6 белый король | d8 чёрный король · d7 белая пешка · e6 белый король | d8 чёрный король · d7 белая пешка · e6 белый король | d8 чёрный король · d7 белая пешка · e6 белый король | d8 чёрный король · d7 белая пешка · e6 белый король | 7 |
| 6 | d8 чёрный король · d7 белая пешка · e6 белый король | d8 чёрный король · d7 белая пешка · e6 белый король | d8 чёрный король · d7 белая пешка · e6 белый король | d8 чёрный король · d7 белая пешка · e6 белый король | d8 чёрный король · d7 белая пешка · e6 белый король | d8 чёрный король · d7 белая пешка · e6 белый король | d8 чёрный король · d7 белая пешка · e6 белый король | d8 чёрный король · d7 белая пешка · e6 белый король | 6 |
| 5 | d8 чёрный король · d7 белая пешка · e6 белый король | d8 чёрный король · d7 белая пешка · e6 белый король | d8 чёрный король · d7 белая пешка · e6 белый король | d8 чёрный король · d7 белая пешка · e6 белый король | d8 чёрный король · d7 белая пешка · e6 белый король | d8 чёрный король · d7 белая пешка · e6 белый король | d8 чёрный король · d7 белая пешка · e6 белый король | d8 чёрный король · d7 белая пешка · e6 белый король | 5 |
| 4 | d8 чёрный король · d7 белая пешка · e6 белый король | d8 чёрный король · d7 белая пешка · e6 белый король | d8 чёрный король · d7 белая пешка · e6 белый король | d8 чёрный король · d7 белая пешка · e6 белый король | d8 чёрный король · d7 белая пешка · e6 белый король | d8 чёрный король · d7 белая пешка · e6 белый король | d8 чёрный король · d7 белая пешка · e6 белый король | d8 чёрный король · d7 белая пешка · e6 белый король | 4 |
| 3 | d8 чёрный король · d7 белая пешка · e6 белый король | d8 чёрный король · d7 белая пешка · e6 белый король | d8 чёрный король · d7 белая пешка · e6 белый король | d8 чёрный король · d7 белая пешка · e6 белый король | d8 чёрный король · d7 белая пешка · e6 белый король | d8 чёрный король · d7 белая пешка · e6 белый король | d8 чёрный король · d7 белая пешка · e6 белый король | d8 чёрный король · d7 белая пешка · e6 белый король | 3 |
| 2 | d8 чёрный король · d7 белая пешка · e6 белый король | d8 чёрный король · d7 белая пешка · e6 белый король | d8 чёрный король · d7 белая пешка · e6 белый король | d8 чёрный король · d7 белая пешка · e6 белый король | d8 чёрный король · d7 белая пешка · e6 белый король | d8 чёрный король · d7 белая пешка · e6 белый король | d8 чёрный король · d7 белая пешка · e6 белый король | d8 чёрный король · d7 белая пешка · e6 белый король | 2 |
| 1 | d8 чёрный король · d7 белая пешка · e6 белый король | d8 чёрный король · d7 белая пешка · e6 белый король | d8 чёрный король · d7 белая пешка · e6 белый король | d8 чёрный король · d7 белая пешка · e6 белый король | d8 чёрный король · d7 белая пешка · e6 белый король | d8 чёрный король · d7 белая пешка · e6 белый король | d8 чёрный король · d7 белая пешка · e6 белый король | d8 чёрный король · d7 белая пешка · e6 белый король | 1 |
|   | a                                                   | b                                                   | c                                                   | d                                                   | e                                                   | f                                                   | g                                                   | h                                                   |   |

При ходе чёрных они проигрывают, так как находятся в цугцванге и вынуждены сыграть 1…Крc7, после чего белые играют 2.Крe7 и выигрывают. При ходе белых — ничья (или 1.Крd6 с патом, или белые вынуждены отдать пешку).

### Реализация лишней пешки
|   | a | b | c | d | e | f | g | h |   |
| - | --- | --- | --- | --- | --- | --- | --- | --- | - |
| 8 | f8 чёрный король · a7 чёрная пешка · f7 чёрная пешка · g7 чёрная пешка · h7 чёрная пешка · a2 белая пешка · b2 белая пешка · f2 белая пешка · g2 белая пешка · h2 белая пешка · g1 белый король | f8 чёрный король · a7 чёрная пешка · f7 чёрная пешка · g7 чёрная пешка · h7 чёрная пешка · a2 белая пешка · b2 белая пешка · f2 белая пешка · g2 белая пешка · h2 белая пешка · g1 белый король | f8 чёрный король · a7 чёрная пешка · f7 чёрная пешка · g7 чёрная пешка · h7 чёрная пешка · a2 белая пешка · b2 белая пешка · f2 белая пешка · g2 белая пешка · h2 белая пешка · g1 белый король | f8 чёрный король · a7 чёрная пешка · f7 чёрная пешка · g7 чёрная пешка · h7 чёрная пешка · a2 белая пешка · b2 белая пешка · f2 белая пешка · g2 белая пешка · h2 белая пешка · g1 белый король | f8 чёрный король · a7 чёрная пешка · f7 чёрная пешка · g7 чёрная пешка · h7 чёрная пешка · a2 белая пешка · b2 белая пешка · f2 белая пешка · g2 белая пешка · h2 белая пешка · g1 белый король | f8 чёрный король · a7 чёрная пешка · f7 чёрная пешка · g7 чёрная пешка · h7 чёрная пешка · a2 белая пешка · b2 белая пешка · f2 белая пешка · g2 белая пешка · h2 белая пешка · g1 белый король | f8 чёрный король · a7 чёрная пешка · f7 чёрная пешка · g7 чёрная пешка · h7 чёрная пешка · a2 белая пешка · b2 белая пешка · f2 белая пешка · g2 белая пешка · h2 белая пешка · g1 белый король | f8 чёрный король · a7 чёрная пешка · f7 чёрная пешка · g7 чёрная пешка · h7 чёрная пешка · a2 белая пешка · b2 белая пешка · f2 белая пешка · g2 белая пешка · h2 белая пешка · g1 белый король | 8 |
| 7 | f8 чёрный король · a7 чёрная пешка · f7 чёрная пешка · g7 чёрная пешка · h7 чёрная пешка · a2 белая пешка · b2 белая пешка · f2 белая пешка · g2 белая пешка · h2 белая пешка · g1 белый король | f8 чёрный король · a7 чёрная пешка · f7 чёрная пешка · g7 чёрная пешка · h7 чёрная пешка · a2 белая пешка · b2 белая пешка · f2 белая пешка · g2 белая пешка · h2 белая пешка · g1 белый король | f8 чёрный король · a7 чёрная пешка · f7 чёрная пешка · g7 чёрная пешка · h7 чёрная пешка · a2 белая пешка · b2 белая пешка · f2 белая пешка · g2 белая пешка · h2 белая пешка · g1 белый король | f8 чёрный король · a7 чёрная пешка · f7 чёрная пешка · g7 чёрная пешка · h7 чёрная пешка · a2 белая пешка · b2 белая пешка · f2 белая пешка · g2 белая пешка · h2 белая пешка · g1 белый король | f8 чёрный король · a7 чёрная пешка · f7 чёрная пешка · g7 чёрная пешка · h7 чёрная пешка · a2 белая пешка · b2 белая пешка · f2 белая пешка · g2 белая пешка · h2 белая пешка · g1 белый король | f8 чёрный король · a7 чёрная пешка · f7 чёрная пешка · g7 чёрная пешка · h7 чёрная пешка · a2 белая пешка · b2 белая пешка · f2 белая пешка · g2 белая пешка · h2 белая пешка · g1 белый король | f8 чёрный король · a7 чёрная пешка · f7 чёрная пешка · g7 чёрная пешка · h7 чёрная пешка · a2 белая пешка · b2 белая пешка · f2 белая пешка · g2 белая пешка · h2 белая пешка · g1 белый король | f8 чёрный король · a7 чёрная пешка · f7 чёрная пешка · g7 чёрная пешка · h7 чёрная пешка · a2 белая пешка · b2 белая пешка · f2 белая пешка · g2 белая пешка · h2 белая пешка · g1 белый король | 7 |
| 6 | f8 чёрный король · a7 чёрная пешка · f7 чёрная пешка · g7 чёрная пешка · h7 чёрная пешка · a2 белая пешка · b2 белая пешка · f2 белая пешка · g2 белая пешка · h2 белая пешка · g1 белый король | f8 чёрный король · a7 чёрная пешка · f7 чёрная пешка · g7 чёрная пешка · h7 чёрная пешка · a2 белая пешка · b2 белая пешка · f2 белая пешка · g2 белая пешка · h2 белая пешка · g1 белый король | f8 чёрный король · a7 чёрная пешка · f7 чёрная пешка · g7 чёрная пешка · h7 чёрная пешка · a2 белая пешка · b2 белая пешка · f2 белая пешка · g2 белая пешка · h2 белая пешка · g1 белый король | f8 чёрный король · a7 чёрная пешка · f7 чёрная пешка · g7 чёрная пешка · h7 чёрная пешка · a2 белая пешка · b2 белая пешка · f2 белая пешка · g2 белая пешка · h2 белая пешка · g1 белый король | f8 чёрный король · a7 чёрная пешка · f7 чёрная пешка · g7 чёрная пешка · h7 чёрная пешка · a2 белая пешка · b2 белая пешка · f2 белая пешка · g2 белая пешка · h2 белая пешка · g1 белый король | f8 чёрный король · a7 чёрная пешка · f7 чёрная пешка · g7 чёрная пешка · h7 чёрная пешка · a2 белая пешка · b2 белая пешка · f2 белая пешка · g2 белая пешка · h2 белая пешка · g1 белый король | f8 чёрный король · a7 чёрная пешка · f7 чёрная пешка · g7 чёрная пешка · h7 чёрная пешка · a2 белая пешка · b2 белая пешка · f2 белая пешка · g2 белая пешка · h2 белая пешка · g1 белый король | f8 чёрный король · a7 чёрная пешка · f7 чёрная пешка · g7 чёрная пешка · h7 чёрная пешка · a2 белая пешка · b2 белая пешка · f2 белая пешка · g2 белая пешка · h2 белая пешка · g1 белый король | 6 |
| 5 | f8 чёрный король · a7 чёрная пешка · f7 чёрная пешка · g7 чёрная пешка · h7 чёрная пешка · a2 белая пешка · b2 белая пешка · f2 белая пешка · g2 белая пешка · h2 белая пешка · g1 белый король | f8 чёрный король · a7 чёрная пешка · f7 чёрная пешка · g7 чёрная пешка · h7 чёрная пешка · a2 белая пешка · b2 белая пешка · f2 белая пешка · g2 белая пешка · h2 белая пешка · g1 белый король | f8 чёрный король · a7 чёрная пешка · f7 чёрная пешка · g7 чёрная пешка · h7 чёрная пешка · a2 белая пешка · b2 белая пешка · f2 белая пешка · g2 белая пешка · h2 белая пешка · g1 белый король | f8 чёрный король · a7 чёрная пешка · f7 чёрная пешка · g7 чёрная пешка · h7 чёрная пешка · a2 белая пешка · b2 белая пешка · f2 белая пешка · g2 белая пешка · h2 белая пешка · g1 белый король | f8 чёрный король · a7 чёрная пешка · f7 чёрная пешка · g7 чёрная пешка · h7 чёрная пешка · a2 белая пешка · b2 белая пешка · f2 белая пешка · g2 белая пешка · h2 белая пешка · g1 белый король | f8 чёрный король · a7 чёрная пешка · f7 чёрная пешка · g7 чёрная пешка · h7 чёрная пешка · a2 белая пешка · b2 белая пешка · f2 белая пешка · g2 белая пешка · h2 белая пешка · g1 белый король | f8 чёрный король · a7 чёрная пешка · f7 чёрная пешка · g7 чёрная пешка · h7 чёрная пешка · a2 белая пешка · b2 белая пешка · f2 белая пешка · g2 белая пешка · h2 белая пешка · g1 белый король | f8 чёрный король · a7 чёрная пешка · f7 чёрная пешка · g7 чёрная пешка · h7 чёрная пешка · a2 белая пешка · b2 белая пешка · f2 белая пешка · g2 белая пешка · h2 белая пешка · g1 белый король | 5 |
| 4 | f8 чёрный король · a7 чёрная пешка · f7 чёрная пешка · g7 чёрная пешка · h7 чёрная пешка · a2 белая пешка · b2 белая пешка · f2 белая пешка · g2 белая пешка · h2 белая пешка · g1 белый король | f8 чёрный король · a7 чёрная пешка · f7 чёрная пешка · g7 чёрная пешка · h7 чёрная пешка · a2 белая пешка · b2 белая пешка · f2 белая пешка · g2 белая пешка · h2 белая пешка · g1 белый король | f8 чёрный король · a7 чёрная пешка · f7 чёрная пешка · g7 чёрная пешка · h7 чёрная пешка · a2 белая пешка · b2 белая пешка · f2 белая пешка · g2 белая пешка · h2 белая пешка · g1 белый король | f8 чёрный король · a7 чёрная пешка · f7 чёрная пешка · g7 чёрная пешка · h7 чёрная пешка · a2 белая пешка · b2 белая пешка · f2 белая пешка · g2 белая пешка · h2 белая пешка · g1 белый король | f8 чёрный король · a7 чёрная пешка · f7 чёрная пешка · g7 чёрная пешка · h7 чёрная пешка · a2 белая пешка · b2 белая пешка · f2 белая пешка · g2 белая пешка · h2 белая пешка · g1 белый король | f8 чёрный король · a7 чёрная пешка · f7 чёрная пешка · g7 чёрная пешка · h7 чёрная пешка · a2 белая пешка · b2 белая пешка · f2 белая пешка · g2 белая пешка · h2 белая пешка · g1 белый король | f8 чёрный король · a7 чёрная пешка · f7 чёрная пешка · g7 чёрная пешка · h7 чёрная пешка · a2 белая пешка · b2 белая пешка · f2 белая пешка · g2 белая пешка · h2 белая пешка · g1 белый король | f8 чёрный король · a7 чёрная пешка · f7 чёрная пешка · g7 чёрная пешка · h7 чёрная пешка · a2 белая пешка · b2 белая пешка · f2 белая пешка · g2 белая пешка · h2 белая пешка · g1 белый король | 4 |
| 3 | f8 чёрный король · a7 чёрная пешка · f7 чёрная пешка · g7 чёрная пешка · h7 чёрная пешка · a2 белая пешка · b2 белая пешка · f2 белая пешка · g2 белая пешка · h2 белая пешка · g1 белый король | f8 чёрный король · a7 чёрная пешка · f7 чёрная пешка · g7 чёрная пешка · h7 чёрная пешка · a2 белая пешка · b2 белая пешка · f2 белая пешка · g2 белая пешка · h2 белая пешка · g1 белый король | f8 чёрный король · a7 чёрная пешка · f7 чёрная пешка · g7 чёрная пешка · h7 чёрная пешка · a2 белая пешка · b2 белая пешка · f2 белая пешка · g2 белая пешка · h2 белая пешка · g1 белый король | f8 чёрный король · a7 чёрная пешка · f7 чёрная пешка · g7 чёрная пешка · h7 чёрная пешка · a2 белая пешка · b2 белая пешка · f2 белая пешка · g2 белая пешка · h2 белая пешка · g1 белый король | f8 чёрный король · a7 чёрная пешка · f7 чёрная пешка · g7 чёрная пешка · h7 чёрная пешка · a2 белая пешка · b2 белая пешка · f2 белая пешка · g2 белая пешка · h2 белая пешка · g1 белый король | f8 чёрный король · a7 чёрная пешка · f7 чёрная пешка · g7 чёрная пешка · h7 чёрная пешка · a2 белая пешка · b2 белая пешка · f2 белая пешка · g2 белая пешка · h2 белая пешка · g1 белый король | f8 чёрный король · a7 чёрная пешка · f7 чёрная пешка · g7 чёрная пешка · h7 чёрная пешка · a2 белая пешка · b2 белая пешка · f2 белая пешка · g2 белая пешка · h2 белая пешка · g1 белый король | f8 чёрный король · a7 чёрная пешка · f7 чёрная пешка · g7 чёрная пешка · h7 чёрная пешка · a2 белая пешка · b2 белая пешка · f2 белая пешка · g2 белая пешка · h2 белая пешка · g1 белый король | 3 |
| 2 | f8 чёрный король · a7 чёрная пешка · f7 чёрная пешка · g7 чёрная пешка · h7 чёрная пешка · a2 белая пешка · b2 белая пешка · f2 белая пешка · g2 белая пешка · h2 белая пешка · g1 белый король | f8 чёрный король · a7 чёрная пешка · f7 чёрная пешка · g7 чёрная пешка · h7 чёрная пешка · a2 белая пешка · b2 белая пешка · f2 белая пешка · g2 белая пешка · h2 белая пешка · g1 белый король | f8 чёрный король · a7 чёрная пешка · f7 чёрная пешка · g7 чёрная пешка · h7 чёрная пешка · a2 белая пешка · b2 белая пешка · f2 белая пешка · g2 белая пешка · h2 белая пешка · g1 белый король | f8 чёрный король · a7 чёрная пешка · f7 чёрная пешка · g7 чёрная пешка · h7 чёрная пешка · a2 белая пешка · b2 белая пешка · f2 белая пешка · g2 белая пешка · h2 белая пешка · g1 белый король | f8 чёрный король · a7 чёрная пешка · f7 чёрная пешка · g7 чёрная пешка · h7 чёрная пешка · a2 белая пешка · b2 белая пешка · f2 белая пешка · g2 белая пешка · h2 белая пешка · g1 белый король | f8 чёрный король · a7 чёрная пешка · f7 чёрная пешка · g7 чёрная пешка · h7 чёрная пешка · a2 белая пешка · b2 белая пешка · f2 белая пешка · g2 белая пешка · h2 белая пешка · g1 белый король | f8 чёрный король · a7 чёрная пешка · f7 чёрная пешка · g7 чёрная пешка · h7 чёрная пешка · a2 белая пешка · b2 белая пешка · f2 белая пешка · g2 белая пешка · h2 белая пешка · g1 белый король | f8 чёрный король · a7 чёрная пешка · f7 чёрная пешка · g7 чёрная пешка · h7 чёрная пешка · a2 белая пешка · b2 белая пешка · f2 белая пешка · g2 белая пешка · h2 белая пешка · g1 белый король | 2 |
| 1 | f8 чёрный король · a7 чёрная пешка · f7 чёрная пешка · g7 чёрная пешка · h7 чёрная пешка · a2 белая пешка · b2 белая пешка · f2 белая пешка · g2 белая пешка · h2 белая пешка · g1 белый король | f8 чёрный король · a7 чёрная пешка · f7 чёрная пешка · g7 чёрная пешка · h7 чёрная пешка · a2 белая пешка · b2 белая пешка · f2 белая пешка · g2 белая пешка · h2 белая пешка · g1 белый король | f8 чёрный король · a7 чёрная пешка · f7 чёрная пешка · g7 чёрная пешка · h7 чёрная пешка · a2 белая пешка · b2 белая пешка · f2 белая пешка · g2 белая пешка · h2 белая пешка · g1 белый король | f8 чёрный король · a7 чёрная пешка · f7 чёрная пешка · g7 чёрная пешка · h7 чёрная пешка · a2 белая пешка · b2 белая пешка · f2 белая пешка · g2 белая пешка · h2 белая пешка · g1 белый король | f8 чёрный король · a7 чёрная пешка · f7 чёрная пешка · g7 чёрная пешка · h7 чёрная пешка · a2 белая пешка · b2 белая пешка · f2 белая пешка · g2 белая пешка · h2 белая пешка · g1 белый король | f8 чёрный король · a7 чёрная пешка · f7 чёрная пешка · g7 чёрная пешка · h7 чёрная пешка · a2 белая пешка · b2 белая пешка · f2 белая пешка · g2 белая пешка · h2 белая пешка · g1 белый король | f8 чёрный король · a7 чёрная пешка · f7 чёрная пешка · g7 чёрная пешка · h7 чёрная пешка · a2 белая пешка · b2 белая пешка · f2 белая пешка · g2 белая пешка · h2 белая пешка · g1 белый король | f8 чёрный король · a7 чёрная пешка · f7 чёрная пешка · g7 чёрная пешка · h7 чёрная пешка · a2 белая пешка · b2 белая пешка · f2 белая пешка · g2 белая пешка · h2 белая пешка · g1 белый король | 1 |
|   | a | b | c | d | e | f | g | h |   |

Пример реализации лишней пешки. 1.Крf1 Крe7 2.Крe2 Крd6 3.b4 (возможно и 3.Крd3 Крc5 4.Крc3 и 5.b4) 3…Крd5 4.Крd3 f5 5.f4 g6 6.g3 a6 7.a4 Крc6. Чёрным не хватает ходов, их король вынужден отступить. 8.Крd4 Крd6 9.b5 ab 10.ab Крc7 11.Крe5. Самое простое. Белые отдают проходную, но добиваются решающего материального перевеса на другом фланге. Возможно было и 11.Крc5 Крb7 12.b6 Крb8 13.Крc6 Крc8 14.b7+ Крb8 15.Крb6 h6 16.h4 g5 (отчаянная попытка сыграть на пат) 17.hg hg 18.fg f4 19.g6 f3 20.g7 f2 21.g8Ф#. 11…Крb6 12.Крf6 Кр:b5 13.Крg7 Крc4 14.Кр:h7 Крd4 15.Кр:g6, и белые выигрывают.

### Партия Эйве — Алехин
|   | a | b | c | d | e | f | g | h |   |
| - | --- | --- | --- | --- | --- | --- | --- | --- | - |
| 8 | f8 чёрный король · a7 чёрная пешка · c7 чёрная пешка · g7 чёрная пешка · b5 чёрная пешка · e5 чёрная пешка · h4 белая пешка · f3 белая пешка · g3 белая пешка · a2 белая пешка · e2 белый король · f2 белая пешка | f8 чёрный король · a7 чёрная пешка · c7 чёрная пешка · g7 чёрная пешка · b5 чёрная пешка · e5 чёрная пешка · h4 белая пешка · f3 белая пешка · g3 белая пешка · a2 белая пешка · e2 белый король · f2 белая пешка | f8 чёрный король · a7 чёрная пешка · c7 чёрная пешка · g7 чёрная пешка · b5 чёрная пешка · e5 чёрная пешка · h4 белая пешка · f3 белая пешка · g3 белая пешка · a2 белая пешка · e2 белый король · f2 белая пешка | f8 чёрный король · a7 чёрная пешка · c7 чёрная пешка · g7 чёрная пешка · b5 чёрная пешка · e5 чёрная пешка · h4 белая пешка · f3 белая пешка · g3 белая пешка · a2 белая пешка · e2 белый король · f2 белая пешка | f8 чёрный король · a7 чёрная пешка · c7 чёрная пешка · g7 чёрная пешка · b5 чёрная пешка · e5 чёрная пешка · h4 белая пешка · f3 белая пешка · g3 белая пешка · a2 белая пешка · e2 белый король · f2 белая пешка | f8 чёрный король · a7 чёрная пешка · c7 чёрная пешка · g7 чёрная пешка · b5 чёрная пешка · e5 чёрная пешка · h4 белая пешка · f3 белая пешка · g3 белая пешка · a2 белая пешка · e2 белый король · f2 белая пешка | f8 чёрный король · a7 чёрная пешка · c7 чёрная пешка · g7 чёрная пешка · b5 чёрная пешка · e5 чёрная пешка · h4 белая пешка · f3 белая пешка · g3 белая пешка · a2 белая пешка · e2 белый король · f2 белая пешка | f8 чёрный король · a7 чёрная пешка · c7 чёрная пешка · g7 чёрная пешка · b5 чёрная пешка · e5 чёрная пешка · h4 белая пешка · f3 белая пешка · g3 белая пешка · a2 белая пешка · e2 белый король · f2 белая пешка | 8 |
| 7 | f8 чёрный король · a7 чёрная пешка · c7 чёрная пешка · g7 чёрная пешка · b5 чёрная пешка · e5 чёрная пешка · h4 белая пешка · f3 белая пешка · g3 белая пешка · a2 белая пешка · e2 белый король · f2 белая пешка | f8 чёрный король · a7 чёрная пешка · c7 чёрная пешка · g7 чёрная пешка · b5 чёрная пешка · e5 чёрная пешка · h4 белая пешка · f3 белая пешка · g3 белая пешка · a2 белая пешка · e2 белый король · f2 белая пешка | f8 чёрный король · a7 чёрная пешка · c7 чёрная пешка · g7 чёрная пешка · b5 чёрная пешка · e5 чёрная пешка · h4 белая пешка · f3 белая пешка · g3 белая пешка · a2 белая пешка · e2 белый король · f2 белая пешка | f8 чёрный король · a7 чёрная пешка · c7 чёрная пешка · g7 чёрная пешка · b5 чёрная пешка · e5 чёрная пешка · h4 белая пешка · f3 белая пешка · g3 белая пешка · a2 белая пешка · e2 белый король · f2 белая пешка | f8 чёрный король · a7 чёрная пешка · c7 чёрная пешка · g7 чёрная пешка · b5 чёрная пешка · e5 чёрная пешка · h4 белая пешка · f3 белая пешка · g3 белая пешка · a2 белая пешка · e2 белый король · f2 белая пешка | f8 чёрный король · a7 чёрная пешка · c7 чёрная пешка · g7 чёрная пешка · b5 чёрная пешка · e5 чёрная пешка · h4 белая пешка · f3 белая пешка · g3 белая пешка · a2 белая пешка · e2 белый король · f2 белая пешка | f8 чёрный король · a7 чёрная пешка · c7 чёрная пешка · g7 чёрная пешка · b5 чёрная пешка · e5 чёрная пешка · h4 белая пешка · f3 белая пешка · g3 белая пешка · a2 белая пешка · e2 белый король · f2 белая пешка | f8 чёрный король · a7 чёрная пешка · c7 чёрная пешка · g7 чёрная пешка · b5 чёрная пешка · e5 чёрная пешка · h4 белая пешка · f3 белая пешка · g3 белая пешка · a2 белая пешка · e2 белый король · f2 белая пешка | 7 |
| 6 | f8 чёрный король · a7 чёрная пешка · c7 чёрная пешка · g7 чёрная пешка · b5 чёрная пешка · e5 чёрная пешка · h4 белая пешка · f3 белая пешка · g3 белая пешка · a2 белая пешка · e2 белый король · f2 белая пешка | f8 чёрный король · a7 чёрная пешка · c7 чёрная пешка · g7 чёрная пешка · b5 чёрная пешка · e5 чёрная пешка · h4 белая пешка · f3 белая пешка · g3 белая пешка · a2 белая пешка · e2 белый король · f2 белая пешка | f8 чёрный король · a7 чёрная пешка · c7 чёрная пешка · g7 чёрная пешка · b5 чёрная пешка · e5 чёрная пешка · h4 белая пешка · f3 белая пешка · g3 белая пешка · a2 белая пешка · e2 белый король · f2 белая пешка | f8 чёрный король · a7 чёрная пешка · c7 чёрная пешка · g7 чёрная пешка · b5 чёрная пешка · e5 чёрная пешка · h4 белая пешка · f3 белая пешка · g3 белая пешка · a2 белая пешка · e2 белый король · f2 белая пешка | f8 чёрный король · a7 чёрная пешка · c7 чёрная пешка · g7 чёрная пешка · b5 чёрная пешка · e5 чёрная пешка · h4 белая пешка · f3 белая пешка · g3 белая пешка · a2 белая пешка · e2 белый король · f2 белая пешка | f8 чёрный король · a7 чёрная пешка · c7 чёрная пешка · g7 чёрная пешка · b5 чёрная пешка · e5 чёрная пешка · h4 белая пешка · f3 белая пешка · g3 белая пешка · a2 белая пешка · e2 белый король · f2 белая пешка | f8 чёрный король · a7 чёрная пешка · c7 чёрная пешка · g7 чёрная пешка · b5 чёрная пешка · e5 чёрная пешка · h4 белая пешка · f3 белая пешка · g3 белая пешка · a2 белая пешка · e2 белый король · f2 белая пешка | f8 чёрный король · a7 чёрная пешка · c7 чёрная пешка · g7 чёрная пешка · b5 чёрная пешка · e5 чёрная пешка · h4 белая пешка · f3 белая пешка · g3 белая пешка · a2 белая пешка · e2 белый король · f2 белая пешка | 6 |
| 5 | f8 чёрный король · a7 чёрная пешка · c7 чёрная пешка · g7 чёрная пешка · b5 чёрная пешка · e5 чёрная пешка · h4 белая пешка · f3 белая пешка · g3 белая пешка · a2 белая пешка · e2 белый король · f2 белая пешка | f8 чёрный король · a7 чёрная пешка · c7 чёрная пешка · g7 чёрная пешка · b5 чёрная пешка · e5 чёрная пешка · h4 белая пешка · f3 белая пешка · g3 белая пешка · a2 белая пешка · e2 белый король · f2 белая пешка | f8 чёрный король · a7 чёрная пешка · c7 чёрная пешка · g7 чёрная пешка · b5 чёрная пешка · e5 чёрная пешка · h4 белая пешка · f3 белая пешка · g3 белая пешка · a2 белая пешка · e2 белый король · f2 белая пешка | f8 чёрный король · a7 чёрная пешка · c7 чёрная пешка · g7 чёрная пешка · b5 чёрная пешка · e5 чёрная пешка · h4 белая пешка · f3 белая пешка · g3 белая пешка · a2 белая пешка · e2 белый король · f2 белая пешка | f8 чёрный король · a7 чёрная пешка · c7 чёрная пешка · g7 чёрная пешка · b5 чёрная пешка · e5 чёрная пешка · h4 белая пешка · f3 белая пешка · g3 белая пешка · a2 белая пешка · e2 белый король · f2 белая пешка | f8 чёрный король · a7 чёрная пешка · c7 чёрная пешка · g7 чёрная пешка · b5 чёрная пешка · e5 чёрная пешка · h4 белая пешка · f3 белая пешка · g3 белая пешка · a2 белая пешка · e2 белый король · f2 белая пешка | f8 чёрный король · a7 чёрная пешка · c7 чёрная пешка · g7 чёрная пешка · b5 чёрная пешка · e5 чёрная пешка · h4 белая пешка · f3 белая пешка · g3 белая пешка · a2 белая пешка · e2 белый король · f2 белая пешка | f8 чёрный король · a7 чёрная пешка · c7 чёрная пешка · g7 чёрная пешка · b5 чёрная пешка · e5 чёрная пешка · h4 белая пешка · f3 белая пешка · g3 белая пешка · a2 белая пешка · e2 белый король · f2 белая пешка | 5 |
| 4 | f8 чёрный король · a7 чёрная пешка · c7 чёрная пешка · g7 чёрная пешка · b5 чёрная пешка · e5 чёрная пешка · h4 белая пешка · f3 белая пешка · g3 белая пешка · a2 белая пешка · e2 белый король · f2 белая пешка | f8 чёрный король · a7 чёрная пешка · c7 чёрная пешка · g7 чёрная пешка · b5 чёрная пешка · e5 чёрная пешка · h4 белая пешка · f3 белая пешка · g3 белая пешка · a2 белая пешка · e2 белый король · f2 белая пешка | f8 чёрный король · a7 чёрная пешка · c7 чёрная пешка · g7 чёрная пешка · b5 чёрная пешка · e5 чёрная пешка · h4 белая пешка · f3 белая пешка · g3 белая пешка · a2 белая пешка · e2 белый король · f2 белая пешка | f8 чёрный король · a7 чёрная пешка · c7 чёрная пешка · g7 чёрная пешка · b5 чёрная пешка · e5 чёрная пешка · h4 белая пешка · f3 белая пешка · g3 белая пешка · a2 белая пешка · e2 белый король · f2 белая пешка | f8 чёрный король · a7 чёрная пешка · c7 чёрная пешка · g7 чёрная пешка · b5 чёрная пешка · e5 чёрная пешка · h4 белая пешка · f3 белая пешка · g3 белая пешка · a2 белая пешка · e2 белый король · f2 белая пешка | f8 чёрный король · a7 чёрная пешка · c7 чёрная пешка · g7 чёрная пешка · b5 чёрная пешка · e5 чёрная пешка · h4 белая пешка · f3 белая пешка · g3 белая пешка · a2 белая пешка · e2 белый король · f2 белая пешка | f8 чёрный король · a7 чёрная пешка · c7 чёрная пешка · g7 чёрная пешка · b5 чёрная пешка · e5 чёрная пешка · h4 белая пешка · f3 белая пешка · g3 белая пешка · a2 белая пешка · e2 белый король · f2 белая пешка | f8 чёрный король · a7 чёрная пешка · c7 чёрная пешка · g7 чёрная пешка · b5 чёрная пешка · e5 чёрная пешка · h4 белая пешка · f3 белая пешка · g3 белая пешка · a2 белая пешка · e2 белый король · f2 белая пешка | 4 |
| 3 | f8 чёрный король · a7 чёрная пешка · c7 чёрная пешка · g7 чёрная пешка · b5 чёрная пешка · e5 чёрная пешка · h4 белая пешка · f3 белая пешка · g3 белая пешка · a2 белая пешка · e2 белый король · f2 белая пешка | f8 чёрный король · a7 чёрная пешка · c7 чёрная пешка · g7 чёрная пешка · b5 чёрная пешка · e5 чёрная пешка · h4 белая пешка · f3 белая пешка · g3 белая пешка · a2 белая пешка · e2 белый король · f2 белая пешка | f8 чёрный король · a7 чёрная пешка · c7 чёрная пешка · g7 чёрная пешка · b5 чёрная пешка · e5 чёрная пешка · h4 белая пешка · f3 белая пешка · g3 белая пешка · a2 белая пешка · e2 белый король · f2 белая пешка | f8 чёрный король · a7 чёрная пешка · c7 чёрная пешка · g7 чёрная пешка · b5 чёрная пешка · e5 чёрная пешка · h4 белая пешка · f3 белая пешка · g3 белая пешка · a2 белая пешка · e2 белый король · f2 белая пешка | f8 чёрный король · a7 чёрная пешка · c7 чёрная пешка · g7 чёрная пешка · b5 чёрная пешка · e5 чёрная пешка · h4 белая пешка · f3 белая пешка · g3 белая пешка · a2 белая пешка · e2 белый король · f2 белая пешка | f8 чёрный король · a7 чёрная пешка · c7 чёрная пешка · g7 чёрная пешка · b5 чёрная пешка · e5 чёрная пешка · h4 белая пешка · f3 белая пешка · g3 белая пешка · a2 белая пешка · e2 белый король · f2 белая пешка | f8 чёрный король · a7 чёрная пешка · c7 чёрная пешка · g7 чёрная пешка · b5 чёрная пешка · e5 чёрная пешка · h4 белая пешка · f3 белая пешка · g3 белая пешка · a2 белая пешка · e2 белый король · f2 белая пешка | f8 чёрный король · a7 чёрная пешка · c7 чёрная пешка · g7 чёрная пешка · b5 чёрная пешка · e5 чёрная пешка · h4 белая пешка · f3 белая пешка · g3 белая пешка · a2 белая пешка · e2 белый король · f2 белая пешка | 3 |
| 2 | f8 чёрный король · a7 чёрная пешка · c7 чёрная пешка · g7 чёрная пешка · b5 чёрная пешка · e5 чёрная пешка · h4 белая пешка · f3 белая пешка · g3 белая пешка · a2 белая пешка · e2 белый король · f2 белая пешка | f8 чёрный король · a7 чёрная пешка · c7 чёрная пешка · g7 чёрная пешка · b5 чёрная пешка · e5 чёрная пешка · h4 белая пешка · f3 белая пешка · g3 белая пешка · a2 белая пешка · e2 белый король · f2 белая пешка | f8 чёрный король · a7 чёрная пешка · c7 чёрная пешка · g7 чёрная пешка · b5 чёрная пешка · e5 чёрная пешка · h4 белая пешка · f3 белая пешка · g3 белая пешка · a2 белая пешка · e2 белый король · f2 белая пешка | f8 чёрный король · a7 чёрная пешка · c7 чёрная пешка · g7 чёрная пешка · b5 чёрная пешка · e5 чёрная пешка · h4 белая пешка · f3 белая пешка · g3 белая пешка · a2 белая пешка · e2 белый король · f2 белая пешка | f8 чёрный король · a7 чёрная пешка · c7 чёрная пешка · g7 чёрная пешка · b5 чёрная пешка · e5 чёрная пешка · h4 белая пешка · f3 белая пешка · g3 белая пешка · a2 белая пешка · e2 белый король · f2 белая пешка | f8 чёрный король · a7 чёрная пешка · c7 чёрная пешка · g7 чёрная пешка · b5 чёрная пешка · e5 чёрная пешка · h4 белая пешка · f3 белая пешка · g3 белая пешка · a2 белая пешка · e2 белый король · f2 белая пешка | f8 чёрный король · a7 чёрная пешка · c7 чёрная пешка · g7 чёрная пешка · b5 чёрная пешка · e5 чёрная пешка · h4 белая пешка · f3 белая пешка · g3 белая пешка · a2 белая пешка · e2 белый король · f2 белая пешка | f8 чёрный король · a7 чёрная пешка · c7 чёрная пешка · g7 чёрная пешка · b5 чёрная пешка · e5 чёрная пешка · h4 белая пешка · f3 белая пешка · g3 белая пешка · a2 белая пешка · e2 белый король · f2 белая пешка | 2 |
| 1 | f8 чёрный король · a7 чёрная пешка · c7 чёрная пешка · g7 чёрная пешка · b5 чёрная пешка · e5 чёрная пешка · h4 белая пешка · f3 белая пешка · g3 белая пешка · a2 белая пешка · e2 белый король · f2 белая пешка | f8 чёрный король · a7 чёрная пешка · c7 чёрная пешка · g7 чёрная пешка · b5 чёрная пешка · e5 чёрная пешка · h4 белая пешка · f3 белая пешка · g3 белая пешка · a2 белая пешка · e2 белый король · f2 белая пешка | f8 чёрный король · a7 чёрная пешка · c7 чёрная пешка · g7 чёрная пешка · b5 чёрная пешка · e5 чёрная пешка · h4 белая пешка · f3 белая пешка · g3 белая пешка · a2 белая пешка · e2 белый король · f2 белая пешка | f8 чёрный король · a7 чёрная пешка · c7 чёрная пешка · g7 чёрная пешка · b5 чёрная пешка · e5 чёрная пешка · h4 белая пешка · f3 белая пешка · g3 белая пешка · a2 белая пешка · e2 белый король · f2 белая пешка | f8 чёрный король · a7 чёрная пешка · c7 чёрная пешка · g7 чёрная пешка · b5 чёрная пешка · e5 чёрная пешка · h4 белая пешка · f3 белая пешка · g3 белая пешка · a2 белая пешка · e2 белый король · f2 белая пешка | f8 чёрный король · a7 чёрная пешка · c7 чёрная пешка · g7 чёрная пешка · b5 чёрная пешка · e5 чёрная пешка · h4 белая пешка · f3 белая пешка · g3 белая пешка · a2 белая пешка · e2 белый король · f2 белая пешка | f8 чёрный король · a7 чёрная пешка · c7 чёрная пешка · g7 чёрная пешка · b5 чёрная пешка · e5 чёрная пешка · h4 белая пешка · f3 белая пешка · g3 белая пешка · a2 белая пешка · e2 белый король · f2 белая пешка | f8 чёрный король · a7 чёрная пешка · c7 чёрная пешка · g7 чёрная пешка · b5 чёрная пешка · e5 чёрная пешка · h4 белая пешка · f3 белая пешка · g3 белая пешка · a2 белая пешка · e2 белый король · f2 белая пешка | 1 |
|   | a | b | c | d | e | f | g | h |   |

В выигранном пешечном окончании чемпион мира А. Алехин допускает фатальный промах — 32…с5?? Последовало 33.Крe3, и гроссмейстеры согласились на ничью, ибо белые успевают сыграть 34.f4. Надо было сыграть 32…a5! с победой, используя идею «отдалённой проходной пешки». Например: 33.Крe3 b4, и нельзя играть 34.f4 из-за 34…ef+ 35.Кр:f4 a4, и одна из чёрных пешек на ферзевом фланге прорывается в ферзи.

### Партия Алехин — Рико
|   | a | b | c | d | e | f | g | h |   |
| - | --- | --- | --- | --- | --- | --- | --- | --- | - |
| 8 | b8 чёрный король · b7 чёрная пешка · f7 чёрная пешка · g7 чёрная пешка · d5 чёрная пешка · f4 белая пешка · g4 белая пешка · a3 белая пешка · b2 белая пешка · a1 белый король | b8 чёрный король · b7 чёрная пешка · f7 чёрная пешка · g7 чёрная пешка · d5 чёрная пешка · f4 белая пешка · g4 белая пешка · a3 белая пешка · b2 белая пешка · a1 белый король | b8 чёрный король · b7 чёрная пешка · f7 чёрная пешка · g7 чёрная пешка · d5 чёрная пешка · f4 белая пешка · g4 белая пешка · a3 белая пешка · b2 белая пешка · a1 белый король | b8 чёрный король · b7 чёрная пешка · f7 чёрная пешка · g7 чёрная пешка · d5 чёрная пешка · f4 белая пешка · g4 белая пешка · a3 белая пешка · b2 белая пешка · a1 белый король | b8 чёрный король · b7 чёрная пешка · f7 чёрная пешка · g7 чёрная пешка · d5 чёрная пешка · f4 белая пешка · g4 белая пешка · a3 белая пешка · b2 белая пешка · a1 белый король | b8 чёрный король · b7 чёрная пешка · f7 чёрная пешка · g7 чёрная пешка · d5 чёрная пешка · f4 белая пешка · g4 белая пешка · a3 белая пешка · b2 белая пешка · a1 белый король | b8 чёрный король · b7 чёрная пешка · f7 чёрная пешка · g7 чёрная пешка · d5 чёрная пешка · f4 белая пешка · g4 белая пешка · a3 белая пешка · b2 белая пешка · a1 белый король | b8 чёрный король · b7 чёрная пешка · f7 чёрная пешка · g7 чёрная пешка · d5 чёрная пешка · f4 белая пешка · g4 белая пешка · a3 белая пешка · b2 белая пешка · a1 белый король | 8 |
| 7 | b8 чёрный король · b7 чёрная пешка · f7 чёрная пешка · g7 чёрная пешка · d5 чёрная пешка · f4 белая пешка · g4 белая пешка · a3 белая пешка · b2 белая пешка · a1 белый король | b8 чёрный король · b7 чёрная пешка · f7 чёрная пешка · g7 чёрная пешка · d5 чёрная пешка · f4 белая пешка · g4 белая пешка · a3 белая пешка · b2 белая пешка · a1 белый король | b8 чёрный король · b7 чёрная пешка · f7 чёрная пешка · g7 чёрная пешка · d5 чёрная пешка · f4 белая пешка · g4 белая пешка · a3 белая пешка · b2 белая пешка · a1 белый король | b8 чёрный король · b7 чёрная пешка · f7 чёрная пешка · g7 чёрная пешка · d5 чёрная пешка · f4 белая пешка · g4 белая пешка · a3 белая пешка · b2 белая пешка · a1 белый король | b8 чёрный король · b7 чёрная пешка · f7 чёрная пешка · g7 чёрная пешка · d5 чёрная пешка · f4 белая пешка · g4 белая пешка · a3 белая пешка · b2 белая пешка · a1 белый король | b8 чёрный король · b7 чёрная пешка · f7 чёрная пешка · g7 чёрная пешка · d5 чёрная пешка · f4 белая пешка · g4 белая пешка · a3 белая пешка · b2 белая пешка · a1 белый король | b8 чёрный король · b7 чёрная пешка · f7 чёрная пешка · g7 чёрная пешка · d5 чёрная пешка · f4 белая пешка · g4 белая пешка · a3 белая пешка · b2 белая пешка · a1 белый король | b8 чёрный король · b7 чёрная пешка · f7 чёрная пешка · g7 чёрная пешка · d5 чёрная пешка · f4 белая пешка · g4 белая пешка · a3 белая пешка · b2 белая пешка · a1 белый король | 7 |
| 6 | b8 чёрный король · b7 чёрная пешка · f7 чёрная пешка · g7 чёрная пешка · d5 чёрная пешка · f4 белая пешка · g4 белая пешка · a3 белая пешка · b2 белая пешка · a1 белый король | b8 чёрный король · b7 чёрная пешка · f7 чёрная пешка · g7 чёрная пешка · d5 чёрная пешка · f4 белая пешка · g4 белая пешка · a3 белая пешка · b2 белая пешка · a1 белый король | b8 чёрный король · b7 чёрная пешка · f7 чёрная пешка · g7 чёрная пешка · d5 чёрная пешка · f4 белая пешка · g4 белая пешка · a3 белая пешка · b2 белая пешка · a1 белый король | b8 чёрный король · b7 чёрная пешка · f7 чёрная пешка · g7 чёрная пешка · d5 чёрная пешка · f4 белая пешка · g4 белая пешка · a3 белая пешка · b2 белая пешка · a1 белый король | b8 чёрный король · b7 чёрная пешка · f7 чёрная пешка · g7 чёрная пешка · d5 чёрная пешка · f4 белая пешка · g4 белая пешка · a3 белая пешка · b2 белая пешка · a1 белый король | b8 чёрный король · b7 чёрная пешка · f7 чёрная пешка · g7 чёрная пешка · d5 чёрная пешка · f4 белая пешка · g4 белая пешка · a3 белая пешка · b2 белая пешка · a1 белый король | b8 чёрный король · b7 чёрная пешка · f7 чёрная пешка · g7 чёрная пешка · d5 чёрная пешка · f4 белая пешка · g4 белая пешка · a3 белая пешка · b2 белая пешка · a1 белый король | b8 чёрный король · b7 чёрная пешка · f7 чёрная пешка · g7 чёрная пешка · d5 чёрная пешка · f4 белая пешка · g4 белая пешка · a3 белая пешка · b2 белая пешка · a1 белый король | 6 |
| 5 | b8 чёрный король · b7 чёрная пешка · f7 чёрная пешка · g7 чёрная пешка · d5 чёрная пешка · f4 белая пешка · g4 белая пешка · a3 белая пешка · b2 белая пешка · a1 белый король | b8 чёрный король · b7 чёрная пешка · f7 чёрная пешка · g7 чёрная пешка · d5 чёрная пешка · f4 белая пешка · g4 белая пешка · a3 белая пешка · b2 белая пешка · a1 белый король | b8 чёрный король · b7 чёрная пешка · f7 чёрная пешка · g7 чёрная пешка · d5 чёрная пешка · f4 белая пешка · g4 белая пешка · a3 белая пешка · b2 белая пешка · a1 белый король | b8 чёрный король · b7 чёрная пешка · f7 чёрная пешка · g7 чёрная пешка · d5 чёрная пешка · f4 белая пешка · g4 белая пешка · a3 белая пешка · b2 белая пешка · a1 белый король | b8 чёрный король · b7 чёрная пешка · f7 чёрная пешка · g7 чёрная пешка · d5 чёрная пешка · f4 белая пешка · g4 белая пешка · a3 белая пешка · b2 белая пешка · a1 белый король | b8 чёрный король · b7 чёрная пешка · f7 чёрная пешка · g7 чёрная пешка · d5 чёрная пешка · f4 белая пешка · g4 белая пешка · a3 белая пешка · b2 белая пешка · a1 белый король | b8 чёрный король · b7 чёрная пешка · f7 чёрная пешка · g7 чёрная пешка · d5 чёрная пешка · f4 белая пешка · g4 белая пешка · a3 белая пешка · b2 белая пешка · a1 белый король | b8 чёрный король · b7 чёрная пешка · f7 чёрная пешка · g7 чёрная пешка · d5 чёрная пешка · f4 белая пешка · g4 белая пешка · a3 белая пешка · b2 белая пешка · a1 белый король | 5 |
| 4 | b8 чёрный король · b7 чёрная пешка · f7 чёрная пешка · g7 чёрная пешка · d5 чёрная пешка · f4 белая пешка · g4 белая пешка · a3 белая пешка · b2 белая пешка · a1 белый король | b8 чёрный король · b7 чёрная пешка · f7 чёрная пешка · g7 чёрная пешка · d5 чёрная пешка · f4 белая пешка · g4 белая пешка · a3 белая пешка · b2 белая пешка · a1 белый король | b8 чёрный король · b7 чёрная пешка · f7 чёрная пешка · g7 чёрная пешка · d5 чёрная пешка · f4 белая пешка · g4 белая пешка · a3 белая пешка · b2 белая пешка · a1 белый король | b8 чёрный король · b7 чёрная пешка · f7 чёрная пешка · g7 чёрная пешка · d5 чёрная пешка · f4 белая пешка · g4 белая пешка · a3 белая пешка · b2 белая пешка · a1 белый король | b8 чёрный король · b7 чёрная пешка · f7 чёрная пешка · g7 чёрная пешка · d5 чёрная пешка · f4 белая пешка · g4 белая пешка · a3 белая пешка · b2 белая пешка · a1 белый король | b8 чёрный король · b7 чёрная пешка · f7 чёрная пешка · g7 чёрная пешка · d5 чёрная пешка · f4 белая пешка · g4 белая пешка · a3 белая пешка · b2 белая пешка · a1 белый король | b8 чёрный король · b7 чёрная пешка · f7 чёрная пешка · g7 чёрная пешка · d5 чёрная пешка · f4 белая пешка · g4 белая пешка · a3 белая пешка · b2 белая пешка · a1 белый король | b8 чёрный король · b7 чёрная пешка · f7 чёрная пешка · g7 чёрная пешка · d5 чёрная пешка · f4 белая пешка · g4 белая пешка · a3 белая пешка · b2 белая пешка · a1 белый король | 4 |
| 3 | b8 чёрный король · b7 чёрная пешка · f7 чёрная пешка · g7 чёрная пешка · d5 чёрная пешка · f4 белая пешка · g4 белая пешка · a3 белая пешка · b2 белая пешка · a1 белый король | b8 чёрный король · b7 чёрная пешка · f7 чёрная пешка · g7 чёрная пешка · d5 чёрная пешка · f4 белая пешка · g4 белая пешка · a3 белая пешка · b2 белая пешка · a1 белый король | b8 чёрный король · b7 чёрная пешка · f7 чёрная пешка · g7 чёрная пешка · d5 чёрная пешка · f4 белая пешка · g4 белая пешка · a3 белая пешка · b2 белая пешка · a1 белый король | b8 чёрный король · b7 чёрная пешка · f7 чёрная пешка · g7 чёрная пешка · d5 чёрная пешка · f4 белая пешка · g4 белая пешка · a3 белая пешка · b2 белая пешка · a1 белый король | b8 чёрный король · b7 чёрная пешка · f7 чёрная пешка · g7 чёрная пешка · d5 чёрная пешка · f4 белая пешка · g4 белая пешка · a3 белая пешка · b2 белая пешка · a1 белый король | b8 чёрный король · b7 чёрная пешка · f7 чёрная пешка · g7 чёрная пешка · d5 чёрная пешка · f4 белая пешка · g4 белая пешка · a3 белая пешка · b2 белая пешка · a1 белый король | b8 чёрный король · b7 чёрная пешка · f7 чёрная пешка · g7 чёрная пешка · d5 чёрная пешка · f4 белая пешка · g4 белая пешка · a3 белая пешка · b2 белая пешка · a1 белый король | b8 чёрный король · b7 чёрная пешка · f7 чёрная пешка · g7 чёрная пешка · d5 чёрная пешка · f4 белая пешка · g4 белая пешка · a3 белая пешка · b2 белая пешка · a1 белый король | 3 |
| 2 | b8 чёрный король · b7 чёрная пешка · f7 чёрная пешка · g7 чёрная пешка · d5 чёрная пешка · f4 белая пешка · g4 белая пешка · a3 белая пешка · b2 белая пешка · a1 белый король | b8 чёрный король · b7 чёрная пешка · f7 чёрная пешка · g7 чёрная пешка · d5 чёрная пешка · f4 белая пешка · g4 белая пешка · a3 белая пешка · b2 белая пешка · a1 белый король | b8 чёрный король · b7 чёрная пешка · f7 чёрная пешка · g7 чёрная пешка · d5 чёрная пешка · f4 белая пешка · g4 белая пешка · a3 белая пешка · b2 белая пешка · a1 белый король | b8 чёрный король · b7 чёрная пешка · f7 чёрная пешка · g7 чёрная пешка · d5 чёрная пешка · f4 белая пешка · g4 белая пешка · a3 белая пешка · b2 белая пешка · a1 белый король | b8 чёрный король · b7 чёрная пешка · f7 чёрная пешка · g7 чёрная пешка · d5 чёрная пешка · f4 белая пешка · g4 белая пешка · a3 белая пешка · b2 белая пешка · a1 белый король | b8 чёрный король · b7 чёрная пешка · f7 чёрная пешка · g7 чёрная пешка · d5 чёрная пешка · f4 белая пешка · g4 белая пешка · a3 белая пешка · b2 белая пешка · a1 белый король | b8 чёрный король · b7 чёрная пешка · f7 чёрная пешка · g7 чёрная пешка · d5 чёрная пешка · f4 белая пешка · g4 белая пешка · a3 белая пешка · b2 белая пешка · a1 белый король | b8 чёрный король · b7 чёрная пешка · f7 чёрная пешка · g7 чёрная пешка · d5 чёрная пешка · f4 белая пешка · g4 белая пешка · a3 белая пешка · b2 белая пешка · a1 белый король | 2 |
| 1 | b8 чёрный король · b7 чёрная пешка · f7 чёрная пешка · g7 чёрная пешка · d5 чёрная пешка · f4 белая пешка · g4 белая пешка · a3 белая пешка · b2 белая пешка · a1 белый король | b8 чёрный король · b7 чёрная пешка · f7 чёрная пешка · g7 чёрная пешка · d5 чёрная пешка · f4 белая пешка · g4 белая пешка · a3 белая пешка · b2 белая пешка · a1 белый король | b8 чёрный король · b7 чёрная пешка · f7 чёрная пешка · g7 чёрная пешка · d5 чёрная пешка · f4 белая пешка · g4 белая пешка · a3 белая пешка · b2 белая пешка · a1 белый король | b8 чёрный король · b7 чёрная пешка · f7 чёрная пешка · g7 чёрная пешка · d5 чёрная пешка · f4 белая пешка · g4 белая пешка · a3 белая пешка · b2 белая пешка · a1 белый король | b8 чёрный король · b7 чёрная пешка · f7 чёрная пешка · g7 чёрная пешка · d5 чёрная пешка · f4 белая пешка · g4 белая пешка · a3 белая пешка · b2 белая пешка · a1 белый король | b8 чёрный король · b7 чёрная пешка · f7 чёрная пешка · g7 чёрная пешка · d5 чёрная пешка · f4 белая пешка · g4 белая пешка · a3 белая пешка · b2 белая пешка · a1 белый король | b8 чёрный король · b7 чёрная пешка · f7 чёрная пешка · g7 чёрная пешка · d5 чёрная пешка · f4 белая пешка · g4 белая пешка · a3 белая пешка · b2 белая пешка · a1 белый король | b8 чёрный король · b7 чёрная пешка · f7 чёрная пешка · g7 чёрная пешка · d5 чёрная пешка · f4 белая пешка · g4 белая пешка · a3 белая пешка · b2 белая пешка · a1 белый король | 1 |
|   | a | b | c | d | e | f | g | h |   |

На доске материальное равенство, но на стороне белых решающий позиционный перевес. Он базируется на двух факторах: а) лучшее «качество» пешек (у белых два пешечных островка против трёх у чёрных); б) возможность образовать отдалённую проходную на ферзевом фланге. Последовало: 35.Крa2?? Поучительная ошибка. Как вводить в игру своего короля — через a2 или b1? Оказывается, это не одно и то же. Выигрывало только 35.Крb1! Крc7 36.Крc2 Крd6 37.Крd3 Крc5. (Если здесь чёрные по аналогии с вариантом, случившимся в партии, сыграют 37…g5, то проиграют — 38.fg Крe5 39.a4. По сравнению с тем вариантом белые выиграли решающий темп, так как их король уже стоит на d3). 38.Крc3 d4+ 39.Крd3 Крd5 40.a4 Крc5 41.f5 Крb4 42.Кр:d4 Кр:a4 43.Крe5 Крb3 44.f6 gf+ 45.Кр:f6 Кр:b2 46.Кр:f7 b5 47.g5 b4 48.g6 b3 49.g7 Крc2 50.g8Ф, и белые выигрывают в окончании «ферзь против пешки». 35…Крc7 36.Крb3 Крd6 37.Крc3 g5!! Спасающий чёрных ресурс. Проигрывало 37…Крc5 38.g5 d4+ 39.Крd3 Крd5 40.a4. 38.fg. Не выигрывает и 38.f5 Крe5 39.a4 Крf4 40.a5 Кр:g4 41.b4 Кр:f5 42.b5 g4 43.a6 ba 44.ba g3 45.a7 g2 46.a8Ф g1Ф 47.Ф:d5+. 38…Крe5 39.Крd3. Или 39.a4 Крf4 40.Крd4 Кр:g5 41.b4 Кр:g4 42.a5 f5 43.b5 f4 44.a6 ba 45.ba f3 46.a7 f2=. 39…Крf4 40.a4 Кр:g5! Снова единственное. Проигрывает 40…Кр:g4 41.a5 Кр:g5 42.b4 Крf5 43.b5 Крe6 44.a6. 41.a5 f5! И ещё один точный ход. Проигрывало 41…Кр:g4 42.b4 f5 43.b5 f4 44.a6 ba 45.ba f3 46.a7 f2 47.Крe2. 42.gf Кр:f5 43.b4. К ничьей ведёт и 43.Крd4 Крe6 44.Крc5 Крe5 45.b4 d4 46.b5 d3 47.a6 ba 48.ba d2 49.a7 d1Ф 50.a8Ф. 43…Крe5 44.b5 Крd6 45.Крd4 Крc7 46.Кр:d5 Крd7. Наконец, возникло теоретически ничейное окончание (Авербах, диаграмма 139). 47.Крe5 Крc7. Только не 47…Крe7?? 48.a6 с выигрышем. 48.Крe6 Крc8 49.Крd6 Крd8 50.Крd5 Крd7 51.Крe5 Крc7 52.Крe6 Крc8 53.Крd6 Крd8 54.b6 Крc8 55.Крe7 Крb8 56.Крd7 Крa8 57.a6 Крb8. Чёрные внимательны до конца и обходят последнюю ловушку — 57…ba?? 58.Крc7 с выигрышем. 58.a7+ Крa8. Ввиду неизбежного пата последовало соглашение на ничью.

### Партия Ильин-Женевский — Алехин
|   | a | b | c | d | e | f | g | h |   |
| - | --- | --- | --- | --- | --- | --- | --- | --- | - |
| 8 | b7 чёрная пешка · a6 чёрная пешка · c6 чёрная пешка · d6 чёрная пешка · g5 чёрный король · e4 белая пешка · f4 чёрная пешка · g4 белая пешка · h4 чёрная пешка · c3 белая пешка · f3 белая пешка · h3 белый король · a2 белая пешка · b2 белая пешка | b7 чёрная пешка · a6 чёрная пешка · c6 чёрная пешка · d6 чёрная пешка · g5 чёрный король · e4 белая пешка · f4 чёрная пешка · g4 белая пешка · h4 чёрная пешка · c3 белая пешка · f3 белая пешка · h3 белый король · a2 белая пешка · b2 белая пешка | b7 чёрная пешка · a6 чёрная пешка · c6 чёрная пешка · d6 чёрная пешка · g5 чёрный король · e4 белая пешка · f4 чёрная пешка · g4 белая пешка · h4 чёрная пешка · c3 белая пешка · f3 белая пешка · h3 белый король · a2 белая пешка · b2 белая пешка | b7 чёрная пешка · a6 чёрная пешка · c6 чёрная пешка · d6 чёрная пешка · g5 чёрный король · e4 белая пешка · f4 чёрная пешка · g4 белая пешка · h4 чёрная пешка · c3 белая пешка · f3 белая пешка · h3 белый король · a2 белая пешка · b2 белая пешка | b7 чёрная пешка · a6 чёрная пешка · c6 чёрная пешка · d6 чёрная пешка · g5 чёрный король · e4 белая пешка · f4 чёрная пешка · g4 белая пешка · h4 чёрная пешка · c3 белая пешка · f3 белая пешка · h3 белый король · a2 белая пешка · b2 белая пешка | b7 чёрная пешка · a6 чёрная пешка · c6 чёрная пешка · d6 чёрная пешка · g5 чёрный король · e4 белая пешка · f4 чёрная пешка · g4 белая пешка · h4 чёрная пешка · c3 белая пешка · f3 белая пешка · h3 белый король · a2 белая пешка · b2 белая пешка | b7 чёрная пешка · a6 чёрная пешка · c6 чёрная пешка · d6 чёрная пешка · g5 чёрный король · e4 белая пешка · f4 чёрная пешка · g4 белая пешка · h4 чёрная пешка · c3 белая пешка · f3 белая пешка · h3 белый король · a2 белая пешка · b2 белая пешка | b7 чёрная пешка · a6 чёрная пешка · c6 чёрная пешка · d6 чёрная пешка · g5 чёрный король · e4 белая пешка · f4 чёрная пешка · g4 белая пешка · h4 чёрная пешка · c3 белая пешка · f3 белая пешка · h3 белый король · a2 белая пешка · b2 белая пешка | 8 |
| 7 | b7 чёрная пешка · a6 чёрная пешка · c6 чёрная пешка · d6 чёрная пешка · g5 чёрный король · e4 белая пешка · f4 чёрная пешка · g4 белая пешка · h4 чёрная пешка · c3 белая пешка · f3 белая пешка · h3 белый король · a2 белая пешка · b2 белая пешка | b7 чёрная пешка · a6 чёрная пешка · c6 чёрная пешка · d6 чёрная пешка · g5 чёрный король · e4 белая пешка · f4 чёрная пешка · g4 белая пешка · h4 чёрная пешка · c3 белая пешка · f3 белая пешка · h3 белый король · a2 белая пешка · b2 белая пешка | b7 чёрная пешка · a6 чёрная пешка · c6 чёрная пешка · d6 чёрная пешка · g5 чёрный король · e4 белая пешка · f4 чёрная пешка · g4 белая пешка · h4 чёрная пешка · c3 белая пешка · f3 белая пешка · h3 белый король · a2 белая пешка · b2 белая пешка | b7 чёрная пешка · a6 чёрная пешка · c6 чёрная пешка · d6 чёрная пешка · g5 чёрный король · e4 белая пешка · f4 чёрная пешка · g4 белая пешка · h4 чёрная пешка · c3 белая пешка · f3 белая пешка · h3 белый король · a2 белая пешка · b2 белая пешка | b7 чёрная пешка · a6 чёрная пешка · c6 чёрная пешка · d6 чёрная пешка · g5 чёрный король · e4 белая пешка · f4 чёрная пешка · g4 белая пешка · h4 чёрная пешка · c3 белая пешка · f3 белая пешка · h3 белый король · a2 белая пешка · b2 белая пешка | b7 чёрная пешка · a6 чёрная пешка · c6 чёрная пешка · d6 чёрная пешка · g5 чёрный король · e4 белая пешка · f4 чёрная пешка · g4 белая пешка · h4 чёрная пешка · c3 белая пешка · f3 белая пешка · h3 белый король · a2 белая пешка · b2 белая пешка | b7 чёрная пешка · a6 чёрная пешка · c6 чёрная пешка · d6 чёрная пешка · g5 чёрный король · e4 белая пешка · f4 чёрная пешка · g4 белая пешка · h4 чёрная пешка · c3 белая пешка · f3 белая пешка · h3 белый король · a2 белая пешка · b2 белая пешка | b7 чёрная пешка · a6 чёрная пешка · c6 чёрная пешка · d6 чёрная пешка · g5 чёрный король · e4 белая пешка · f4 чёрная пешка · g4 белая пешка · h4 чёрная пешка · c3 белая пешка · f3 белая пешка · h3 белый король · a2 белая пешка · b2 белая пешка | 7 |
| 6 | b7 чёрная пешка · a6 чёрная пешка · c6 чёрная пешка · d6 чёрная пешка · g5 чёрный король · e4 белая пешка · f4 чёрная пешка · g4 белая пешка · h4 чёрная пешка · c3 белая пешка · f3 белая пешка · h3 белый король · a2 белая пешка · b2 белая пешка | b7 чёрная пешка · a6 чёрная пешка · c6 чёрная пешка · d6 чёрная пешка · g5 чёрный король · e4 белая пешка · f4 чёрная пешка · g4 белая пешка · h4 чёрная пешка · c3 белая пешка · f3 белая пешка · h3 белый король · a2 белая пешка · b2 белая пешка | b7 чёрная пешка · a6 чёрная пешка · c6 чёрная пешка · d6 чёрная пешка · g5 чёрный король · e4 белая пешка · f4 чёрная пешка · g4 белая пешка · h4 чёрная пешка · c3 белая пешка · f3 белая пешка · h3 белый король · a2 белая пешка · b2 белая пешка | b7 чёрная пешка · a6 чёрная пешка · c6 чёрная пешка · d6 чёрная пешка · g5 чёрный король · e4 белая пешка · f4 чёрная пешка · g4 белая пешка · h4 чёрная пешка · c3 белая пешка · f3 белая пешка · h3 белый король · a2 белая пешка · b2 белая пешка | b7 чёрная пешка · a6 чёрная пешка · c6 чёрная пешка · d6 чёрная пешка · g5 чёрный король · e4 белая пешка · f4 чёрная пешка · g4 белая пешка · h4 чёрная пешка · c3 белая пешка · f3 белая пешка · h3 белый король · a2 белая пешка · b2 белая пешка | b7 чёрная пешка · a6 чёрная пешка · c6 чёрная пешка · d6 чёрная пешка · g5 чёрный король · e4 белая пешка · f4 чёрная пешка · g4 белая пешка · h4 чёрная пешка · c3 белая пешка · f3 белая пешка · h3 белый король · a2 белая пешка · b2 белая пешка | b7 чёрная пешка · a6 чёрная пешка · c6 чёрная пешка · d6 чёрная пешка · g5 чёрный король · e4 белая пешка · f4 чёрная пешка · g4 белая пешка · h4 чёрная пешка · c3 белая пешка · f3 белая пешка · h3 белый король · a2 белая пешка · b2 белая пешка | b7 чёрная пешка · a6 чёрная пешка · c6 чёрная пешка · d6 чёрная пешка · g5 чёрный король · e4 белая пешка · f4 чёрная пешка · g4 белая пешка · h4 чёрная пешка · c3 белая пешка · f3 белая пешка · h3 белый король · a2 белая пешка · b2 белая пешка | 6 |
| 5 | b7 чёрная пешка · a6 чёрная пешка · c6 чёрная пешка · d6 чёрная пешка · g5 чёрный король · e4 белая пешка · f4 чёрная пешка · g4 белая пешка · h4 чёрная пешка · c3 белая пешка · f3 белая пешка · h3 белый король · a2 белая пешка · b2 белая пешка | b7 чёрная пешка · a6 чёрная пешка · c6 чёрная пешка · d6 чёрная пешка · g5 чёрный король · e4 белая пешка · f4 чёрная пешка · g4 белая пешка · h4 чёрная пешка · c3 белая пешка · f3 белая пешка · h3 белый король · a2 белая пешка · b2 белая пешка | b7 чёрная пешка · a6 чёрная пешка · c6 чёрная пешка · d6 чёрная пешка · g5 чёрный король · e4 белая пешка · f4 чёрная пешка · g4 белая пешка · h4 чёрная пешка · c3 белая пешка · f3 белая пешка · h3 белый король · a2 белая пешка · b2 белая пешка | b7 чёрная пешка · a6 чёрная пешка · c6 чёрная пешка · d6 чёрная пешка · g5 чёрный король · e4 белая пешка · f4 чёрная пешка · g4 белая пешка · h4 чёрная пешка · c3 белая пешка · f3 белая пешка · h3 белый король · a2 белая пешка · b2 белая пешка | b7 чёрная пешка · a6 чёрная пешка · c6 чёрная пешка · d6 чёрная пешка · g5 чёрный король · e4 белая пешка · f4 чёрная пешка · g4 белая пешка · h4 чёрная пешка · c3 белая пешка · f3 белая пешка · h3 белый король · a2 белая пешка · b2 белая пешка | b7 чёрная пешка · a6 чёрная пешка · c6 чёрная пешка · d6 чёрная пешка · g5 чёрный король · e4 белая пешка · f4 чёрная пешка · g4 белая пешка · h4 чёрная пешка · c3 белая пешка · f3 белая пешка · h3 белый король · a2 белая пешка · b2 белая пешка | b7 чёрная пешка · a6 чёрная пешка · c6 чёрная пешка · d6 чёрная пешка · g5 чёрный король · e4 белая пешка · f4 чёрная пешка · g4 белая пешка · h4 чёрная пешка · c3 белая пешка · f3 белая пешка · h3 белый король · a2 белая пешка · b2 белая пешка | b7 чёрная пешка · a6 чёрная пешка · c6 чёрная пешка · d6 чёрная пешка · g5 чёрный король · e4 белая пешка · f4 чёрная пешка · g4 белая пешка · h4 чёрная пешка · c3 белая пешка · f3 белая пешка · h3 белый король · a2 белая пешка · b2 белая пешка | 5 |
| 4 | b7 чёрная пешка · a6 чёрная пешка · c6 чёрная пешка · d6 чёрная пешка · g5 чёрный король · e4 белая пешка · f4 чёрная пешка · g4 белая пешка · h4 чёрная пешка · c3 белая пешка · f3 белая пешка · h3 белый король · a2 белая пешка · b2 белая пешка | b7 чёрная пешка · a6 чёрная пешка · c6 чёрная пешка · d6 чёрная пешка · g5 чёрный король · e4 белая пешка · f4 чёрная пешка · g4 белая пешка · h4 чёрная пешка · c3 белая пешка · f3 белая пешка · h3 белый король · a2 белая пешка · b2 белая пешка | b7 чёрная пешка · a6 чёрная пешка · c6 чёрная пешка · d6 чёрная пешка · g5 чёрный король · e4 белая пешка · f4 чёрная пешка · g4 белая пешка · h4 чёрная пешка · c3 белая пешка · f3 белая пешка · h3 белый король · a2 белая пешка · b2 белая пешка | b7 чёрная пешка · a6 чёрная пешка · c6 чёрная пешка · d6 чёрная пешка · g5 чёрный король · e4 белая пешка · f4 чёрная пешка · g4 белая пешка · h4 чёрная пешка · c3 белая пешка · f3 белая пешка · h3 белый король · a2 белая пешка · b2 белая пешка | b7 чёрная пешка · a6 чёрная пешка · c6 чёрная пешка · d6 чёрная пешка · g5 чёрный король · e4 белая пешка · f4 чёрная пешка · g4 белая пешка · h4 чёрная пешка · c3 белая пешка · f3 белая пешка · h3 белый король · a2 белая пешка · b2 белая пешка | b7 чёрная пешка · a6 чёрная пешка · c6 чёрная пешка · d6 чёрная пешка · g5 чёрный король · e4 белая пешка · f4 чёрная пешка · g4 белая пешка · h4 чёрная пешка · c3 белая пешка · f3 белая пешка · h3 белый король · a2 белая пешка · b2 белая пешка | b7 чёрная пешка · a6 чёрная пешка · c6 чёрная пешка · d6 чёрная пешка · g5 чёрный король · e4 белая пешка · f4 чёрная пешка · g4 белая пешка · h4 чёрная пешка · c3 белая пешка · f3 белая пешка · h3 белый король · a2 белая пешка · b2 белая пешка | b7 чёрная пешка · a6 чёрная пешка · c6 чёрная пешка · d6 чёрная пешка · g5 чёрный король · e4 белая пешка · f4 чёрная пешка · g4 белая пешка · h4 чёрная пешка · c3 белая пешка · f3 белая пешка · h3 белый король · a2 белая пешка · b2 белая пешка | 4 |
| 3 | b7 чёрная пешка · a6 чёрная пешка · c6 чёрная пешка · d6 чёрная пешка · g5 чёрный король · e4 белая пешка · f4 чёрная пешка · g4 белая пешка · h4 чёрная пешка · c3 белая пешка · f3 белая пешка · h3 белый король · a2 белая пешка · b2 белая пешка | b7 чёрная пешка · a6 чёрная пешка · c6 чёрная пешка · d6 чёрная пешка · g5 чёрный король · e4 белая пешка · f4 чёрная пешка · g4 белая пешка · h4 чёрная пешка · c3 белая пешка · f3 белая пешка · h3 белый король · a2 белая пешка · b2 белая пешка | b7 чёрная пешка · a6 чёрная пешка · c6 чёрная пешка · d6 чёрная пешка · g5 чёрный король · e4 белая пешка · f4 чёрная пешка · g4 белая пешка · h4 чёрная пешка · c3 белая пешка · f3 белая пешка · h3 белый король · a2 белая пешка · b2 белая пешка | b7 чёрная пешка · a6 чёрная пешка · c6 чёрная пешка · d6 чёрная пешка · g5 чёрный король · e4 белая пешка · f4 чёрная пешка · g4 белая пешка · h4 чёрная пешка · c3 белая пешка · f3 белая пешка · h3 белый король · a2 белая пешка · b2 белая пешка | b7 чёрная пешка · a6 чёрная пешка · c6 чёрная пешка · d6 чёрная пешка · g5 чёрный король · e4 белая пешка · f4 чёрная пешка · g4 белая пешка · h4 чёрная пешка · c3 белая пешка · f3 белая пешка · h3 белый король · a2 белая пешка · b2 белая пешка | b7 чёрная пешка · a6 чёрная пешка · c6 чёрная пешка · d6 чёрная пешка · g5 чёрный король · e4 белая пешка · f4 чёрная пешка · g4 белая пешка · h4 чёрная пешка · c3 белая пешка · f3 белая пешка · h3 белый король · a2 белая пешка · b2 белая пешка | b7 чёрная пешка · a6 чёрная пешка · c6 чёрная пешка · d6 чёрная пешка · g5 чёрный король · e4 белая пешка · f4 чёрная пешка · g4 белая пешка · h4 чёрная пешка · c3 белая пешка · f3 белая пешка · h3 белый король · a2 белая пешка · b2 белая пешка | b7 чёрная пешка · a6 чёрная пешка · c6 чёрная пешка · d6 чёрная пешка · g5 чёрный король · e4 белая пешка · f4 чёрная пешка · g4 белая пешка · h4 чёрная пешка · c3 белая пешка · f3 белая пешка · h3 белый король · a2 белая пешка · b2 белая пешка | 3 |
| 2 | b7 чёрная пешка · a6 чёрная пешка · c6 чёрная пешка · d6 чёрная пешка · g5 чёрный король · e4 белая пешка · f4 чёрная пешка · g4 белая пешка · h4 чёрная пешка · c3 белая пешка · f3 белая пешка · h3 белый король · a2 белая пешка · b2 белая пешка | b7 чёрная пешка · a6 чёрная пешка · c6 чёрная пешка · d6 чёрная пешка · g5 чёрный король · e4 белая пешка · f4 чёрная пешка · g4 белая пешка · h4 чёрная пешка · c3 белая пешка · f3 белая пешка · h3 белый король · a2 белая пешка · b2 белая пешка | b7 чёрная пешка · a6 чёрная пешка · c6 чёрная пешка · d6 чёрная пешка · g5 чёрный король · e4 белая пешка · f4 чёрная пешка · g4 белая пешка · h4 чёрная пешка · c3 белая пешка · f3 белая пешка · h3 белый король · a2 белая пешка · b2 белая пешка | b7 чёрная пешка · a6 чёрная пешка · c6 чёрная пешка · d6 чёрная пешка · g5 чёрный король · e4 белая пешка · f4 чёрная пешка · g4 белая пешка · h4 чёрная пешка · c3 белая пешка · f3 белая пешка · h3 белый король · a2 белая пешка · b2 белая пешка | b7 чёрная пешка · a6 чёрная пешка · c6 чёрная пешка · d6 чёрная пешка · g5 чёрный король · e4 белая пешка · f4 чёрная пешка · g4 белая пешка · h4 чёрная пешка · c3 белая пешка · f3 белая пешка · h3 белый король · a2 белая пешка · b2 белая пешка | b7 чёрная пешка · a6 чёрная пешка · c6 чёрная пешка · d6 чёрная пешка · g5 чёрный король · e4 белая пешка · f4 чёрная пешка · g4 белая пешка · h4 чёрная пешка · c3 белая пешка · f3 белая пешка · h3 белый король · a2 белая пешка · b2 белая пешка | b7 чёрная пешка · a6 чёрная пешка · c6 чёрная пешка · d6 чёрная пешка · g5 чёрный король · e4 белая пешка · f4 чёрная пешка · g4 белая пешка · h4 чёрная пешка · c3 белая пешка · f3 белая пешка · h3 белый король · a2 белая пешка · b2 белая пешка | b7 чёрная пешка · a6 чёрная пешка · c6 чёрная пешка · d6 чёрная пешка · g5 чёрный король · e4 белая пешка · f4 чёрная пешка · g4 белая пешка · h4 чёрная пешка · c3 белая пешка · f3 белая пешка · h3 белый король · a2 белая пешка · b2 белая пешка | 2 |
| 1 | b7 чёрная пешка · a6 чёрная пешка · c6 чёрная пешка · d6 чёрная пешка · g5 чёрный король · e4 белая пешка · f4 чёрная пешка · g4 белая пешка · h4 чёрная пешка · c3 белая пешка · f3 белая пешка · h3 белый король · a2 белая пешка · b2 белая пешка | b7 чёрная пешка · a6 чёрная пешка · c6 чёрная пешка · d6 чёрная пешка · g5 чёрный король · e4 белая пешка · f4 чёрная пешка · g4 белая пешка · h4 чёрная пешка · c3 белая пешка · f3 белая пешка · h3 белый король · a2 белая пешка · b2 белая пешка | b7 чёрная пешка · a6 чёрная пешка · c6 чёрная пешка · d6 чёрная пешка · g5 чёрный король · e4 белая пешка · f4 чёрная пешка · g4 белая пешка · h4 чёрная пешка · c3 белая пешка · f3 белая пешка · h3 белый король · a2 белая пешка · b2 белая пешка | b7 чёрная пешка · a6 чёрная пешка · c6 чёрная пешка · d6 чёрная пешка · g5 чёрный король · e4 белая пешка · f4 чёрная пешка · g4 белая пешка · h4 чёрная пешка · c3 белая пешка · f3 белая пешка · h3 белый король · a2 белая пешка · b2 белая пешка | b7 чёрная пешка · a6 чёрная пешка · c6 чёрная пешка · d6 чёрная пешка · g5 чёрный король · e4 белая пешка · f4 чёрная пешка · g4 белая пешка · h4 чёрная пешка · c3 белая пешка · f3 белая пешка · h3 белый король · a2 белая пешка · b2 белая пешка | b7 чёрная пешка · a6 чёрная пешка · c6 чёрная пешка · d6 чёрная пешка · g5 чёрный король · e4 белая пешка · f4 чёрная пешка · g4 белая пешка · h4 чёрная пешка · c3 белая пешка · f3 белая пешка · h3 белый король · a2 белая пешка · b2 белая пешка | b7 чёрная пешка · a6 чёрная пешка · c6 чёрная пешка · d6 чёрная пешка · g5 чёрный король · e4 белая пешка · f4 чёрная пешка · g4 белая пешка · h4 чёрная пешка · c3 белая пешка · f3 белая пешка · h3 белый король · a2 белая пешка · b2 белая пешка | b7 чёрная пешка · a6 чёрная пешка · c6 чёрная пешка · d6 чёрная пешка · g5 чёрный король · e4 белая пешка · f4 чёрная пешка · g4 белая пешка · h4 чёрная пешка · c3 белая пешка · f3 белая пешка · h3 белый король · a2 белая пешка · b2 белая пешка | 1 |
|   | a | b | c | d | e | f | g | h |   |

Перед этим Алехин правильно разменял ладьи, точно высчитав пешечное окончание. Очевидно, что чёрные сведут окончание вничью, если после того как иссякнут все пешечные ходы, очередь хода будет за белыми. Этой цели служит единственно верный ход 38…a5! Всё остальное проигрывает. Например: 38…d5 39.ed cd 40.b4+−. Или 38…c5 39.a4 b5 40.ab ab 41.b3 c4 42.b4+−. Или 38…b6 39.a4 b5 40.ab ab 41.b4+−. Проигрывает и 38…b5 39.b4 c5 40.e5!+−. 39.c4. Не выигрывают и другие продолжения. Например, 39.a4 b5 40.b3 ba 41.ba d5 42.ed cd=. Или 39.b4 ab 40.c4!= (40.cb d5 даже проигрывает). 39…b5. Или 39…a4 40.b4 ab 41.ab c5=. 40.cb cb. Ничья.

### Партия Ломбарди — Фишер
|   | a | b | c | d | e | f | g | h |   |
| - | --- | --- | --- | --- | --- | --- | --- | --- | - |
| 8 | a7 чёрная пешка · b7 чёрная пешка · g7 чёрная пешка · h7 чёрная пешка · e6 чёрный король · f5 чёрная пешка · b4 белая пешка · h4 белая пешка · c3 белая пешка · f3 белая пешка · g3 белая пешка · e1 белый король | a7 чёрная пешка · b7 чёрная пешка · g7 чёрная пешка · h7 чёрная пешка · e6 чёрный король · f5 чёрная пешка · b4 белая пешка · h4 белая пешка · c3 белая пешка · f3 белая пешка · g3 белая пешка · e1 белый король | a7 чёрная пешка · b7 чёрная пешка · g7 чёрная пешка · h7 чёрная пешка · e6 чёрный король · f5 чёрная пешка · b4 белая пешка · h4 белая пешка · c3 белая пешка · f3 белая пешка · g3 белая пешка · e1 белый король | a7 чёрная пешка · b7 чёрная пешка · g7 чёрная пешка · h7 чёрная пешка · e6 чёрный король · f5 чёрная пешка · b4 белая пешка · h4 белая пешка · c3 белая пешка · f3 белая пешка · g3 белая пешка · e1 белый король | a7 чёрная пешка · b7 чёрная пешка · g7 чёрная пешка · h7 чёрная пешка · e6 чёрный король · f5 чёрная пешка · b4 белая пешка · h4 белая пешка · c3 белая пешка · f3 белая пешка · g3 белая пешка · e1 белый король | a7 чёрная пешка · b7 чёрная пешка · g7 чёрная пешка · h7 чёрная пешка · e6 чёрный король · f5 чёрная пешка · b4 белая пешка · h4 белая пешка · c3 белая пешка · f3 белая пешка · g3 белая пешка · e1 белый король | a7 чёрная пешка · b7 чёрная пешка · g7 чёрная пешка · h7 чёрная пешка · e6 чёрный король · f5 чёрная пешка · b4 белая пешка · h4 белая пешка · c3 белая пешка · f3 белая пешка · g3 белая пешка · e1 белый король | a7 чёрная пешка · b7 чёрная пешка · g7 чёрная пешка · h7 чёрная пешка · e6 чёрный король · f5 чёрная пешка · b4 белая пешка · h4 белая пешка · c3 белая пешка · f3 белая пешка · g3 белая пешка · e1 белый король | 8 |
| 7 | a7 чёрная пешка · b7 чёрная пешка · g7 чёрная пешка · h7 чёрная пешка · e6 чёрный король · f5 чёрная пешка · b4 белая пешка · h4 белая пешка · c3 белая пешка · f3 белая пешка · g3 белая пешка · e1 белый король | a7 чёрная пешка · b7 чёрная пешка · g7 чёрная пешка · h7 чёрная пешка · e6 чёрный король · f5 чёрная пешка · b4 белая пешка · h4 белая пешка · c3 белая пешка · f3 белая пешка · g3 белая пешка · e1 белый король | a7 чёрная пешка · b7 чёрная пешка · g7 чёрная пешка · h7 чёрная пешка · e6 чёрный король · f5 чёрная пешка · b4 белая пешка · h4 белая пешка · c3 белая пешка · f3 белая пешка · g3 белая пешка · e1 белый король | a7 чёрная пешка · b7 чёрная пешка · g7 чёрная пешка · h7 чёрная пешка · e6 чёрный король · f5 чёрная пешка · b4 белая пешка · h4 белая пешка · c3 белая пешка · f3 белая пешка · g3 белая пешка · e1 белый король | a7 чёрная пешка · b7 чёрная пешка · g7 чёрная пешка · h7 чёрная пешка · e6 чёрный король · f5 чёрная пешка · b4 белая пешка · h4 белая пешка · c3 белая пешка · f3 белая пешка · g3 белая пешка · e1 белый король | a7 чёрная пешка · b7 чёрная пешка · g7 чёрная пешка · h7 чёрная пешка · e6 чёрный король · f5 чёрная пешка · b4 белая пешка · h4 белая пешка · c3 белая пешка · f3 белая пешка · g3 белая пешка · e1 белый король | a7 чёрная пешка · b7 чёрная пешка · g7 чёрная пешка · h7 чёрная пешка · e6 чёрный король · f5 чёрная пешка · b4 белая пешка · h4 белая пешка · c3 белая пешка · f3 белая пешка · g3 белая пешка · e1 белый король | a7 чёрная пешка · b7 чёрная пешка · g7 чёрная пешка · h7 чёрная пешка · e6 чёрный король · f5 чёрная пешка · b4 белая пешка · h4 белая пешка · c3 белая пешка · f3 белая пешка · g3 белая пешка · e1 белый король | 7 |
| 6 | a7 чёрная пешка · b7 чёрная пешка · g7 чёрная пешка · h7 чёрная пешка · e6 чёрный король · f5 чёрная пешка · b4 белая пешка · h4 белая пешка · c3 белая пешка · f3 белая пешка · g3 белая пешка · e1 белый король | a7 чёрная пешка · b7 чёрная пешка · g7 чёрная пешка · h7 чёрная пешка · e6 чёрный король · f5 чёрная пешка · b4 белая пешка · h4 белая пешка · c3 белая пешка · f3 белая пешка · g3 белая пешка · e1 белый король | a7 чёрная пешка · b7 чёрная пешка · g7 чёрная пешка · h7 чёрная пешка · e6 чёрный король · f5 чёрная пешка · b4 белая пешка · h4 белая пешка · c3 белая пешка · f3 белая пешка · g3 белая пешка · e1 белый король | a7 чёрная пешка · b7 чёрная пешка · g7 чёрная пешка · h7 чёрная пешка · e6 чёрный король · f5 чёрная пешка · b4 белая пешка · h4 белая пешка · c3 белая пешка · f3 белая пешка · g3 белая пешка · e1 белый король | a7 чёрная пешка · b7 чёрная пешка · g7 чёрная пешка · h7 чёрная пешка · e6 чёрный король · f5 чёрная пешка · b4 белая пешка · h4 белая пешка · c3 белая пешка · f3 белая пешка · g3 белая пешка · e1 белый король | a7 чёрная пешка · b7 чёрная пешка · g7 чёрная пешка · h7 чёрная пешка · e6 чёрный король · f5 чёрная пешка · b4 белая пешка · h4 белая пешка · c3 белая пешка · f3 белая пешка · g3 белая пешка · e1 белый король | a7 чёрная пешка · b7 чёрная пешка · g7 чёрная пешка · h7 чёрная пешка · e6 чёрный король · f5 чёрная пешка · b4 белая пешка · h4 белая пешка · c3 белая пешка · f3 белая пешка · g3 белая пешка · e1 белый король | a7 чёрная пешка · b7 чёрная пешка · g7 чёрная пешка · h7 чёрная пешка · e6 чёрный король · f5 чёрная пешка · b4 белая пешка · h4 белая пешка · c3 белая пешка · f3 белая пешка · g3 белая пешка · e1 белый король | 6 |
| 5 | a7 чёрная пешка · b7 чёрная пешка · g7 чёрная пешка · h7 чёрная пешка · e6 чёрный король · f5 чёрная пешка · b4 белая пешка · h4 белая пешка · c3 белая пешка · f3 белая пешка · g3 белая пешка · e1 белый король | a7 чёрная пешка · b7 чёрная пешка · g7 чёрная пешка · h7 чёрная пешка · e6 чёрный король · f5 чёрная пешка · b4 белая пешка · h4 белая пешка · c3 белая пешка · f3 белая пешка · g3 белая пешка · e1 белый король | a7 чёрная пешка · b7 чёрная пешка · g7 чёрная пешка · h7 чёрная пешка · e6 чёрный король · f5 чёрная пешка · b4 белая пешка · h4 белая пешка · c3 белая пешка · f3 белая пешка · g3 белая пешка · e1 белый король | a7 чёрная пешка · b7 чёрная пешка · g7 чёрная пешка · h7 чёрная пешка · e6 чёрный король · f5 чёрная пешка · b4 белая пешка · h4 белая пешка · c3 белая пешка · f3 белая пешка · g3 белая пешка · e1 белый король | a7 чёрная пешка · b7 чёрная пешка · g7 чёрная пешка · h7 чёрная пешка · e6 чёрный король · f5 чёрная пешка · b4 белая пешка · h4 белая пешка · c3 белая пешка · f3 белая пешка · g3 белая пешка · e1 белый король | a7 чёрная пешка · b7 чёрная пешка · g7 чёрная пешка · h7 чёрная пешка · e6 чёрный король · f5 чёрная пешка · b4 белая пешка · h4 белая пешка · c3 белая пешка · f3 белая пешка · g3 белая пешка · e1 белый король | a7 чёрная пешка · b7 чёрная пешка · g7 чёрная пешка · h7 чёрная пешка · e6 чёрный король · f5 чёрная пешка · b4 белая пешка · h4 белая пешка · c3 белая пешка · f3 белая пешка · g3 белая пешка · e1 белый король | a7 чёрная пешка · b7 чёрная пешка · g7 чёрная пешка · h7 чёрная пешка · e6 чёрный король · f5 чёрная пешка · b4 белая пешка · h4 белая пешка · c3 белая пешка · f3 белая пешка · g3 белая пешка · e1 белый король | 5 |
| 4 | a7 чёрная пешка · b7 чёрная пешка · g7 чёрная пешка · h7 чёрная пешка · e6 чёрный король · f5 чёрная пешка · b4 белая пешка · h4 белая пешка · c3 белая пешка · f3 белая пешка · g3 белая пешка · e1 белый король | a7 чёрная пешка · b7 чёрная пешка · g7 чёрная пешка · h7 чёрная пешка · e6 чёрный король · f5 чёрная пешка · b4 белая пешка · h4 белая пешка · c3 белая пешка · f3 белая пешка · g3 белая пешка · e1 белый король | a7 чёрная пешка · b7 чёрная пешка · g7 чёрная пешка · h7 чёрная пешка · e6 чёрный король · f5 чёрная пешка · b4 белая пешка · h4 белая пешка · c3 белая пешка · f3 белая пешка · g3 белая пешка · e1 белый король | a7 чёрная пешка · b7 чёрная пешка · g7 чёрная пешка · h7 чёрная пешка · e6 чёрный король · f5 чёрная пешка · b4 белая пешка · h4 белая пешка · c3 белая пешка · f3 белая пешка · g3 белая пешка · e1 белый король | a7 чёрная пешка · b7 чёрная пешка · g7 чёрная пешка · h7 чёрная пешка · e6 чёрный король · f5 чёрная пешка · b4 белая пешка · h4 белая пешка · c3 белая пешка · f3 белая пешка · g3 белая пешка · e1 белый король | a7 чёрная пешка · b7 чёрная пешка · g7 чёрная пешка · h7 чёрная пешка · e6 чёрный король · f5 чёрная пешка · b4 белая пешка · h4 белая пешка · c3 белая пешка · f3 белая пешка · g3 белая пешка · e1 белый король | a7 чёрная пешка · b7 чёрная пешка · g7 чёрная пешка · h7 чёрная пешка · e6 чёрный король · f5 чёрная пешка · b4 белая пешка · h4 белая пешка · c3 белая пешка · f3 белая пешка · g3 белая пешка · e1 белый король | a7 чёрная пешка · b7 чёрная пешка · g7 чёрная пешка · h7 чёрная пешка · e6 чёрный король · f5 чёрная пешка · b4 белая пешка · h4 белая пешка · c3 белая пешка · f3 белая пешка · g3 белая пешка · e1 белый король | 4 |
| 3 | a7 чёрная пешка · b7 чёрная пешка · g7 чёрная пешка · h7 чёрная пешка · e6 чёрный король · f5 чёрная пешка · b4 белая пешка · h4 белая пешка · c3 белая пешка · f3 белая пешка · g3 белая пешка · e1 белый король | a7 чёрная пешка · b7 чёрная пешка · g7 чёрная пешка · h7 чёрная пешка · e6 чёрный король · f5 чёрная пешка · b4 белая пешка · h4 белая пешка · c3 белая пешка · f3 белая пешка · g3 белая пешка · e1 белый король | a7 чёрная пешка · b7 чёрная пешка · g7 чёрная пешка · h7 чёрная пешка · e6 чёрный король · f5 чёрная пешка · b4 белая пешка · h4 белая пешка · c3 белая пешка · f3 белая пешка · g3 белая пешка · e1 белый король | a7 чёрная пешка · b7 чёрная пешка · g7 чёрная пешка · h7 чёрная пешка · e6 чёрный король · f5 чёрная пешка · b4 белая пешка · h4 белая пешка · c3 белая пешка · f3 белая пешка · g3 белая пешка · e1 белый король | a7 чёрная пешка · b7 чёрная пешка · g7 чёрная пешка · h7 чёрная пешка · e6 чёрный король · f5 чёрная пешка · b4 белая пешка · h4 белая пешка · c3 белая пешка · f3 белая пешка · g3 белая пешка · e1 белый король | a7 чёрная пешка · b7 чёрная пешка · g7 чёрная пешка · h7 чёрная пешка · e6 чёрный король · f5 чёрная пешка · b4 белая пешка · h4 белая пешка · c3 белая пешка · f3 белая пешка · g3 белая пешка · e1 белый король | a7 чёрная пешка · b7 чёрная пешка · g7 чёрная пешка · h7 чёрная пешка · e6 чёрный король · f5 чёрная пешка · b4 белая пешка · h4 белая пешка · c3 белая пешка · f3 белая пешка · g3 белая пешка · e1 белый король | a7 чёрная пешка · b7 чёрная пешка · g7 чёрная пешка · h7 чёрная пешка · e6 чёрный король · f5 чёрная пешка · b4 белая пешка · h4 белая пешка · c3 белая пешка · f3 белая пешка · g3 белая пешка · e1 белый король | 3 |
| 2 | a7 чёрная пешка · b7 чёрная пешка · g7 чёрная пешка · h7 чёрная пешка · e6 чёрный король · f5 чёрная пешка · b4 белая пешка · h4 белая пешка · c3 белая пешка · f3 белая пешка · g3 белая пешка · e1 белый король | a7 чёрная пешка · b7 чёрная пешка · g7 чёрная пешка · h7 чёрная пешка · e6 чёрный король · f5 чёрная пешка · b4 белая пешка · h4 белая пешка · c3 белая пешка · f3 белая пешка · g3 белая пешка · e1 белый король | a7 чёрная пешка · b7 чёрная пешка · g7 чёрная пешка · h7 чёрная пешка · e6 чёрный король · f5 чёрная пешка · b4 белая пешка · h4 белая пешка · c3 белая пешка · f3 белая пешка · g3 белая пешка · e1 белый король | a7 чёрная пешка · b7 чёрная пешка · g7 чёрная пешка · h7 чёрная пешка · e6 чёрный король · f5 чёрная пешка · b4 белая пешка · h4 белая пешка · c3 белая пешка · f3 белая пешка · g3 белая пешка · e1 белый король | a7 чёрная пешка · b7 чёрная пешка · g7 чёрная пешка · h7 чёрная пешка · e6 чёрный король · f5 чёрная пешка · b4 белая пешка · h4 белая пешка · c3 белая пешка · f3 белая пешка · g3 белая пешка · e1 белый король | a7 чёрная пешка · b7 чёрная пешка · g7 чёрная пешка · h7 чёрная пешка · e6 чёрный король · f5 чёрная пешка · b4 белая пешка · h4 белая пешка · c3 белая пешка · f3 белая пешка · g3 белая пешка · e1 белый король | a7 чёрная пешка · b7 чёрная пешка · g7 чёрная пешка · h7 чёрная пешка · e6 чёрный король · f5 чёрная пешка · b4 белая пешка · h4 белая пешка · c3 белая пешка · f3 белая пешка · g3 белая пешка · e1 белый король | a7 чёрная пешка · b7 чёрная пешка · g7 чёрная пешка · h7 чёрная пешка · e6 чёрный король · f5 чёрная пешка · b4 белая пешка · h4 белая пешка · c3 белая пешка · f3 белая пешка · g3 белая пешка · e1 белый король | 2 |
| 1 | a7 чёрная пешка · b7 чёрная пешка · g7 чёрная пешка · h7 чёрная пешка · e6 чёрный король · f5 чёрная пешка · b4 белая пешка · h4 белая пешка · c3 белая пешка · f3 белая пешка · g3 белая пешка · e1 белый король | a7 чёрная пешка · b7 чёрная пешка · g7 чёрная пешка · h7 чёрная пешка · e6 чёрный король · f5 чёрная пешка · b4 белая пешка · h4 белая пешка · c3 белая пешка · f3 белая пешка · g3 белая пешка · e1 белый король | a7 чёрная пешка · b7 чёрная пешка · g7 чёрная пешка · h7 чёрная пешка · e6 чёрный король · f5 чёрная пешка · b4 белая пешка · h4 белая пешка · c3 белая пешка · f3 белая пешка · g3 белая пешка · e1 белый король | a7 чёрная пешка · b7 чёрная пешка · g7 чёрная пешка · h7 чёрная пешка · e6 чёрный король · f5 чёрная пешка · b4 белая пешка · h4 белая пешка · c3 белая пешка · f3 белая пешка · g3 белая пешка · e1 белый король | a7 чёрная пешка · b7 чёрная пешка · g7 чёрная пешка · h7 чёрная пешка · e6 чёрный король · f5 чёрная пешка · b4 белая пешка · h4 белая пешка · c3 белая пешка · f3 белая пешка · g3 белая пешка · e1 белый король | a7 чёрная пешка · b7 чёрная пешка · g7 чёрная пешка · h7 чёрная пешка · e6 чёрный король · f5 чёрная пешка · b4 белая пешка · h4 белая пешка · c3 белая пешка · f3 белая пешка · g3 белая пешка · e1 белый король | a7 чёрная пешка · b7 чёрная пешка · g7 чёрная пешка · h7 чёрная пешка · e6 чёрный король · f5 чёрная пешка · b4 белая пешка · h4 белая пешка · c3 белая пешка · f3 белая пешка · g3 белая пешка · e1 белый король | a7 чёрная пешка · b7 чёрная пешка · g7 чёрная пешка · h7 чёрная пешка · e6 чёрный король · f5 чёрная пешка · b4 белая пешка · h4 белая пешка · c3 белая пешка · f3 белая пешка · g3 белая пешка · e1 белый король | 1 |
|   | a | b | c | d | e | f | g | h |   |

Чёткий, хотя и несложный, пример реализации позиционного преимущества при материальном равенстве. Чёрные имеют возможность образовать отдалённую проходную пешку на ферзевом фланге и легко побеждают. Белые не могут им никак помешать. 33…Крd5 34.Крd2 Крc4 35.h5 b6 36.Крc2 g5. Выигрывало и немедленное 36…a5. 37.h6 f4 38.g4 a5 39.ba ba 40.Крb2 a4 41.Крa3 Кр:c3 42.Кр:a4 Крd4 43.Крb4 Крe3. Белые сдались.

### Партия Ейтс — Тартаковер
|   | a | b | c | d | e | f | g | h |   |
| - | --- | --- | --- | --- | --- | --- | --- | --- | - |
| 8 | b5 чёрная пешка · d5 чёрный король · a4 чёрная пешка · b4 белая ладья · a3 белая пешка · b3 белая пешка · d2 чёрный ферзь · b1 белый король | b5 чёрная пешка · d5 чёрный король · a4 чёрная пешка · b4 белая ладья · a3 белая пешка · b3 белая пешка · d2 чёрный ферзь · b1 белый король | b5 чёрная пешка · d5 чёрный король · a4 чёрная пешка · b4 белая ладья · a3 белая пешка · b3 белая пешка · d2 чёрный ферзь · b1 белый король | b5 чёрная пешка · d5 чёрный король · a4 чёрная пешка · b4 белая ладья · a3 белая пешка · b3 белая пешка · d2 чёрный ферзь · b1 белый король | b5 чёрная пешка · d5 чёрный король · a4 чёрная пешка · b4 белая ладья · a3 белая пешка · b3 белая пешка · d2 чёрный ферзь · b1 белый король | b5 чёрная пешка · d5 чёрный король · a4 чёрная пешка · b4 белая ладья · a3 белая пешка · b3 белая пешка · d2 чёрный ферзь · b1 белый король | b5 чёрная пешка · d5 чёрный король · a4 чёрная пешка · b4 белая ладья · a3 белая пешка · b3 белая пешка · d2 чёрный ферзь · b1 белый король | b5 чёрная пешка · d5 чёрный король · a4 чёрная пешка · b4 белая ладья · a3 белая пешка · b3 белая пешка · d2 чёрный ферзь · b1 белый король | 8 |
| 7 | b5 чёрная пешка · d5 чёрный король · a4 чёрная пешка · b4 белая ладья · a3 белая пешка · b3 белая пешка · d2 чёрный ферзь · b1 белый король | b5 чёрная пешка · d5 чёрный король · a4 чёрная пешка · b4 белая ладья · a3 белая пешка · b3 белая пешка · d2 чёрный ферзь · b1 белый король | b5 чёрная пешка · d5 чёрный король · a4 чёрная пешка · b4 белая ладья · a3 белая пешка · b3 белая пешка · d2 чёрный ферзь · b1 белый король | b5 чёрная пешка · d5 чёрный король · a4 чёрная пешка · b4 белая ладья · a3 белая пешка · b3 белая пешка · d2 чёрный ферзь · b1 белый король | b5 чёрная пешка · d5 чёрный король · a4 чёрная пешка · b4 белая ладья · a3 белая пешка · b3 белая пешка · d2 чёрный ферзь · b1 белый король | b5 чёрная пешка · d5 чёрный король · a4 чёрная пешка · b4 белая ладья · a3 белая пешка · b3 белая пешка · d2 чёрный ферзь · b1 белый король | b5 чёрная пешка · d5 чёрный король · a4 чёрная пешка · b4 белая ладья · a3 белая пешка · b3 белая пешка · d2 чёрный ферзь · b1 белый король | b5 чёрная пешка · d5 чёрный король · a4 чёрная пешка · b4 белая ладья · a3 белая пешка · b3 белая пешка · d2 чёрный ферзь · b1 белый король | 7 |
| 6 | b5 чёрная пешка · d5 чёрный король · a4 чёрная пешка · b4 белая ладья · a3 белая пешка · b3 белая пешка · d2 чёрный ферзь · b1 белый король | b5 чёрная пешка · d5 чёрный король · a4 чёрная пешка · b4 белая ладья · a3 белая пешка · b3 белая пешка · d2 чёрный ферзь · b1 белый король | b5 чёрная пешка · d5 чёрный король · a4 чёрная пешка · b4 белая ладья · a3 белая пешка · b3 белая пешка · d2 чёрный ферзь · b1 белый король | b5 чёрная пешка · d5 чёрный король · a4 чёрная пешка · b4 белая ладья · a3 белая пешка · b3 белая пешка · d2 чёрный ферзь · b1 белый король | b5 чёрная пешка · d5 чёрный король · a4 чёрная пешка · b4 белая ладья · a3 белая пешка · b3 белая пешка · d2 чёрный ферзь · b1 белый король | b5 чёрная пешка · d5 чёрный король · a4 чёрная пешка · b4 белая ладья · a3 белая пешка · b3 белая пешка · d2 чёрный ферзь · b1 белый король | b5 чёрная пешка · d5 чёрный король · a4 чёрная пешка · b4 белая ладья · a3 белая пешка · b3 белая пешка · d2 чёрный ферзь · b1 белый король | b5 чёрная пешка · d5 чёрный король · a4 чёрная пешка · b4 белая ладья · a3 белая пешка · b3 белая пешка · d2 чёрный ферзь · b1 белый король | 6 |
| 5 | b5 чёрная пешка · d5 чёрный король · a4 чёрная пешка · b4 белая ладья · a3 белая пешка · b3 белая пешка · d2 чёрный ферзь · b1 белый король | b5 чёрная пешка · d5 чёрный король · a4 чёрная пешка · b4 белая ладья · a3 белая пешка · b3 белая пешка · d2 чёрный ферзь · b1 белый король | b5 чёрная пешка · d5 чёрный король · a4 чёрная пешка · b4 белая ладья · a3 белая пешка · b3 белая пешка · d2 чёрный ферзь · b1 белый король | b5 чёрная пешка · d5 чёрный король · a4 чёрная пешка · b4 белая ладья · a3 белая пешка · b3 белая пешка · d2 чёрный ферзь · b1 белый король | b5 чёрная пешка · d5 чёрный король · a4 чёрная пешка · b4 белая ладья · a3 белая пешка · b3 белая пешка · d2 чёрный ферзь · b1 белый король | b5 чёрная пешка · d5 чёрный король · a4 чёрная пешка · b4 белая ладья · a3 белая пешка · b3 белая пешка · d2 чёрный ферзь · b1 белый король | b5 чёрная пешка · d5 чёрный король · a4 чёрная пешка · b4 белая ладья · a3 белая пешка · b3 белая пешка · d2 чёрный ферзь · b1 белый король | b5 чёрная пешка · d5 чёрный король · a4 чёрная пешка · b4 белая ладья · a3 белая пешка · b3 белая пешка · d2 чёрный ферзь · b1 белый король | 5 |
| 4 | b5 чёрная пешка · d5 чёрный король · a4 чёрная пешка · b4 белая ладья · a3 белая пешка · b3 белая пешка · d2 чёрный ферзь · b1 белый король | b5 чёрная пешка · d5 чёрный король · a4 чёрная пешка · b4 белая ладья · a3 белая пешка · b3 белая пешка · d2 чёрный ферзь · b1 белый король | b5 чёрная пешка · d5 чёрный король · a4 чёрная пешка · b4 белая ладья · a3 белая пешка · b3 белая пешка · d2 чёрный ферзь · b1 белый король | b5 чёрная пешка · d5 чёрный король · a4 чёрная пешка · b4 белая ладья · a3 белая пешка · b3 белая пешка · d2 чёрный ферзь · b1 белый король | b5 чёрная пешка · d5 чёрный король · a4 чёрная пешка · b4 белая ладья · a3 белая пешка · b3 белая пешка · d2 чёрный ферзь · b1 белый король | b5 чёрная пешка · d5 чёрный король · a4 чёрная пешка · b4 белая ладья · a3 белая пешка · b3 белая пешка · d2 чёрный ферзь · b1 белый король | b5 чёрная пешка · d5 чёрный король · a4 чёрная пешка · b4 белая ладья · a3 белая пешка · b3 белая пешка · d2 чёрный ферзь · b1 белый король | b5 чёрная пешка · d5 чёрный король · a4 чёрная пешка · b4 белая ладья · a3 белая пешка · b3 белая пешка · d2 чёрный ферзь · b1 белый король | 4 |
| 3 | b5 чёрная пешка · d5 чёрный король · a4 чёрная пешка · b4 белая ладья · a3 белая пешка · b3 белая пешка · d2 чёрный ферзь · b1 белый король | b5 чёрная пешка · d5 чёрный король · a4 чёрная пешка · b4 белая ладья · a3 белая пешка · b3 белая пешка · d2 чёрный ферзь · b1 белый король | b5 чёрная пешка · d5 чёрный король · a4 чёрная пешка · b4 белая ладья · a3 белая пешка · b3 белая пешка · d2 чёрный ферзь · b1 белый король | b5 чёрная пешка · d5 чёрный король · a4 чёрная пешка · b4 белая ладья · a3 белая пешка · b3 белая пешка · d2 чёрный ферзь · b1 белый король | b5 чёрная пешка · d5 чёрный король · a4 чёрная пешка · b4 белая ладья · a3 белая пешка · b3 белая пешка · d2 чёрный ферзь · b1 белый король | b5 чёрная пешка · d5 чёрный король · a4 чёрная пешка · b4 белая ладья · a3 белая пешка · b3 белая пешка · d2 чёрный ферзь · b1 белый король | b5 чёрная пешка · d5 чёрный король · a4 чёрная пешка · b4 белая ладья · a3 белая пешка · b3 белая пешка · d2 чёрный ферзь · b1 белый король | b5 чёрная пешка · d5 чёрный король · a4 чёрная пешка · b4 белая ладья · a3 белая пешка · b3 белая пешка · d2 чёрный ферзь · b1 белый король | 3 |
| 2 | b5 чёрная пешка · d5 чёрный король · a4 чёрная пешка · b4 белая ладья · a3 белая пешка · b3 белая пешка · d2 чёрный ферзь · b1 белый король | b5 чёрная пешка · d5 чёрный король · a4 чёрная пешка · b4 белая ладья · a3 белая пешка · b3 белая пешка · d2 чёрный ферзь · b1 белый король | b5 чёрная пешка · d5 чёрный король · a4 чёрная пешка · b4 белая ладья · a3 белая пешка · b3 белая пешка · d2 чёрный ферзь · b1 белый король | b5 чёрная пешка · d5 чёрный король · a4 чёрная пешка · b4 белая ладья · a3 белая пешка · b3 белая пешка · d2 чёрный ферзь · b1 белый король | b5 чёрная пешка · d5 чёрный король · a4 чёрная пешка · b4 белая ладья · a3 белая пешка · b3 белая пешка · d2 чёрный ферзь · b1 белый король | b5 чёрная пешка · d5 чёрный король · a4 чёрная пешка · b4 белая ладья · a3 белая пешка · b3 белая пешка · d2 чёрный ферзь · b1 белый король | b5 чёрная пешка · d5 чёрный король · a4 чёрная пешка · b4 белая ладья · a3 белая пешка · b3 белая пешка · d2 чёрный ферзь · b1 белый король | b5 чёрная пешка · d5 чёрный король · a4 чёрная пешка · b4 белая ладья · a3 белая пешка · b3 белая пешка · d2 чёрный ферзь · b1 белый король | 2 |
| 1 | b5 чёрная пешка · d5 чёрный король · a4 чёрная пешка · b4 белая ладья · a3 белая пешка · b3 белая пешка · d2 чёрный ферзь · b1 белый король | b5 чёрная пешка · d5 чёрный король · a4 чёрная пешка · b4 белая ладья · a3 белая пешка · b3 белая пешка · d2 чёрный ферзь · b1 белый король | b5 чёрная пешка · d5 чёрный король · a4 чёрная пешка · b4 белая ладья · a3 белая пешка · b3 белая пешка · d2 чёрный ферзь · b1 белый король | b5 чёрная пешка · d5 чёрный король · a4 чёрная пешка · b4 белая ладья · a3 белая пешка · b3 белая пешка · d2 чёрный ферзь · b1 белый король | b5 чёрная пешка · d5 чёрный король · a4 чёрная пешка · b4 белая ладья · a3 белая пешка · b3 белая пешка · d2 чёрный ферзь · b1 белый король | b5 чёрная пешка · d5 чёрный король · a4 чёрная пешка · b4 белая ладья · a3 белая пешка · b3 белая пешка · d2 чёрный ферзь · b1 белый король | b5 чёрная пешка · d5 чёрный король · a4 чёрная пешка · b4 белая ладья · a3 белая пешка · b3 белая пешка · d2 чёрный ферзь · b1 белый король | b5 чёрная пешка · d5 чёрный король · a4 чёрная пешка · b4 белая ладья · a3 белая пешка · b3 белая пешка · d2 чёрный ферзь · b1 белый король | 1 |
|   | a | b | c | d | e | f | g | h |   |

С. Тартаковер неправильно оценил возникающее пешечное окончание, считая его выигранным. Последовало: 1…Ф:b4?? 2.ab ab 3.Крb2 Крc4 4.Крa3 b2 5.Крa2!, и неожиданно выяснилось, что на доске ничья. Проигрывало 5.Кр:b2 Кр:b4.

### Партия Галыга — Смыслов
|   | a | b | c | d | e | f | g | h |   |
| - | --- | --- | --- | --- | --- | --- | --- | --- | - |
| 8 | f7 чёрная пешка · g7 чёрный король · a6 чёрная пешка · g6 чёрная пешка · h5 чёрная пешка · a4 белая пешка · c4 чёрная пешка · e4 белый король · g3 белая пешка · h3 белая пешка · b2 белая пешка | f7 чёрная пешка · g7 чёрный король · a6 чёрная пешка · g6 чёрная пешка · h5 чёрная пешка · a4 белая пешка · c4 чёрная пешка · e4 белый король · g3 белая пешка · h3 белая пешка · b2 белая пешка | f7 чёрная пешка · g7 чёрный король · a6 чёрная пешка · g6 чёрная пешка · h5 чёрная пешка · a4 белая пешка · c4 чёрная пешка · e4 белый король · g3 белая пешка · h3 белая пешка · b2 белая пешка | f7 чёрная пешка · g7 чёрный король · a6 чёрная пешка · g6 чёрная пешка · h5 чёрная пешка · a4 белая пешка · c4 чёрная пешка · e4 белый король · g3 белая пешка · h3 белая пешка · b2 белая пешка | f7 чёрная пешка · g7 чёрный король · a6 чёрная пешка · g6 чёрная пешка · h5 чёрная пешка · a4 белая пешка · c4 чёрная пешка · e4 белый король · g3 белая пешка · h3 белая пешка · b2 белая пешка | f7 чёрная пешка · g7 чёрный король · a6 чёрная пешка · g6 чёрная пешка · h5 чёрная пешка · a4 белая пешка · c4 чёрная пешка · e4 белый король · g3 белая пешка · h3 белая пешка · b2 белая пешка | f7 чёрная пешка · g7 чёрный король · a6 чёрная пешка · g6 чёрная пешка · h5 чёрная пешка · a4 белая пешка · c4 чёрная пешка · e4 белый король · g3 белая пешка · h3 белая пешка · b2 белая пешка | f7 чёрная пешка · g7 чёрный король · a6 чёрная пешка · g6 чёрная пешка · h5 чёрная пешка · a4 белая пешка · c4 чёрная пешка · e4 белый король · g3 белая пешка · h3 белая пешка · b2 белая пешка | 8 |
| 7 | f7 чёрная пешка · g7 чёрный король · a6 чёрная пешка · g6 чёрная пешка · h5 чёрная пешка · a4 белая пешка · c4 чёрная пешка · e4 белый король · g3 белая пешка · h3 белая пешка · b2 белая пешка | f7 чёрная пешка · g7 чёрный король · a6 чёрная пешка · g6 чёрная пешка · h5 чёрная пешка · a4 белая пешка · c4 чёрная пешка · e4 белый король · g3 белая пешка · h3 белая пешка · b2 белая пешка | f7 чёрная пешка · g7 чёрный король · a6 чёрная пешка · g6 чёрная пешка · h5 чёрная пешка · a4 белая пешка · c4 чёрная пешка · e4 белый король · g3 белая пешка · h3 белая пешка · b2 белая пешка | f7 чёрная пешка · g7 чёрный король · a6 чёрная пешка · g6 чёрная пешка · h5 чёрная пешка · a4 белая пешка · c4 чёрная пешка · e4 белый король · g3 белая пешка · h3 белая пешка · b2 белая пешка | f7 чёрная пешка · g7 чёрный король · a6 чёрная пешка · g6 чёрная пешка · h5 чёрная пешка · a4 белая пешка · c4 чёрная пешка · e4 белый король · g3 белая пешка · h3 белая пешка · b2 белая пешка | f7 чёрная пешка · g7 чёрный король · a6 чёрная пешка · g6 чёрная пешка · h5 чёрная пешка · a4 белая пешка · c4 чёрная пешка · e4 белый король · g3 белая пешка · h3 белая пешка · b2 белая пешка | f7 чёрная пешка · g7 чёрный король · a6 чёрная пешка · g6 чёрная пешка · h5 чёрная пешка · a4 белая пешка · c4 чёрная пешка · e4 белый король · g3 белая пешка · h3 белая пешка · b2 белая пешка | f7 чёрная пешка · g7 чёрный король · a6 чёрная пешка · g6 чёрная пешка · h5 чёрная пешка · a4 белая пешка · c4 чёрная пешка · e4 белый король · g3 белая пешка · h3 белая пешка · b2 белая пешка | 7 |
| 6 | f7 чёрная пешка · g7 чёрный король · a6 чёрная пешка · g6 чёрная пешка · h5 чёрная пешка · a4 белая пешка · c4 чёрная пешка · e4 белый король · g3 белая пешка · h3 белая пешка · b2 белая пешка | f7 чёрная пешка · g7 чёрный король · a6 чёрная пешка · g6 чёрная пешка · h5 чёрная пешка · a4 белая пешка · c4 чёрная пешка · e4 белый король · g3 белая пешка · h3 белая пешка · b2 белая пешка | f7 чёрная пешка · g7 чёрный король · a6 чёрная пешка · g6 чёрная пешка · h5 чёрная пешка · a4 белая пешка · c4 чёрная пешка · e4 белый король · g3 белая пешка · h3 белая пешка · b2 белая пешка | f7 чёрная пешка · g7 чёрный король · a6 чёрная пешка · g6 чёрная пешка · h5 чёрная пешка · a4 белая пешка · c4 чёрная пешка · e4 белый король · g3 белая пешка · h3 белая пешка · b2 белая пешка | f7 чёрная пешка · g7 чёрный король · a6 чёрная пешка · g6 чёрная пешка · h5 чёрная пешка · a4 белая пешка · c4 чёрная пешка · e4 белый король · g3 белая пешка · h3 белая пешка · b2 белая пешка | f7 чёрная пешка · g7 чёрный король · a6 чёрная пешка · g6 чёрная пешка · h5 чёрная пешка · a4 белая пешка · c4 чёрная пешка · e4 белый король · g3 белая пешка · h3 белая пешка · b2 белая пешка | f7 чёрная пешка · g7 чёрный король · a6 чёрная пешка · g6 чёрная пешка · h5 чёрная пешка · a4 белая пешка · c4 чёрная пешка · e4 белый король · g3 белая пешка · h3 белая пешка · b2 белая пешка | f7 чёрная пешка · g7 чёрный король · a6 чёрная пешка · g6 чёрная пешка · h5 чёрная пешка · a4 белая пешка · c4 чёрная пешка · e4 белый король · g3 белая пешка · h3 белая пешка · b2 белая пешка | 6 |
| 5 | f7 чёрная пешка · g7 чёрный король · a6 чёрная пешка · g6 чёрная пешка · h5 чёрная пешка · a4 белая пешка · c4 чёрная пешка · e4 белый король · g3 белая пешка · h3 белая пешка · b2 белая пешка | f7 чёрная пешка · g7 чёрный король · a6 чёрная пешка · g6 чёрная пешка · h5 чёрная пешка · a4 белая пешка · c4 чёрная пешка · e4 белый король · g3 белая пешка · h3 белая пешка · b2 белая пешка | f7 чёрная пешка · g7 чёрный король · a6 чёрная пешка · g6 чёрная пешка · h5 чёрная пешка · a4 белая пешка · c4 чёрная пешка · e4 белый король · g3 белая пешка · h3 белая пешка · b2 белая пешка | f7 чёрная пешка · g7 чёрный король · a6 чёрная пешка · g6 чёрная пешка · h5 чёрная пешка · a4 белая пешка · c4 чёрная пешка · e4 белый король · g3 белая пешка · h3 белая пешка · b2 белая пешка | f7 чёрная пешка · g7 чёрный король · a6 чёрная пешка · g6 чёрная пешка · h5 чёрная пешка · a4 белая пешка · c4 чёрная пешка · e4 белый король · g3 белая пешка · h3 белая пешка · b2 белая пешка | f7 чёрная пешка · g7 чёрный король · a6 чёрная пешка · g6 чёрная пешка · h5 чёрная пешка · a4 белая пешка · c4 чёрная пешка · e4 белый король · g3 белая пешка · h3 белая пешка · b2 белая пешка | f7 чёрная пешка · g7 чёрный король · a6 чёрная пешка · g6 чёрная пешка · h5 чёрная пешка · a4 белая пешка · c4 чёрная пешка · e4 белый король · g3 белая пешка · h3 белая пешка · b2 белая пешка | f7 чёрная пешка · g7 чёрный король · a6 чёрная пешка · g6 чёрная пешка · h5 чёрная пешка · a4 белая пешка · c4 чёрная пешка · e4 белый король · g3 белая пешка · h3 белая пешка · b2 белая пешка | 5 |
| 4 | f7 чёрная пешка · g7 чёрный король · a6 чёрная пешка · g6 чёрная пешка · h5 чёрная пешка · a4 белая пешка · c4 чёрная пешка · e4 белый король · g3 белая пешка · h3 белая пешка · b2 белая пешка | f7 чёрная пешка · g7 чёрный король · a6 чёрная пешка · g6 чёрная пешка · h5 чёрная пешка · a4 белая пешка · c4 чёрная пешка · e4 белый король · g3 белая пешка · h3 белая пешка · b2 белая пешка | f7 чёрная пешка · g7 чёрный король · a6 чёрная пешка · g6 чёрная пешка · h5 чёрная пешка · a4 белая пешка · c4 чёрная пешка · e4 белый король · g3 белая пешка · h3 белая пешка · b2 белая пешка | f7 чёрная пешка · g7 чёрный король · a6 чёрная пешка · g6 чёрная пешка · h5 чёрная пешка · a4 белая пешка · c4 чёрная пешка · e4 белый король · g3 белая пешка · h3 белая пешка · b2 белая пешка | f7 чёрная пешка · g7 чёрный король · a6 чёрная пешка · g6 чёрная пешка · h5 чёрная пешка · a4 белая пешка · c4 чёрная пешка · e4 белый король · g3 белая пешка · h3 белая пешка · b2 белая пешка | f7 чёрная пешка · g7 чёрный король · a6 чёрная пешка · g6 чёрная пешка · h5 чёрная пешка · a4 белая пешка · c4 чёрная пешка · e4 белый король · g3 белая пешка · h3 белая пешка · b2 белая пешка | f7 чёрная пешка · g7 чёрный король · a6 чёрная пешка · g6 чёрная пешка · h5 чёрная пешка · a4 белая пешка · c4 чёрная пешка · e4 белый король · g3 белая пешка · h3 белая пешка · b2 белая пешка | f7 чёрная пешка · g7 чёрный король · a6 чёрная пешка · g6 чёрная пешка · h5 чёрная пешка · a4 белая пешка · c4 чёрная пешка · e4 белый король · g3 белая пешка · h3 белая пешка · b2 белая пешка | 4 |
| 3 | f7 чёрная пешка · g7 чёрный король · a6 чёрная пешка · g6 чёрная пешка · h5 чёрная пешка · a4 белая пешка · c4 чёрная пешка · e4 белый король · g3 белая пешка · h3 белая пешка · b2 белая пешка | f7 чёрная пешка · g7 чёрный король · a6 чёрная пешка · g6 чёрная пешка · h5 чёрная пешка · a4 белая пешка · c4 чёрная пешка · e4 белый король · g3 белая пешка · h3 белая пешка · b2 белая пешка | f7 чёрная пешка · g7 чёрный король · a6 чёрная пешка · g6 чёрная пешка · h5 чёрная пешка · a4 белая пешка · c4 чёрная пешка · e4 белый король · g3 белая пешка · h3 белая пешка · b2 белая пешка | f7 чёрная пешка · g7 чёрный король · a6 чёрная пешка · g6 чёрная пешка · h5 чёрная пешка · a4 белая пешка · c4 чёрная пешка · e4 белый король · g3 белая пешка · h3 белая пешка · b2 белая пешка | f7 чёрная пешка · g7 чёрный король · a6 чёрная пешка · g6 чёрная пешка · h5 чёрная пешка · a4 белая пешка · c4 чёрная пешка · e4 белый король · g3 белая пешка · h3 белая пешка · b2 белая пешка | f7 чёрная пешка · g7 чёрный король · a6 чёрная пешка · g6 чёрная пешка · h5 чёрная пешка · a4 белая пешка · c4 чёрная пешка · e4 белый король · g3 белая пешка · h3 белая пешка · b2 белая пешка | f7 чёрная пешка · g7 чёрный король · a6 чёрная пешка · g6 чёрная пешка · h5 чёрная пешка · a4 белая пешка · c4 чёрная пешка · e4 белый король · g3 белая пешка · h3 белая пешка · b2 белая пешка | f7 чёрная пешка · g7 чёрный король · a6 чёрная пешка · g6 чёрная пешка · h5 чёрная пешка · a4 белая пешка · c4 чёрная пешка · e4 белый король · g3 белая пешка · h3 белая пешка · b2 белая пешка | 3 |
| 2 | f7 чёрная пешка · g7 чёрный король · a6 чёрная пешка · g6 чёрная пешка · h5 чёрная пешка · a4 белая пешка · c4 чёрная пешка · e4 белый король · g3 белая пешка · h3 белая пешка · b2 белая пешка | f7 чёрная пешка · g7 чёрный король · a6 чёрная пешка · g6 чёрная пешка · h5 чёрная пешка · a4 белая пешка · c4 чёрная пешка · e4 белый король · g3 белая пешка · h3 белая пешка · b2 белая пешка | f7 чёрная пешка · g7 чёрный король · a6 чёрная пешка · g6 чёрная пешка · h5 чёрная пешка · a4 белая пешка · c4 чёрная пешка · e4 белый король · g3 белая пешка · h3 белая пешка · b2 белая пешка | f7 чёрная пешка · g7 чёрный король · a6 чёрная пешка · g6 чёрная пешка · h5 чёрная пешка · a4 белая пешка · c4 чёрная пешка · e4 белый король · g3 белая пешка · h3 белая пешка · b2 белая пешка | f7 чёрная пешка · g7 чёрный король · a6 чёрная пешка · g6 чёрная пешка · h5 чёрная пешка · a4 белая пешка · c4 чёрная пешка · e4 белый король · g3 белая пешка · h3 белая пешка · b2 белая пешка | f7 чёрная пешка · g7 чёрный король · a6 чёрная пешка · g6 чёрная пешка · h5 чёрная пешка · a4 белая пешка · c4 чёрная пешка · e4 белый король · g3 белая пешка · h3 белая пешка · b2 белая пешка | f7 чёрная пешка · g7 чёрный король · a6 чёрная пешка · g6 чёрная пешка · h5 чёрная пешка · a4 белая пешка · c4 чёрная пешка · e4 белый король · g3 белая пешка · h3 белая пешка · b2 белая пешка | f7 чёрная пешка · g7 чёрный король · a6 чёрная пешка · g6 чёрная пешка · h5 чёрная пешка · a4 белая пешка · c4 чёрная пешка · e4 белый король · g3 белая пешка · h3 белая пешка · b2 белая пешка | 2 |
| 1 | f7 чёрная пешка · g7 чёрный король · a6 чёрная пешка · g6 чёрная пешка · h5 чёрная пешка · a4 белая пешка · c4 чёрная пешка · e4 белый король · g3 белая пешка · h3 белая пешка · b2 белая пешка | f7 чёрная пешка · g7 чёрный король · a6 чёрная пешка · g6 чёрная пешка · h5 чёрная пешка · a4 белая пешка · c4 чёрная пешка · e4 белый король · g3 белая пешка · h3 белая пешка · b2 белая пешка | f7 чёрная пешка · g7 чёрный король · a6 чёрная пешка · g6 чёрная пешка · h5 чёрная пешка · a4 белая пешка · c4 чёрная пешка · e4 белый король · g3 белая пешка · h3 белая пешка · b2 белая пешка | f7 чёрная пешка · g7 чёрный король · a6 чёрная пешка · g6 чёрная пешка · h5 чёрная пешка · a4 белая пешка · c4 чёрная пешка · e4 белый король · g3 белая пешка · h3 белая пешка · b2 белая пешка | f7 чёрная пешка · g7 чёрный король · a6 чёрная пешка · g6 чёрная пешка · h5 чёрная пешка · a4 белая пешка · c4 чёрная пешка · e4 белый король · g3 белая пешка · h3 белая пешка · b2 белая пешка | f7 чёрная пешка · g7 чёрный король · a6 чёрная пешка · g6 чёрная пешка · h5 чёрная пешка · a4 белая пешка · c4 чёрная пешка · e4 белый король · g3 белая пешка · h3 белая пешка · b2 белая пешка | f7 чёрная пешка · g7 чёрный король · a6 чёрная пешка · g6 чёрная пешка · h5 чёрная пешка · a4 белая пешка · c4 чёрная пешка · e4 белый король · g3 белая пешка · h3 белая пешка · b2 белая пешка | f7 чёрная пешка · g7 чёрный король · a6 чёрная пешка · g6 чёрная пешка · h5 чёрная пешка · a4 белая пешка · c4 чёрная пешка · e4 белый король · g3 белая пешка · h3 белая пешка · b2 белая пешка | 1 |
|   | a | b | c | d | e | f | g | h |   |

У белых не хватает пешки, но зато у них активный король, что позволяло им спасти партию. Последовало: 39…f5+ 40.Крd4 g5. И здесь белым надо было вместо напрашивающегося взятия пешки сыграть 41.Крe5! f4 42.gf g4 43.hg hg 44.Крe4 Крf6 45.Крe3 Крf5 46.a5 (пример запасного темпа) 46…g3 47.Крf3 g2 48.Кр:g2 Кр:f4 49.Крf2 с ничьей. Вместо этого белые сыграли 41.Кр:c4?? и допустили классический пешечный прорыв: 41…f4 42.gf? Конечно, это ещё одна ошибка. Необходимо было максимально затянуть сопротивление путём 42.g4! hg 43.hg Крf6 44.Крd4 a5 45.b4! ab 46.a5 b3 47.Крc3 f3 48.a6 f2 49.a7 f1Ф 50.a8Ф Фh3+, и этот ферзевый эндшпиль выигран для чёрных, что подтверждается таблицами Налимова. 42…g4 43.hg h4. Белые сдались.

### Партия Хмелевский — Сафронов
|   | a | b | c | d | e | f | g | h |   |
| - | --- | --- | --- | --- | --- | --- | --- | --- | - |
| 8 | g8 чёрный король · a7 чёрная пешка · b7 чёрная пешка · c7 чёрная пешка · g7 чёрная пешка · h7 чёрная пешка · f6 чёрная пешка · d5 белая пешка · c4 белая пешка · f4 белая пешка · d3 белый король · g3 белая пешка · a2 белая пешка · b2 белая пешка | g8 чёрный король · a7 чёрная пешка · b7 чёрная пешка · c7 чёрная пешка · g7 чёрная пешка · h7 чёрная пешка · f6 чёрная пешка · d5 белая пешка · c4 белая пешка · f4 белая пешка · d3 белый король · g3 белая пешка · a2 белая пешка · b2 белая пешка | g8 чёрный король · a7 чёрная пешка · b7 чёрная пешка · c7 чёрная пешка · g7 чёрная пешка · h7 чёрная пешка · f6 чёрная пешка · d5 белая пешка · c4 белая пешка · f4 белая пешка · d3 белый король · g3 белая пешка · a2 белая пешка · b2 белая пешка | g8 чёрный король · a7 чёрная пешка · b7 чёрная пешка · c7 чёрная пешка · g7 чёрная пешка · h7 чёрная пешка · f6 чёрная пешка · d5 белая пешка · c4 белая пешка · f4 белая пешка · d3 белый король · g3 белая пешка · a2 белая пешка · b2 белая пешка | g8 чёрный король · a7 чёрная пешка · b7 чёрная пешка · c7 чёрная пешка · g7 чёрная пешка · h7 чёрная пешка · f6 чёрная пешка · d5 белая пешка · c4 белая пешка · f4 белая пешка · d3 белый король · g3 белая пешка · a2 белая пешка · b2 белая пешка | g8 чёрный король · a7 чёрная пешка · b7 чёрная пешка · c7 чёрная пешка · g7 чёрная пешка · h7 чёрная пешка · f6 чёрная пешка · d5 белая пешка · c4 белая пешка · f4 белая пешка · d3 белый король · g3 белая пешка · a2 белая пешка · b2 белая пешка | g8 чёрный король · a7 чёрная пешка · b7 чёрная пешка · c7 чёрная пешка · g7 чёрная пешка · h7 чёрная пешка · f6 чёрная пешка · d5 белая пешка · c4 белая пешка · f4 белая пешка · d3 белый король · g3 белая пешка · a2 белая пешка · b2 белая пешка | g8 чёрный король · a7 чёрная пешка · b7 чёрная пешка · c7 чёрная пешка · g7 чёрная пешка · h7 чёрная пешка · f6 чёрная пешка · d5 белая пешка · c4 белая пешка · f4 белая пешка · d3 белый король · g3 белая пешка · a2 белая пешка · b2 белая пешка | 8 |
| 7 | g8 чёрный король · a7 чёрная пешка · b7 чёрная пешка · c7 чёрная пешка · g7 чёрная пешка · h7 чёрная пешка · f6 чёрная пешка · d5 белая пешка · c4 белая пешка · f4 белая пешка · d3 белый король · g3 белая пешка · a2 белая пешка · b2 белая пешка | g8 чёрный король · a7 чёрная пешка · b7 чёрная пешка · c7 чёрная пешка · g7 чёрная пешка · h7 чёрная пешка · f6 чёрная пешка · d5 белая пешка · c4 белая пешка · f4 белая пешка · d3 белый король · g3 белая пешка · a2 белая пешка · b2 белая пешка | g8 чёрный король · a7 чёрная пешка · b7 чёрная пешка · c7 чёрная пешка · g7 чёрная пешка · h7 чёрная пешка · f6 чёрная пешка · d5 белая пешка · c4 белая пешка · f4 белая пешка · d3 белый король · g3 белая пешка · a2 белая пешка · b2 белая пешка | g8 чёрный король · a7 чёрная пешка · b7 чёрная пешка · c7 чёрная пешка · g7 чёрная пешка · h7 чёрная пешка · f6 чёрная пешка · d5 белая пешка · c4 белая пешка · f4 белая пешка · d3 белый король · g3 белая пешка · a2 белая пешка · b2 белая пешка | g8 чёрный король · a7 чёрная пешка · b7 чёрная пешка · c7 чёрная пешка · g7 чёрная пешка · h7 чёрная пешка · f6 чёрная пешка · d5 белая пешка · c4 белая пешка · f4 белая пешка · d3 белый король · g3 белая пешка · a2 белая пешка · b2 белая пешка | g8 чёрный король · a7 чёрная пешка · b7 чёрная пешка · c7 чёрная пешка · g7 чёрная пешка · h7 чёрная пешка · f6 чёрная пешка · d5 белая пешка · c4 белая пешка · f4 белая пешка · d3 белый король · g3 белая пешка · a2 белая пешка · b2 белая пешка | g8 чёрный король · a7 чёрная пешка · b7 чёрная пешка · c7 чёрная пешка · g7 чёрная пешка · h7 чёрная пешка · f6 чёрная пешка · d5 белая пешка · c4 белая пешка · f4 белая пешка · d3 белый король · g3 белая пешка · a2 белая пешка · b2 белая пешка | g8 чёрный король · a7 чёрная пешка · b7 чёрная пешка · c7 чёрная пешка · g7 чёрная пешка · h7 чёрная пешка · f6 чёрная пешка · d5 белая пешка · c4 белая пешка · f4 белая пешка · d3 белый король · g3 белая пешка · a2 белая пешка · b2 белая пешка | 7 |
| 6 | g8 чёрный король · a7 чёрная пешка · b7 чёрная пешка · c7 чёрная пешка · g7 чёрная пешка · h7 чёрная пешка · f6 чёрная пешка · d5 белая пешка · c4 белая пешка · f4 белая пешка · d3 белый король · g3 белая пешка · a2 белая пешка · b2 белая пешка | g8 чёрный король · a7 чёрная пешка · b7 чёрная пешка · c7 чёрная пешка · g7 чёрная пешка · h7 чёрная пешка · f6 чёрная пешка · d5 белая пешка · c4 белая пешка · f4 белая пешка · d3 белый король · g3 белая пешка · a2 белая пешка · b2 белая пешка | g8 чёрный король · a7 чёрная пешка · b7 чёрная пешка · c7 чёрная пешка · g7 чёрная пешка · h7 чёрная пешка · f6 чёрная пешка · d5 белая пешка · c4 белая пешка · f4 белая пешка · d3 белый король · g3 белая пешка · a2 белая пешка · b2 белая пешка | g8 чёрный король · a7 чёрная пешка · b7 чёрная пешка · c7 чёрная пешка · g7 чёрная пешка · h7 чёрная пешка · f6 чёрная пешка · d5 белая пешка · c4 белая пешка · f4 белая пешка · d3 белый король · g3 белая пешка · a2 белая пешка · b2 белая пешка | g8 чёрный король · a7 чёрная пешка · b7 чёрная пешка · c7 чёрная пешка · g7 чёрная пешка · h7 чёрная пешка · f6 чёрная пешка · d5 белая пешка · c4 белая пешка · f4 белая пешка · d3 белый король · g3 белая пешка · a2 белая пешка · b2 белая пешка | g8 чёрный король · a7 чёрная пешка · b7 чёрная пешка · c7 чёрная пешка · g7 чёрная пешка · h7 чёрная пешка · f6 чёрная пешка · d5 белая пешка · c4 белая пешка · f4 белая пешка · d3 белый король · g3 белая пешка · a2 белая пешка · b2 белая пешка | g8 чёрный король · a7 чёрная пешка · b7 чёрная пешка · c7 чёрная пешка · g7 чёрная пешка · h7 чёрная пешка · f6 чёрная пешка · d5 белая пешка · c4 белая пешка · f4 белая пешка · d3 белый король · g3 белая пешка · a2 белая пешка · b2 белая пешка | g8 чёрный король · a7 чёрная пешка · b7 чёрная пешка · c7 чёрная пешка · g7 чёрная пешка · h7 чёрная пешка · f6 чёрная пешка · d5 белая пешка · c4 белая пешка · f4 белая пешка · d3 белый король · g3 белая пешка · a2 белая пешка · b2 белая пешка | 6 |
| 5 | g8 чёрный король · a7 чёрная пешка · b7 чёрная пешка · c7 чёрная пешка · g7 чёрная пешка · h7 чёрная пешка · f6 чёрная пешка · d5 белая пешка · c4 белая пешка · f4 белая пешка · d3 белый король · g3 белая пешка · a2 белая пешка · b2 белая пешка | g8 чёрный король · a7 чёрная пешка · b7 чёрная пешка · c7 чёрная пешка · g7 чёрная пешка · h7 чёрная пешка · f6 чёрная пешка · d5 белая пешка · c4 белая пешка · f4 белая пешка · d3 белый король · g3 белая пешка · a2 белая пешка · b2 белая пешка | g8 чёрный король · a7 чёрная пешка · b7 чёрная пешка · c7 чёрная пешка · g7 чёрная пешка · h7 чёрная пешка · f6 чёрная пешка · d5 белая пешка · c4 белая пешка · f4 белая пешка · d3 белый король · g3 белая пешка · a2 белая пешка · b2 белая пешка | g8 чёрный король · a7 чёрная пешка · b7 чёрная пешка · c7 чёрная пешка · g7 чёрная пешка · h7 чёрная пешка · f6 чёрная пешка · d5 белая пешка · c4 белая пешка · f4 белая пешка · d3 белый король · g3 белая пешка · a2 белая пешка · b2 белая пешка | g8 чёрный король · a7 чёрная пешка · b7 чёрная пешка · c7 чёрная пешка · g7 чёрная пешка · h7 чёрная пешка · f6 чёрная пешка · d5 белая пешка · c4 белая пешка · f4 белая пешка · d3 белый король · g3 белая пешка · a2 белая пешка · b2 белая пешка | g8 чёрный король · a7 чёрная пешка · b7 чёрная пешка · c7 чёрная пешка · g7 чёрная пешка · h7 чёрная пешка · f6 чёрная пешка · d5 белая пешка · c4 белая пешка · f4 белая пешка · d3 белый король · g3 белая пешка · a2 белая пешка · b2 белая пешка | g8 чёрный король · a7 чёрная пешка · b7 чёрная пешка · c7 чёрная пешка · g7 чёрная пешка · h7 чёрная пешка · f6 чёрная пешка · d5 белая пешка · c4 белая пешка · f4 белая пешка · d3 белый король · g3 белая пешка · a2 белая пешка · b2 белая пешка | g8 чёрный король · a7 чёрная пешка · b7 чёрная пешка · c7 чёрная пешка · g7 чёрная пешка · h7 чёрная пешка · f6 чёрная пешка · d5 белая пешка · c4 белая пешка · f4 белая пешка · d3 белый король · g3 белая пешка · a2 белая пешка · b2 белая пешка | 5 |
| 4 | g8 чёрный король · a7 чёрная пешка · b7 чёрная пешка · c7 чёрная пешка · g7 чёрная пешка · h7 чёрная пешка · f6 чёрная пешка · d5 белая пешка · c4 белая пешка · f4 белая пешка · d3 белый король · g3 белая пешка · a2 белая пешка · b2 белая пешка | g8 чёрный король · a7 чёрная пешка · b7 чёрная пешка · c7 чёрная пешка · g7 чёрная пешка · h7 чёрная пешка · f6 чёрная пешка · d5 белая пешка · c4 белая пешка · f4 белая пешка · d3 белый король · g3 белая пешка · a2 белая пешка · b2 белая пешка | g8 чёрный король · a7 чёрная пешка · b7 чёрная пешка · c7 чёрная пешка · g7 чёрная пешка · h7 чёрная пешка · f6 чёрная пешка · d5 белая пешка · c4 белая пешка · f4 белая пешка · d3 белый король · g3 белая пешка · a2 белая пешка · b2 белая пешка | g8 чёрный король · a7 чёрная пешка · b7 чёрная пешка · c7 чёрная пешка · g7 чёрная пешка · h7 чёрная пешка · f6 чёрная пешка · d5 белая пешка · c4 белая пешка · f4 белая пешка · d3 белый король · g3 белая пешка · a2 белая пешка · b2 белая пешка | g8 чёрный король · a7 чёрная пешка · b7 чёрная пешка · c7 чёрная пешка · g7 чёрная пешка · h7 чёрная пешка · f6 чёрная пешка · d5 белая пешка · c4 белая пешка · f4 белая пешка · d3 белый король · g3 белая пешка · a2 белая пешка · b2 белая пешка | g8 чёрный король · a7 чёрная пешка · b7 чёрная пешка · c7 чёрная пешка · g7 чёрная пешка · h7 чёрная пешка · f6 чёрная пешка · d5 белая пешка · c4 белая пешка · f4 белая пешка · d3 белый король · g3 белая пешка · a2 белая пешка · b2 белая пешка | g8 чёрный король · a7 чёрная пешка · b7 чёрная пешка · c7 чёрная пешка · g7 чёрная пешка · h7 чёрная пешка · f6 чёрная пешка · d5 белая пешка · c4 белая пешка · f4 белая пешка · d3 белый король · g3 белая пешка · a2 белая пешка · b2 белая пешка | g8 чёрный король · a7 чёрная пешка · b7 чёрная пешка · c7 чёрная пешка · g7 чёрная пешка · h7 чёрная пешка · f6 чёрная пешка · d5 белая пешка · c4 белая пешка · f4 белая пешка · d3 белый король · g3 белая пешка · a2 белая пешка · b2 белая пешка | 4 |
| 3 | g8 чёрный король · a7 чёрная пешка · b7 чёрная пешка · c7 чёрная пешка · g7 чёрная пешка · h7 чёрная пешка · f6 чёрная пешка · d5 белая пешка · c4 белая пешка · f4 белая пешка · d3 белый король · g3 белая пешка · a2 белая пешка · b2 белая пешка | g8 чёрный король · a7 чёрная пешка · b7 чёрная пешка · c7 чёрная пешка · g7 чёрная пешка · h7 чёрная пешка · f6 чёрная пешка · d5 белая пешка · c4 белая пешка · f4 белая пешка · d3 белый король · g3 белая пешка · a2 белая пешка · b2 белая пешка | g8 чёрный король · a7 чёрная пешка · b7 чёрная пешка · c7 чёрная пешка · g7 чёрная пешка · h7 чёрная пешка · f6 чёрная пешка · d5 белая пешка · c4 белая пешка · f4 белая пешка · d3 белый король · g3 белая пешка · a2 белая пешка · b2 белая пешка | g8 чёрный король · a7 чёрная пешка · b7 чёрная пешка · c7 чёрная пешка · g7 чёрная пешка · h7 чёрная пешка · f6 чёрная пешка · d5 белая пешка · c4 белая пешка · f4 белая пешка · d3 белый король · g3 белая пешка · a2 белая пешка · b2 белая пешка | g8 чёрный король · a7 чёрная пешка · b7 чёрная пешка · c7 чёрная пешка · g7 чёрная пешка · h7 чёрная пешка · f6 чёрная пешка · d5 белая пешка · c4 белая пешка · f4 белая пешка · d3 белый король · g3 белая пешка · a2 белая пешка · b2 белая пешка | g8 чёрный король · a7 чёрная пешка · b7 чёрная пешка · c7 чёрная пешка · g7 чёрная пешка · h7 чёрная пешка · f6 чёрная пешка · d5 белая пешка · c4 белая пешка · f4 белая пешка · d3 белый король · g3 белая пешка · a2 белая пешка · b2 белая пешка | g8 чёрный король · a7 чёрная пешка · b7 чёрная пешка · c7 чёрная пешка · g7 чёрная пешка · h7 чёрная пешка · f6 чёрная пешка · d5 белая пешка · c4 белая пешка · f4 белая пешка · d3 белый король · g3 белая пешка · a2 белая пешка · b2 белая пешка | g8 чёрный король · a7 чёрная пешка · b7 чёрная пешка · c7 чёрная пешка · g7 чёрная пешка · h7 чёрная пешка · f6 чёрная пешка · d5 белая пешка · c4 белая пешка · f4 белая пешка · d3 белый король · g3 белая пешка · a2 белая пешка · b2 белая пешка | 3 |
| 2 | g8 чёрный король · a7 чёрная пешка · b7 чёрная пешка · c7 чёрная пешка · g7 чёрная пешка · h7 чёрная пешка · f6 чёрная пешка · d5 белая пешка · c4 белая пешка · f4 белая пешка · d3 белый король · g3 белая пешка · a2 белая пешка · b2 белая пешка | g8 чёрный король · a7 чёрная пешка · b7 чёрная пешка · c7 чёрная пешка · g7 чёрная пешка · h7 чёрная пешка · f6 чёрная пешка · d5 белая пешка · c4 белая пешка · f4 белая пешка · d3 белый король · g3 белая пешка · a2 белая пешка · b2 белая пешка | g8 чёрный король · a7 чёрная пешка · b7 чёрная пешка · c7 чёрная пешка · g7 чёрная пешка · h7 чёрная пешка · f6 чёрная пешка · d5 белая пешка · c4 белая пешка · f4 белая пешка · d3 белый король · g3 белая пешка · a2 белая пешка · b2 белая пешка | g8 чёрный король · a7 чёрная пешка · b7 чёрная пешка · c7 чёрная пешка · g7 чёрная пешка · h7 чёрная пешка · f6 чёрная пешка · d5 белая пешка · c4 белая пешка · f4 белая пешка · d3 белый король · g3 белая пешка · a2 белая пешка · b2 белая пешка | g8 чёрный король · a7 чёрная пешка · b7 чёрная пешка · c7 чёрная пешка · g7 чёрная пешка · h7 чёрная пешка · f6 чёрная пешка · d5 белая пешка · c4 белая пешка · f4 белая пешка · d3 белый король · g3 белая пешка · a2 белая пешка · b2 белая пешка | g8 чёрный король · a7 чёрная пешка · b7 чёрная пешка · c7 чёрная пешка · g7 чёрная пешка · h7 чёрная пешка · f6 чёрная пешка · d5 белая пешка · c4 белая пешка · f4 белая пешка · d3 белый король · g3 белая пешка · a2 белая пешка · b2 белая пешка | g8 чёрный король · a7 чёрная пешка · b7 чёрная пешка · c7 чёрная пешка · g7 чёрная пешка · h7 чёрная пешка · f6 чёрная пешка · d5 белая пешка · c4 белая пешка · f4 белая пешка · d3 белый король · g3 белая пешка · a2 белая пешка · b2 белая пешка | g8 чёрный король · a7 чёрная пешка · b7 чёрная пешка · c7 чёрная пешка · g7 чёрная пешка · h7 чёрная пешка · f6 чёрная пешка · d5 белая пешка · c4 белая пешка · f4 белая пешка · d3 белый король · g3 белая пешка · a2 белая пешка · b2 белая пешка | 2 |
| 1 | g8 чёрный король · a7 чёрная пешка · b7 чёрная пешка · c7 чёрная пешка · g7 чёрная пешка · h7 чёрная пешка · f6 чёрная пешка · d5 белая пешка · c4 белая пешка · f4 белая пешка · d3 белый король · g3 белая пешка · a2 белая пешка · b2 белая пешка | g8 чёрный король · a7 чёрная пешка · b7 чёрная пешка · c7 чёрная пешка · g7 чёрная пешка · h7 чёрная пешка · f6 чёрная пешка · d5 белая пешка · c4 белая пешка · f4 белая пешка · d3 белый король · g3 белая пешка · a2 белая пешка · b2 белая пешка | g8 чёрный король · a7 чёрная пешка · b7 чёрная пешка · c7 чёрная пешка · g7 чёрная пешка · h7 чёрная пешка · f6 чёрная пешка · d5 белая пешка · c4 белая пешка · f4 белая пешка · d3 белый король · g3 белая пешка · a2 белая пешка · b2 белая пешка | g8 чёрный король · a7 чёрная пешка · b7 чёрная пешка · c7 чёрная пешка · g7 чёрная пешка · h7 чёрная пешка · f6 чёрная пешка · d5 белая пешка · c4 белая пешка · f4 белая пешка · d3 белый король · g3 белая пешка · a2 белая пешка · b2 белая пешка | g8 чёрный король · a7 чёрная пешка · b7 чёрная пешка · c7 чёрная пешка · g7 чёрная пешка · h7 чёрная пешка · f6 чёрная пешка · d5 белая пешка · c4 белая пешка · f4 белая пешка · d3 белый король · g3 белая пешка · a2 белая пешка · b2 белая пешка | g8 чёрный король · a7 чёрная пешка · b7 чёрная пешка · c7 чёрная пешка · g7 чёрная пешка · h7 чёрная пешка · f6 чёрная пешка · d5 белая пешка · c4 белая пешка · f4 белая пешка · d3 белый король · g3 белая пешка · a2 белая пешка · b2 белая пешка | g8 чёрный король · a7 чёрная пешка · b7 чёрная пешка · c7 чёрная пешка · g7 чёрная пешка · h7 чёрная пешка · f6 чёрная пешка · d5 белая пешка · c4 белая пешка · f4 белая пешка · d3 белый король · g3 белая пешка · a2 белая пешка · b2 белая пешка | g8 чёрный король · a7 чёрная пешка · b7 чёрная пешка · c7 чёрная пешка · g7 чёрная пешка · h7 чёрная пешка · f6 чёрная пешка · d5 белая пешка · c4 белая пешка · f4 белая пешка · d3 белый король · g3 белая пешка · a2 белая пешка · b2 белая пешка | 1 |
|   | a | b | c | d | e | f | g | h |   |

На доске материальное равенство, однако на стороне белых значительный позиционный перевес, который базируется на следующих факторах: а) у белых более активный король, он уже находится в центре; б) конфигурация пешек на королевском фланге крайне затрудняет чёрным образование проходной пешки; в) в то же время в центре белые имеют пешечный перевес, который реализуется без особого труда. Этого оказывается достаточным для победы. В партии было: 29…Крf7. Вполне естественный ход — активизация короля. Из-за специфической пешечной конфигурации чёрным трудно активизировать своё пешечное большинство на королевском фланге. Например: 29…h5 30.f5! Или 29…f5 30.Крd4 Крf7 31.Крe5 g6 32.d6 cd+ 33.Кр:d6 с выигрышем. Или 29…g5 30.fg fg 31.g4. Или 29…g6 30.g4!, и выясняется, что плохо 30…h5 ввиду 31.gh gh 32.Крe4 — сказывается более активный король белых. Если же 29…b6, то это принципиально не меняет позицию. Белые играют b2-b4, c4-c5 и далее примерно как в партии. Возможна ещё одна защита — 29…a5. На это белым лучше всего продолжать 30.c5, затем b2-b3 (не сразу a2-a3 ввиду a5-a4!), a2-a3, b3-b4 и далее примерно как в партии. 30.b4. Видимо, выигрывает и 30.f5!? 30…Крe7. Чёрным приходится придерживаться выжидательной тактики, так как пешечные ходы на королевском фланге по-прежнему бесполезны. 31.c5 Крd7. Или 31…b6 32.Крc4, что принципиально не меняет позицию. Более хитрая, провокативная защита — 31…c6. Тогда белым опасно играть 32.d6+ Крd7. Несмотря на защищённую проходную пешку, есть риск нарваться на крепость — белому королю негде прорваться. Однако, играя 32.Крd4 Крd7 33.g4 Крe7 34.a4 Крd7 35.b5 cd 36.Кр:d5, белые побеждают. 32.Крd4 Крe7. Плохо и 32…b5 33.g4 Крe7 34.f5. 33.a4 Крd7 34.a5 Крe7 35.g4 Крd7 36.Крc4! При оппозиции королей Крd4 — Крd7, если ход чёрных, то они проигрывают. Поэтому белые передают чёрным очередь хода с помощью треугольника. На немедленное 36.b5 следовало 36…b6! Далее форсированный вариант — 37.ab ab 38.f5! bc+ 39.Кр:c5 g5! 40.d6! cd+ 41.Крd5 Крc7 42.Крe6 h5! 43.gh g4 44.h6 g3 45.h7 g2 46.h8Ф g1Ф 47.Ф:f6. И хотя и здесь ферзевый эндшпиль выигран для белых, не стоит так затягивать игру. 36…Крe7 37.Крd3 Крd7 38.Крd4. Возникла позиция после 35-го хода чёрных, но уже при ходе чёрных. 38…Крe7 39.b5. Теперь этот ход выигрывает более «беспроблемным» путём, чем в варианте, который указан выше. 39…Крd7. На 39…b6 здесь следует 40.ab ab 41.d6+ cd 42.cb Крd7 43.f5 Крc8 44.Крd5 с выигрышем. 40.c6+ bc 41.dc+ Крe8. Или 41…Крd6 42.f5 Крe7 43.Крd5. 42.Крd5 Крe7 43.f5 Крd8. Или 43…Крf7 44.b6. 44.Крe6 Крe8 45.b6. Чёрные сдались.

### Партия Пинтер — Таль
|   | a | b | c | d | e | f | g | h |   |
| - | --- | --- | --- | --- | --- | --- | --- | --- | - |
| 8 | a7 чёрная пешка · b7 чёрная пешка · e7 чёрный король · c6 чёрная пешка · c5 белая пешка · f5 чёрная пешка · h5 чёрная пешка · h4 белая пешка · b3 белая пешка · f3 чёрная пешка · g3 белая пешка · a2 белая пешка · f2 белая пешка · g1 белый король | a7 чёрная пешка · b7 чёрная пешка · e7 чёрный король · c6 чёрная пешка · c5 белая пешка · f5 чёрная пешка · h5 чёрная пешка · h4 белая пешка · b3 белая пешка · f3 чёрная пешка · g3 белая пешка · a2 белая пешка · f2 белая пешка · g1 белый король | a7 чёрная пешка · b7 чёрная пешка · e7 чёрный король · c6 чёрная пешка · c5 белая пешка · f5 чёрная пешка · h5 чёрная пешка · h4 белая пешка · b3 белая пешка · f3 чёрная пешка · g3 белая пешка · a2 белая пешка · f2 белая пешка · g1 белый король | a7 чёрная пешка · b7 чёрная пешка · e7 чёрный король · c6 чёрная пешка · c5 белая пешка · f5 чёрная пешка · h5 чёрная пешка · h4 белая пешка · b3 белая пешка · f3 чёрная пешка · g3 белая пешка · a2 белая пешка · f2 белая пешка · g1 белый король | a7 чёрная пешка · b7 чёрная пешка · e7 чёрный король · c6 чёрная пешка · c5 белая пешка · f5 чёрная пешка · h5 чёрная пешка · h4 белая пешка · b3 белая пешка · f3 чёрная пешка · g3 белая пешка · a2 белая пешка · f2 белая пешка · g1 белый король | a7 чёрная пешка · b7 чёрная пешка · e7 чёрный король · c6 чёрная пешка · c5 белая пешка · f5 чёрная пешка · h5 чёрная пешка · h4 белая пешка · b3 белая пешка · f3 чёрная пешка · g3 белая пешка · a2 белая пешка · f2 белая пешка · g1 белый король | a7 чёрная пешка · b7 чёрная пешка · e7 чёрный король · c6 чёрная пешка · c5 белая пешка · f5 чёрная пешка · h5 чёрная пешка · h4 белая пешка · b3 белая пешка · f3 чёрная пешка · g3 белая пешка · a2 белая пешка · f2 белая пешка · g1 белый король | a7 чёрная пешка · b7 чёрная пешка · e7 чёрный король · c6 чёрная пешка · c5 белая пешка · f5 чёрная пешка · h5 чёрная пешка · h4 белая пешка · b3 белая пешка · f3 чёрная пешка · g3 белая пешка · a2 белая пешка · f2 белая пешка · g1 белый король | 8 |
| 7 | a7 чёрная пешка · b7 чёрная пешка · e7 чёрный король · c6 чёрная пешка · c5 белая пешка · f5 чёрная пешка · h5 чёрная пешка · h4 белая пешка · b3 белая пешка · f3 чёрная пешка · g3 белая пешка · a2 белая пешка · f2 белая пешка · g1 белый король | a7 чёрная пешка · b7 чёрная пешка · e7 чёрный король · c6 чёрная пешка · c5 белая пешка · f5 чёрная пешка · h5 чёрная пешка · h4 белая пешка · b3 белая пешка · f3 чёрная пешка · g3 белая пешка · a2 белая пешка · f2 белая пешка · g1 белый король | a7 чёрная пешка · b7 чёрная пешка · e7 чёрный король · c6 чёрная пешка · c5 белая пешка · f5 чёрная пешка · h5 чёрная пешка · h4 белая пешка · b3 белая пешка · f3 чёрная пешка · g3 белая пешка · a2 белая пешка · f2 белая пешка · g1 белый король | a7 чёрная пешка · b7 чёрная пешка · e7 чёрный король · c6 чёрная пешка · c5 белая пешка · f5 чёрная пешка · h5 чёрная пешка · h4 белая пешка · b3 белая пешка · f3 чёрная пешка · g3 белая пешка · a2 белая пешка · f2 белая пешка · g1 белый король | a7 чёрная пешка · b7 чёрная пешка · e7 чёрный король · c6 чёрная пешка · c5 белая пешка · f5 чёрная пешка · h5 чёрная пешка · h4 белая пешка · b3 белая пешка · f3 чёрная пешка · g3 белая пешка · a2 белая пешка · f2 белая пешка · g1 белый король | a7 чёрная пешка · b7 чёрная пешка · e7 чёрный король · c6 чёрная пешка · c5 белая пешка · f5 чёрная пешка · h5 чёрная пешка · h4 белая пешка · b3 белая пешка · f3 чёрная пешка · g3 белая пешка · a2 белая пешка · f2 белая пешка · g1 белый король | a7 чёрная пешка · b7 чёрная пешка · e7 чёрный король · c6 чёрная пешка · c5 белая пешка · f5 чёрная пешка · h5 чёрная пешка · h4 белая пешка · b3 белая пешка · f3 чёрная пешка · g3 белая пешка · a2 белая пешка · f2 белая пешка · g1 белый король | a7 чёрная пешка · b7 чёрная пешка · e7 чёрный король · c6 чёрная пешка · c5 белая пешка · f5 чёрная пешка · h5 чёрная пешка · h4 белая пешка · b3 белая пешка · f3 чёрная пешка · g3 белая пешка · a2 белая пешка · f2 белая пешка · g1 белый король | 7 |
| 6 | a7 чёрная пешка · b7 чёрная пешка · e7 чёрный король · c6 чёрная пешка · c5 белая пешка · f5 чёрная пешка · h5 чёрная пешка · h4 белая пешка · b3 белая пешка · f3 чёрная пешка · g3 белая пешка · a2 белая пешка · f2 белая пешка · g1 белый король | a7 чёрная пешка · b7 чёрная пешка · e7 чёрный король · c6 чёрная пешка · c5 белая пешка · f5 чёрная пешка · h5 чёрная пешка · h4 белая пешка · b3 белая пешка · f3 чёрная пешка · g3 белая пешка · a2 белая пешка · f2 белая пешка · g1 белый король | a7 чёрная пешка · b7 чёрная пешка · e7 чёрный король · c6 чёрная пешка · c5 белая пешка · f5 чёрная пешка · h5 чёрная пешка · h4 белая пешка · b3 белая пешка · f3 чёрная пешка · g3 белая пешка · a2 белая пешка · f2 белая пешка · g1 белый король | a7 чёрная пешка · b7 чёрная пешка · e7 чёрный король · c6 чёрная пешка · c5 белая пешка · f5 чёрная пешка · h5 чёрная пешка · h4 белая пешка · b3 белая пешка · f3 чёрная пешка · g3 белая пешка · a2 белая пешка · f2 белая пешка · g1 белый король | a7 чёрная пешка · b7 чёрная пешка · e7 чёрный король · c6 чёрная пешка · c5 белая пешка · f5 чёрная пешка · h5 чёрная пешка · h4 белая пешка · b3 белая пешка · f3 чёрная пешка · g3 белая пешка · a2 белая пешка · f2 белая пешка · g1 белый король | a7 чёрная пешка · b7 чёрная пешка · e7 чёрный король · c6 чёрная пешка · c5 белая пешка · f5 чёрная пешка · h5 чёрная пешка · h4 белая пешка · b3 белая пешка · f3 чёрная пешка · g3 белая пешка · a2 белая пешка · f2 белая пешка · g1 белый король | a7 чёрная пешка · b7 чёрная пешка · e7 чёрный король · c6 чёрная пешка · c5 белая пешка · f5 чёрная пешка · h5 чёрная пешка · h4 белая пешка · b3 белая пешка · f3 чёрная пешка · g3 белая пешка · a2 белая пешка · f2 белая пешка · g1 белый король | a7 чёрная пешка · b7 чёрная пешка · e7 чёрный король · c6 чёрная пешка · c5 белая пешка · f5 чёрная пешка · h5 чёрная пешка · h4 белая пешка · b3 белая пешка · f3 чёрная пешка · g3 белая пешка · a2 белая пешка · f2 белая пешка · g1 белый король | 6 |
| 5 | a7 чёрная пешка · b7 чёрная пешка · e7 чёрный король · c6 чёрная пешка · c5 белая пешка · f5 чёрная пешка · h5 чёрная пешка · h4 белая пешка · b3 белая пешка · f3 чёрная пешка · g3 белая пешка · a2 белая пешка · f2 белая пешка · g1 белый король | a7 чёрная пешка · b7 чёрная пешка · e7 чёрный король · c6 чёрная пешка · c5 белая пешка · f5 чёрная пешка · h5 чёрная пешка · h4 белая пешка · b3 белая пешка · f3 чёрная пешка · g3 белая пешка · a2 белая пешка · f2 белая пешка · g1 белый король | a7 чёрная пешка · b7 чёрная пешка · e7 чёрный король · c6 чёрная пешка · c5 белая пешка · f5 чёрная пешка · h5 чёрная пешка · h4 белая пешка · b3 белая пешка · f3 чёрная пешка · g3 белая пешка · a2 белая пешка · f2 белая пешка · g1 белый король | a7 чёрная пешка · b7 чёрная пешка · e7 чёрный король · c6 чёрная пешка · c5 белая пешка · f5 чёрная пешка · h5 чёрная пешка · h4 белая пешка · b3 белая пешка · f3 чёрная пешка · g3 белая пешка · a2 белая пешка · f2 белая пешка · g1 белый король | a7 чёрная пешка · b7 чёрная пешка · e7 чёрный король · c6 чёрная пешка · c5 белая пешка · f5 чёрная пешка · h5 чёрная пешка · h4 белая пешка · b3 белая пешка · f3 чёрная пешка · g3 белая пешка · a2 белая пешка · f2 белая пешка · g1 белый король | a7 чёрная пешка · b7 чёрная пешка · e7 чёрный король · c6 чёрная пешка · c5 белая пешка · f5 чёрная пешка · h5 чёрная пешка · h4 белая пешка · b3 белая пешка · f3 чёрная пешка · g3 белая пешка · a2 белая пешка · f2 белая пешка · g1 белый король | a7 чёрная пешка · b7 чёрная пешка · e7 чёрный король · c6 чёрная пешка · c5 белая пешка · f5 чёрная пешка · h5 чёрная пешка · h4 белая пешка · b3 белая пешка · f3 чёрная пешка · g3 белая пешка · a2 белая пешка · f2 белая пешка · g1 белый король | a7 чёрная пешка · b7 чёрная пешка · e7 чёрный король · c6 чёрная пешка · c5 белая пешка · f5 чёрная пешка · h5 чёрная пешка · h4 белая пешка · b3 белая пешка · f3 чёрная пешка · g3 белая пешка · a2 белая пешка · f2 белая пешка · g1 белый король | 5 |
| 4 | a7 чёрная пешка · b7 чёрная пешка · e7 чёрный король · c6 чёрная пешка · c5 белая пешка · f5 чёрная пешка · h5 чёрная пешка · h4 белая пешка · b3 белая пешка · f3 чёрная пешка · g3 белая пешка · a2 белая пешка · f2 белая пешка · g1 белый король | a7 чёрная пешка · b7 чёрная пешка · e7 чёрный король · c6 чёрная пешка · c5 белая пешка · f5 чёрная пешка · h5 чёрная пешка · h4 белая пешка · b3 белая пешка · f3 чёрная пешка · g3 белая пешка · a2 белая пешка · f2 белая пешка · g1 белый король | a7 чёрная пешка · b7 чёрная пешка · e7 чёрный король · c6 чёрная пешка · c5 белая пешка · f5 чёрная пешка · h5 чёрная пешка · h4 белая пешка · b3 белая пешка · f3 чёрная пешка · g3 белая пешка · a2 белая пешка · f2 белая пешка · g1 белый король | a7 чёрная пешка · b7 чёрная пешка · e7 чёрный король · c6 чёрная пешка · c5 белая пешка · f5 чёрная пешка · h5 чёрная пешка · h4 белая пешка · b3 белая пешка · f3 чёрная пешка · g3 белая пешка · a2 белая пешка · f2 белая пешка · g1 белый король | a7 чёрная пешка · b7 чёрная пешка · e7 чёрный король · c6 чёрная пешка · c5 белая пешка · f5 чёрная пешка · h5 чёрная пешка · h4 белая пешка · b3 белая пешка · f3 чёрная пешка · g3 белая пешка · a2 белая пешка · f2 белая пешка · g1 белый король | a7 чёрная пешка · b7 чёрная пешка · e7 чёрный король · c6 чёрная пешка · c5 белая пешка · f5 чёрная пешка · h5 чёрная пешка · h4 белая пешка · b3 белая пешка · f3 чёрная пешка · g3 белая пешка · a2 белая пешка · f2 белая пешка · g1 белый король | a7 чёрная пешка · b7 чёрная пешка · e7 чёрный король · c6 чёрная пешка · c5 белая пешка · f5 чёрная пешка · h5 чёрная пешка · h4 белая пешка · b3 белая пешка · f3 чёрная пешка · g3 белая пешка · a2 белая пешка · f2 белая пешка · g1 белый король | a7 чёрная пешка · b7 чёрная пешка · e7 чёрный король · c6 чёрная пешка · c5 белая пешка · f5 чёрная пешка · h5 чёрная пешка · h4 белая пешка · b3 белая пешка · f3 чёрная пешка · g3 белая пешка · a2 белая пешка · f2 белая пешка · g1 белый король | 4 |
| 3 | a7 чёрная пешка · b7 чёрная пешка · e7 чёрный король · c6 чёрная пешка · c5 белая пешка · f5 чёрная пешка · h5 чёрная пешка · h4 белая пешка · b3 белая пешка · f3 чёрная пешка · g3 белая пешка · a2 белая пешка · f2 белая пешка · g1 белый король | a7 чёрная пешка · b7 чёрная пешка · e7 чёрный король · c6 чёрная пешка · c5 белая пешка · f5 чёрная пешка · h5 чёрная пешка · h4 белая пешка · b3 белая пешка · f3 чёрная пешка · g3 белая пешка · a2 белая пешка · f2 белая пешка · g1 белый король | a7 чёрная пешка · b7 чёрная пешка · e7 чёрный король · c6 чёрная пешка · c5 белая пешка · f5 чёрная пешка · h5 чёрная пешка · h4 белая пешка · b3 белая пешка · f3 чёрная пешка · g3 белая пешка · a2 белая пешка · f2 белая пешка · g1 белый король | a7 чёрная пешка · b7 чёрная пешка · e7 чёрный король · c6 чёрная пешка · c5 белая пешка · f5 чёрная пешка · h5 чёрная пешка · h4 белая пешка · b3 белая пешка · f3 чёрная пешка · g3 белая пешка · a2 белая пешка · f2 белая пешка · g1 белый король | a7 чёрная пешка · b7 чёрная пешка · e7 чёрный король · c6 чёрная пешка · c5 белая пешка · f5 чёрная пешка · h5 чёрная пешка · h4 белая пешка · b3 белая пешка · f3 чёрная пешка · g3 белая пешка · a2 белая пешка · f2 белая пешка · g1 белый король | a7 чёрная пешка · b7 чёрная пешка · e7 чёрный король · c6 чёрная пешка · c5 белая пешка · f5 чёрная пешка · h5 чёрная пешка · h4 белая пешка · b3 белая пешка · f3 чёрная пешка · g3 белая пешка · a2 белая пешка · f2 белая пешка · g1 белый король | a7 чёрная пешка · b7 чёрная пешка · e7 чёрный король · c6 чёрная пешка · c5 белая пешка · f5 чёрная пешка · h5 чёрная пешка · h4 белая пешка · b3 белая пешка · f3 чёрная пешка · g3 белая пешка · a2 белая пешка · f2 белая пешка · g1 белый король | a7 чёрная пешка · b7 чёрная пешка · e7 чёрный король · c6 чёрная пешка · c5 белая пешка · f5 чёрная пешка · h5 чёрная пешка · h4 белая пешка · b3 белая пешка · f3 чёрная пешка · g3 белая пешка · a2 белая пешка · f2 белая пешка · g1 белый король | 3 |
| 2 | a7 чёрная пешка · b7 чёрная пешка · e7 чёрный король · c6 чёрная пешка · c5 белая пешка · f5 чёрная пешка · h5 чёрная пешка · h4 белая пешка · b3 белая пешка · f3 чёрная пешка · g3 белая пешка · a2 белая пешка · f2 белая пешка · g1 белый король | a7 чёрная пешка · b7 чёрная пешка · e7 чёрный король · c6 чёрная пешка · c5 белая пешка · f5 чёрная пешка · h5 чёрная пешка · h4 белая пешка · b3 белая пешка · f3 чёрная пешка · g3 белая пешка · a2 белая пешка · f2 белая пешка · g1 белый король | a7 чёрная пешка · b7 чёрная пешка · e7 чёрный король · c6 чёрная пешка · c5 белая пешка · f5 чёрная пешка · h5 чёрная пешка · h4 белая пешка · b3 белая пешка · f3 чёрная пешка · g3 белая пешка · a2 белая пешка · f2 белая пешка · g1 белый король | a7 чёрная пешка · b7 чёрная пешка · e7 чёрный король · c6 чёрная пешка · c5 белая пешка · f5 чёрная пешка · h5 чёрная пешка · h4 белая пешка · b3 белая пешка · f3 чёрная пешка · g3 белая пешка · a2 белая пешка · f2 белая пешка · g1 белый король | a7 чёрная пешка · b7 чёрная пешка · e7 чёрный король · c6 чёрная пешка · c5 белая пешка · f5 чёрная пешка · h5 чёрная пешка · h4 белая пешка · b3 белая пешка · f3 чёрная пешка · g3 белая пешка · a2 белая пешка · f2 белая пешка · g1 белый король | a7 чёрная пешка · b7 чёрная пешка · e7 чёрный король · c6 чёрная пешка · c5 белая пешка · f5 чёрная пешка · h5 чёрная пешка · h4 белая пешка · b3 белая пешка · f3 чёрная пешка · g3 белая пешка · a2 белая пешка · f2 белая пешка · g1 белый король | a7 чёрная пешка · b7 чёрная пешка · e7 чёрный король · c6 чёрная пешка · c5 белая пешка · f5 чёрная пешка · h5 чёрная пешка · h4 белая пешка · b3 белая пешка · f3 чёрная пешка · g3 белая пешка · a2 белая пешка · f2 белая пешка · g1 белый король | a7 чёрная пешка · b7 чёрная пешка · e7 чёрный король · c6 чёрная пешка · c5 белая пешка · f5 чёрная пешка · h5 чёрная пешка · h4 белая пешка · b3 белая пешка · f3 чёрная пешка · g3 белая пешка · a2 белая пешка · f2 белая пешка · g1 белый король | 2 |
| 1 | a7 чёрная пешка · b7 чёрная пешка · e7 чёрный король · c6 чёрная пешка · c5 белая пешка · f5 чёрная пешка · h5 чёрная пешка · h4 белая пешка · b3 белая пешка · f3 чёрная пешка · g3 белая пешка · a2 белая пешка · f2 белая пешка · g1 белый король | a7 чёрная пешка · b7 чёрная пешка · e7 чёрный король · c6 чёрная пешка · c5 белая пешка · f5 чёрная пешка · h5 чёрная пешка · h4 белая пешка · b3 белая пешка · f3 чёрная пешка · g3 белая пешка · a2 белая пешка · f2 белая пешка · g1 белый король | a7 чёрная пешка · b7 чёрная пешка · e7 чёрный король · c6 чёрная пешка · c5 белая пешка · f5 чёрная пешка · h5 чёрная пешка · h4 белая пешка · b3 белая пешка · f3 чёрная пешка · g3 белая пешка · a2 белая пешка · f2 белая пешка · g1 белый король | a7 чёрная пешка · b7 чёрная пешка · e7 чёрный король · c6 чёрная пешка · c5 белая пешка · f5 чёрная пешка · h5 чёрная пешка · h4 белая пешка · b3 белая пешка · f3 чёрная пешка · g3 белая пешка · a2 белая пешка · f2 белая пешка · g1 белый король | a7 чёрная пешка · b7 чёрная пешка · e7 чёрный король · c6 чёрная пешка · c5 белая пешка · f5 чёрная пешка · h5 чёрная пешка · h4 белая пешка · b3 белая пешка · f3 чёрная пешка · g3 белая пешка · a2 белая пешка · f2 белая пешка · g1 белый король | a7 чёрная пешка · b7 чёрная пешка · e7 чёрный король · c6 чёрная пешка · c5 белая пешка · f5 чёрная пешка · h5 чёрная пешка · h4 белая пешка · b3 белая пешка · f3 чёрная пешка · g3 белая пешка · a2 белая пешка · f2 белая пешка · g1 белый король | a7 чёрная пешка · b7 чёрная пешка · e7 чёрный король · c6 чёрная пешка · c5 белая пешка · f5 чёрная пешка · h5 чёрная пешка · h4 белая пешка · b3 белая пешка · f3 чёрная пешка · g3 белая пешка · a2 белая пешка · f2 белая пешка · g1 белый король | a7 чёрная пешка · b7 чёрная пешка · e7 чёрный король · c6 чёрная пешка · c5 белая пешка · f5 чёрная пешка · h5 чёрная пешка · h4 белая пешка · b3 белая пешка · f3 чёрная пешка · g3 белая пешка · a2 белая пешка · f2 белая пешка · g1 белый король | 1 |
|   | a | b | c | d | e | f | g | h |   |

На доске снова материальное равенство, однако чёрный король значительно активнее своего оппонента. Если бы здесь был ход чёрных, то они выиграли бы очень легко, играя Крe7-e6-d5. Кроме того, сдвоенная чёрная пешка f3 стесняет белого короля и представляет собой скорее силу, чем слабость. Впрочем, очередь хода за белыми, и это позволяет им несколько затянуть игру: 39.Крf1 Крe6 40.Крe1 Крd5 41.Крd2 Крd4! Только так. Упускает победу 41…Кр:c5? 42.Крe3, и проход белого короля на королевский фланг в итоге ведёт к ничейному ферзевому окончанию. Например: 42…b5 43.Крf4! Крb4 44.Кр:f5 c5 45.g4 hg 46.Кр:g4 c4 47.bc bc 48.h5 c3 49.h6 c2 50.h7 c1Ф 51.h8Ф=. 42.b4. Или 42.Крc2 Кр:c5 43.Крd3 Крd5 44.Крe3 Крe5 45.Кр:f3 c5 46.Крe3 b5 с выигранной позицией у чёрных. 42…b5 43.cb. Или 43.a3 a6 44.Крc2 Крc4. 43…ab 44.a4 Крc4 45.a5 ba 46.ba Крb5 47.Крe3 c5 48.Кр:f3 Кр:a5 49.Крf4 c4, и чёрные выигрывают.

### Партия Смыслов — Таль
|   | a | b | c | d | e | f | g | h |   |
| - | --- | --- | --- | --- | --- | --- | --- | --- | - |
| 8 | d7 чёрный король · b6 чёрная пешка · a5 чёрная пешка · c5 чёрная пешка · h5 чёрная пешка · a4 белая пешка · c4 белая пешка · d4 чёрная пешка · f4 белая пешка · g4 чёрная пешка · d3 белая пешка · g3 белая пешка · e2 белый король | d7 чёрный король · b6 чёрная пешка · a5 чёрная пешка · c5 чёрная пешка · h5 чёрная пешка · a4 белая пешка · c4 белая пешка · d4 чёрная пешка · f4 белая пешка · g4 чёрная пешка · d3 белая пешка · g3 белая пешка · e2 белый король | d7 чёрный король · b6 чёрная пешка · a5 чёрная пешка · c5 чёрная пешка · h5 чёрная пешка · a4 белая пешка · c4 белая пешка · d4 чёрная пешка · f4 белая пешка · g4 чёрная пешка · d3 белая пешка · g3 белая пешка · e2 белый король | d7 чёрный король · b6 чёрная пешка · a5 чёрная пешка · c5 чёрная пешка · h5 чёрная пешка · a4 белая пешка · c4 белая пешка · d4 чёрная пешка · f4 белая пешка · g4 чёрная пешка · d3 белая пешка · g3 белая пешка · e2 белый король | d7 чёрный король · b6 чёрная пешка · a5 чёрная пешка · c5 чёрная пешка · h5 чёрная пешка · a4 белая пешка · c4 белая пешка · d4 чёрная пешка · f4 белая пешка · g4 чёрная пешка · d3 белая пешка · g3 белая пешка · e2 белый король | d7 чёрный король · b6 чёрная пешка · a5 чёрная пешка · c5 чёрная пешка · h5 чёрная пешка · a4 белая пешка · c4 белая пешка · d4 чёрная пешка · f4 белая пешка · g4 чёрная пешка · d3 белая пешка · g3 белая пешка · e2 белый король | d7 чёрный король · b6 чёрная пешка · a5 чёрная пешка · c5 чёрная пешка · h5 чёрная пешка · a4 белая пешка · c4 белая пешка · d4 чёрная пешка · f4 белая пешка · g4 чёрная пешка · d3 белая пешка · g3 белая пешка · e2 белый король | d7 чёрный король · b6 чёрная пешка · a5 чёрная пешка · c5 чёрная пешка · h5 чёрная пешка · a4 белая пешка · c4 белая пешка · d4 чёрная пешка · f4 белая пешка · g4 чёрная пешка · d3 белая пешка · g3 белая пешка · e2 белый король | 8 |
| 7 | d7 чёрный король · b6 чёрная пешка · a5 чёрная пешка · c5 чёрная пешка · h5 чёрная пешка · a4 белая пешка · c4 белая пешка · d4 чёрная пешка · f4 белая пешка · g4 чёрная пешка · d3 белая пешка · g3 белая пешка · e2 белый король | d7 чёрный король · b6 чёрная пешка · a5 чёрная пешка · c5 чёрная пешка · h5 чёрная пешка · a4 белая пешка · c4 белая пешка · d4 чёрная пешка · f4 белая пешка · g4 чёрная пешка · d3 белая пешка · g3 белая пешка · e2 белый король | d7 чёрный король · b6 чёрная пешка · a5 чёрная пешка · c5 чёрная пешка · h5 чёрная пешка · a4 белая пешка · c4 белая пешка · d4 чёрная пешка · f4 белая пешка · g4 чёрная пешка · d3 белая пешка · g3 белая пешка · e2 белый король | d7 чёрный король · b6 чёрная пешка · a5 чёрная пешка · c5 чёрная пешка · h5 чёрная пешка · a4 белая пешка · c4 белая пешка · d4 чёрная пешка · f4 белая пешка · g4 чёрная пешка · d3 белая пешка · g3 белая пешка · e2 белый король | d7 чёрный король · b6 чёрная пешка · a5 чёрная пешка · c5 чёрная пешка · h5 чёрная пешка · a4 белая пешка · c4 белая пешка · d4 чёрная пешка · f4 белая пешка · g4 чёрная пешка · d3 белая пешка · g3 белая пешка · e2 белый король | d7 чёрный король · b6 чёрная пешка · a5 чёрная пешка · c5 чёрная пешка · h5 чёрная пешка · a4 белая пешка · c4 белая пешка · d4 чёрная пешка · f4 белая пешка · g4 чёрная пешка · d3 белая пешка · g3 белая пешка · e2 белый король | d7 чёрный король · b6 чёрная пешка · a5 чёрная пешка · c5 чёрная пешка · h5 чёрная пешка · a4 белая пешка · c4 белая пешка · d4 чёрная пешка · f4 белая пешка · g4 чёрная пешка · d3 белая пешка · g3 белая пешка · e2 белый король | d7 чёрный король · b6 чёрная пешка · a5 чёрная пешка · c5 чёрная пешка · h5 чёрная пешка · a4 белая пешка · c4 белая пешка · d4 чёрная пешка · f4 белая пешка · g4 чёрная пешка · d3 белая пешка · g3 белая пешка · e2 белый король | 7 |
| 6 | d7 чёрный король · b6 чёрная пешка · a5 чёрная пешка · c5 чёрная пешка · h5 чёрная пешка · a4 белая пешка · c4 белая пешка · d4 чёрная пешка · f4 белая пешка · g4 чёрная пешка · d3 белая пешка · g3 белая пешка · e2 белый король | d7 чёрный король · b6 чёрная пешка · a5 чёрная пешка · c5 чёрная пешка · h5 чёрная пешка · a4 белая пешка · c4 белая пешка · d4 чёрная пешка · f4 белая пешка · g4 чёрная пешка · d3 белая пешка · g3 белая пешка · e2 белый король | d7 чёрный король · b6 чёрная пешка · a5 чёрная пешка · c5 чёрная пешка · h5 чёрная пешка · a4 белая пешка · c4 белая пешка · d4 чёрная пешка · f4 белая пешка · g4 чёрная пешка · d3 белая пешка · g3 белая пешка · e2 белый король | d7 чёрный король · b6 чёрная пешка · a5 чёрная пешка · c5 чёрная пешка · h5 чёрная пешка · a4 белая пешка · c4 белая пешка · d4 чёрная пешка · f4 белая пешка · g4 чёрная пешка · d3 белая пешка · g3 белая пешка · e2 белый король | d7 чёрный король · b6 чёрная пешка · a5 чёрная пешка · c5 чёрная пешка · h5 чёрная пешка · a4 белая пешка · c4 белая пешка · d4 чёрная пешка · f4 белая пешка · g4 чёрная пешка · d3 белая пешка · g3 белая пешка · e2 белый король | d7 чёрный король · b6 чёрная пешка · a5 чёрная пешка · c5 чёрная пешка · h5 чёрная пешка · a4 белая пешка · c4 белая пешка · d4 чёрная пешка · f4 белая пешка · g4 чёрная пешка · d3 белая пешка · g3 белая пешка · e2 белый король | d7 чёрный король · b6 чёрная пешка · a5 чёрная пешка · c5 чёрная пешка · h5 чёрная пешка · a4 белая пешка · c4 белая пешка · d4 чёрная пешка · f4 белая пешка · g4 чёрная пешка · d3 белая пешка · g3 белая пешка · e2 белый король | d7 чёрный король · b6 чёрная пешка · a5 чёрная пешка · c5 чёрная пешка · h5 чёрная пешка · a4 белая пешка · c4 белая пешка · d4 чёрная пешка · f4 белая пешка · g4 чёрная пешка · d3 белая пешка · g3 белая пешка · e2 белый король | 6 |
| 5 | d7 чёрный король · b6 чёрная пешка · a5 чёрная пешка · c5 чёрная пешка · h5 чёрная пешка · a4 белая пешка · c4 белая пешка · d4 чёрная пешка · f4 белая пешка · g4 чёрная пешка · d3 белая пешка · g3 белая пешка · e2 белый король | d7 чёрный король · b6 чёрная пешка · a5 чёрная пешка · c5 чёрная пешка · h5 чёрная пешка · a4 белая пешка · c4 белая пешка · d4 чёрная пешка · f4 белая пешка · g4 чёрная пешка · d3 белая пешка · g3 белая пешка · e2 белый король | d7 чёрный король · b6 чёрная пешка · a5 чёрная пешка · c5 чёрная пешка · h5 чёрная пешка · a4 белая пешка · c4 белая пешка · d4 чёрная пешка · f4 белая пешка · g4 чёрная пешка · d3 белая пешка · g3 белая пешка · e2 белый король | d7 чёрный король · b6 чёрная пешка · a5 чёрная пешка · c5 чёрная пешка · h5 чёрная пешка · a4 белая пешка · c4 белая пешка · d4 чёрная пешка · f4 белая пешка · g4 чёрная пешка · d3 белая пешка · g3 белая пешка · e2 белый король | d7 чёрный король · b6 чёрная пешка · a5 чёрная пешка · c5 чёрная пешка · h5 чёрная пешка · a4 белая пешка · c4 белая пешка · d4 чёрная пешка · f4 белая пешка · g4 чёрная пешка · d3 белая пешка · g3 белая пешка · e2 белый король | d7 чёрный король · b6 чёрная пешка · a5 чёрная пешка · c5 чёрная пешка · h5 чёрная пешка · a4 белая пешка · c4 белая пешка · d4 чёрная пешка · f4 белая пешка · g4 чёрная пешка · d3 белая пешка · g3 белая пешка · e2 белый король | d7 чёрный король · b6 чёрная пешка · a5 чёрная пешка · c5 чёрная пешка · h5 чёрная пешка · a4 белая пешка · c4 белая пешка · d4 чёрная пешка · f4 белая пешка · g4 чёрная пешка · d3 белая пешка · g3 белая пешка · e2 белый король | d7 чёрный король · b6 чёрная пешка · a5 чёрная пешка · c5 чёрная пешка · h5 чёрная пешка · a4 белая пешка · c4 белая пешка · d4 чёрная пешка · f4 белая пешка · g4 чёрная пешка · d3 белая пешка · g3 белая пешка · e2 белый король | 5 |
| 4 | d7 чёрный король · b6 чёрная пешка · a5 чёрная пешка · c5 чёрная пешка · h5 чёрная пешка · a4 белая пешка · c4 белая пешка · d4 чёрная пешка · f4 белая пешка · g4 чёрная пешка · d3 белая пешка · g3 белая пешка · e2 белый король | d7 чёрный король · b6 чёрная пешка · a5 чёрная пешка · c5 чёрная пешка · h5 чёрная пешка · a4 белая пешка · c4 белая пешка · d4 чёрная пешка · f4 белая пешка · g4 чёрная пешка · d3 белая пешка · g3 белая пешка · e2 белый король | d7 чёрный король · b6 чёрная пешка · a5 чёрная пешка · c5 чёрная пешка · h5 чёрная пешка · a4 белая пешка · c4 белая пешка · d4 чёрная пешка · f4 белая пешка · g4 чёрная пешка · d3 белая пешка · g3 белая пешка · e2 белый король | d7 чёрный король · b6 чёрная пешка · a5 чёрная пешка · c5 чёрная пешка · h5 чёрная пешка · a4 белая пешка · c4 белая пешка · d4 чёрная пешка · f4 белая пешка · g4 чёрная пешка · d3 белая пешка · g3 белая пешка · e2 белый король | d7 чёрный король · b6 чёрная пешка · a5 чёрная пешка · c5 чёрная пешка · h5 чёрная пешка · a4 белая пешка · c4 белая пешка · d4 чёрная пешка · f4 белая пешка · g4 чёрная пешка · d3 белая пешка · g3 белая пешка · e2 белый король | d7 чёрный король · b6 чёрная пешка · a5 чёрная пешка · c5 чёрная пешка · h5 чёрная пешка · a4 белая пешка · c4 белая пешка · d4 чёрная пешка · f4 белая пешка · g4 чёрная пешка · d3 белая пешка · g3 белая пешка · e2 белый король | d7 чёрный король · b6 чёрная пешка · a5 чёрная пешка · c5 чёрная пешка · h5 чёрная пешка · a4 белая пешка · c4 белая пешка · d4 чёрная пешка · f4 белая пешка · g4 чёрная пешка · d3 белая пешка · g3 белая пешка · e2 белый король | d7 чёрный король · b6 чёрная пешка · a5 чёрная пешка · c5 чёрная пешка · h5 чёрная пешка · a4 белая пешка · c4 белая пешка · d4 чёрная пешка · f4 белая пешка · g4 чёрная пешка · d3 белая пешка · g3 белая пешка · e2 белый король | 4 |
| 3 | d7 чёрный король · b6 чёрная пешка · a5 чёрная пешка · c5 чёрная пешка · h5 чёрная пешка · a4 белая пешка · c4 белая пешка · d4 чёрная пешка · f4 белая пешка · g4 чёрная пешка · d3 белая пешка · g3 белая пешка · e2 белый король | d7 чёрный король · b6 чёрная пешка · a5 чёрная пешка · c5 чёрная пешка · h5 чёрная пешка · a4 белая пешка · c4 белая пешка · d4 чёрная пешка · f4 белая пешка · g4 чёрная пешка · d3 белая пешка · g3 белая пешка · e2 белый король | d7 чёрный король · b6 чёрная пешка · a5 чёрная пешка · c5 чёрная пешка · h5 чёрная пешка · a4 белая пешка · c4 белая пешка · d4 чёрная пешка · f4 белая пешка · g4 чёрная пешка · d3 белая пешка · g3 белая пешка · e2 белый король | d7 чёрный король · b6 чёрная пешка · a5 чёрная пешка · c5 чёрная пешка · h5 чёрная пешка · a4 белая пешка · c4 белая пешка · d4 чёрная пешка · f4 белая пешка · g4 чёрная пешка · d3 белая пешка · g3 белая пешка · e2 белый король | d7 чёрный король · b6 чёрная пешка · a5 чёрная пешка · c5 чёрная пешка · h5 чёрная пешка · a4 белая пешка · c4 белая пешка · d4 чёрная пешка · f4 белая пешка · g4 чёрная пешка · d3 белая пешка · g3 белая пешка · e2 белый король | d7 чёрный король · b6 чёрная пешка · a5 чёрная пешка · c5 чёрная пешка · h5 чёрная пешка · a4 белая пешка · c4 белая пешка · d4 чёрная пешка · f4 белая пешка · g4 чёрная пешка · d3 белая пешка · g3 белая пешка · e2 белый король | d7 чёрный король · b6 чёрная пешка · a5 чёрная пешка · c5 чёрная пешка · h5 чёрная пешка · a4 белая пешка · c4 белая пешка · d4 чёрная пешка · f4 белая пешка · g4 чёрная пешка · d3 белая пешка · g3 белая пешка · e2 белый король | d7 чёрный король · b6 чёрная пешка · a5 чёрная пешка · c5 чёрная пешка · h5 чёрная пешка · a4 белая пешка · c4 белая пешка · d4 чёрная пешка · f4 белая пешка · g4 чёрная пешка · d3 белая пешка · g3 белая пешка · e2 белый король | 3 |
| 2 | d7 чёрный король · b6 чёрная пешка · a5 чёрная пешка · c5 чёрная пешка · h5 чёрная пешка · a4 белая пешка · c4 белая пешка · d4 чёрная пешка · f4 белая пешка · g4 чёрная пешка · d3 белая пешка · g3 белая пешка · e2 белый король | d7 чёрный король · b6 чёрная пешка · a5 чёрная пешка · c5 чёрная пешка · h5 чёрная пешка · a4 белая пешка · c4 белая пешка · d4 чёрная пешка · f4 белая пешка · g4 чёрная пешка · d3 белая пешка · g3 белая пешка · e2 белый король | d7 чёрный король · b6 чёрная пешка · a5 чёрная пешка · c5 чёрная пешка · h5 чёрная пешка · a4 белая пешка · c4 белая пешка · d4 чёрная пешка · f4 белая пешка · g4 чёрная пешка · d3 белая пешка · g3 белая пешка · e2 белый король | d7 чёрный король · b6 чёрная пешка · a5 чёрная пешка · c5 чёрная пешка · h5 чёрная пешка · a4 белая пешка · c4 белая пешка · d4 чёрная пешка · f4 белая пешка · g4 чёрная пешка · d3 белая пешка · g3 белая пешка · e2 белый король | d7 чёрный король · b6 чёрная пешка · a5 чёрная пешка · c5 чёрная пешка · h5 чёрная пешка · a4 белая пешка · c4 белая пешка · d4 чёрная пешка · f4 белая пешка · g4 чёрная пешка · d3 белая пешка · g3 белая пешка · e2 белый король | d7 чёрный король · b6 чёрная пешка · a5 чёрная пешка · c5 чёрная пешка · h5 чёрная пешка · a4 белая пешка · c4 белая пешка · d4 чёрная пешка · f4 белая пешка · g4 чёрная пешка · d3 белая пешка · g3 белая пешка · e2 белый король | d7 чёрный король · b6 чёрная пешка · a5 чёрная пешка · c5 чёрная пешка · h5 чёрная пешка · a4 белая пешка · c4 белая пешка · d4 чёрная пешка · f4 белая пешка · g4 чёрная пешка · d3 белая пешка · g3 белая пешка · e2 белый король | d7 чёрный король · b6 чёрная пешка · a5 чёрная пешка · c5 чёрная пешка · h5 чёрная пешка · a4 белая пешка · c4 белая пешка · d4 чёрная пешка · f4 белая пешка · g4 чёрная пешка · d3 белая пешка · g3 белая пешка · e2 белый король | 2 |
| 1 | d7 чёрный король · b6 чёрная пешка · a5 чёрная пешка · c5 чёрная пешка · h5 чёрная пешка · a4 белая пешка · c4 белая пешка · d4 чёрная пешка · f4 белая пешка · g4 чёрная пешка · d3 белая пешка · g3 белая пешка · e2 белый король | d7 чёрный король · b6 чёрная пешка · a5 чёрная пешка · c5 чёрная пешка · h5 чёрная пешка · a4 белая пешка · c4 белая пешка · d4 чёрная пешка · f4 белая пешка · g4 чёрная пешка · d3 белая пешка · g3 белая пешка · e2 белый король | d7 чёрный король · b6 чёрная пешка · a5 чёрная пешка · c5 чёрная пешка · h5 чёрная пешка · a4 белая пешка · c4 белая пешка · d4 чёрная пешка · f4 белая пешка · g4 чёрная пешка · d3 белая пешка · g3 белая пешка · e2 белый король | d7 чёрный король · b6 чёрная пешка · a5 чёрная пешка · c5 чёрная пешка · h5 чёрная пешка · a4 белая пешка · c4 белая пешка · d4 чёрная пешка · f4 белая пешка · g4 чёрная пешка · d3 белая пешка · g3 белая пешка · e2 белый король | d7 чёрный король · b6 чёрная пешка · a5 чёрная пешка · c5 чёрная пешка · h5 чёрная пешка · a4 белая пешка · c4 белая пешка · d4 чёрная пешка · f4 белая пешка · g4 чёрная пешка · d3 белая пешка · g3 белая пешка · e2 белый король | d7 чёрный король · b6 чёрная пешка · a5 чёрная пешка · c5 чёрная пешка · h5 чёрная пешка · a4 белая пешка · c4 белая пешка · d4 чёрная пешка · f4 белая пешка · g4 чёрная пешка · d3 белая пешка · g3 белая пешка · e2 белый король | d7 чёрный король · b6 чёрная пешка · a5 чёрная пешка · c5 чёрная пешка · h5 чёрная пешка · a4 белая пешка · c4 белая пешка · d4 чёрная пешка · f4 белая пешка · g4 чёрная пешка · d3 белая пешка · g3 белая пешка · e2 белый король | d7 чёрный король · b6 чёрная пешка · a5 чёрная пешка · c5 чёрная пешка · h5 чёрная пешка · a4 белая пешка · c4 белая пешка · d4 чёрная пешка · f4 белая пешка · g4 чёрная пешка · d3 белая пешка · g3 белая пешка · e2 белый король | 1 |
|   | a | b | c | d | e | f | g | h |   |

В данной позиции у чёрных лишняя пешка, но ввиду запертого рисунка позиции выигрыш неочевиден и возможен только с помощью пешечного прорыва. Чёрные красиво выигрывают путём 55…Крd8!, найдя необходимое поле соответствия. Для сравнения: ходы королём на e7 и c7 не выпускают победу, но являются потерей времени. Например: 55…Крe7 56.Крf1!, и чёрные всё же вынуждены сыграть 56…Крd8, потому что немедленное 56…b5? наталкивается на 57.cb c4 58.dc h4 59.b6 Крd6 (или 59…h3 60.b7 h2 61.Крg2) 60.f5 Крc6 61.f6, и побеждают уже белые. После хода в тексте 55…Крd8 белые оказываются в цугцванге и вынуждены допустить пешечный прорыв — 56.Крe1 (или 56.Крf2 b5 57.cb c4 58.f5 c3 59.Крe2 c2 60.Крd2 h4; или 56.Крd2 b5 57.cb h4 58.gh g3 59.Крe2 g2 60.Крf2 c4) 56…b5! 57.cb c4 58.f5 h4, и чёрные выигрывают.

### Партия Кон — Рубинштейн
|   | a | b | c | d | e | f | g | h |   |
| - | --- | --- | --- | --- | --- | --- | --- | --- | - |
| 8 | a7 чёрная пешка · b7 чёрная пешка · e7 чёрный король · f7 чёрная пешка · g7 чёрная пешка · h7 чёрная пешка · e6 чёрная пешка · b4 белая пешка · c4 чёрная ладья · a3 белая пешка · e3 белая пешка · f3 белая пешка · d2 белый король · f2 белая пешка · h2 белая пешка · a1 белая ладья | a7 чёрная пешка · b7 чёрная пешка · e7 чёрный король · f7 чёрная пешка · g7 чёрная пешка · h7 чёрная пешка · e6 чёрная пешка · b4 белая пешка · c4 чёрная ладья · a3 белая пешка · e3 белая пешка · f3 белая пешка · d2 белый король · f2 белая пешка · h2 белая пешка · a1 белая ладья | a7 чёрная пешка · b7 чёрная пешка · e7 чёрный король · f7 чёрная пешка · g7 чёрная пешка · h7 чёрная пешка · e6 чёрная пешка · b4 белая пешка · c4 чёрная ладья · a3 белая пешка · e3 белая пешка · f3 белая пешка · d2 белый король · f2 белая пешка · h2 белая пешка · a1 белая ладья | a7 чёрная пешка · b7 чёрная пешка · e7 чёрный король · f7 чёрная пешка · g7 чёрная пешка · h7 чёрная пешка · e6 чёрная пешка · b4 белая пешка · c4 чёрная ладья · a3 белая пешка · e3 белая пешка · f3 белая пешка · d2 белый король · f2 белая пешка · h2 белая пешка · a1 белая ладья | a7 чёрная пешка · b7 чёрная пешка · e7 чёрный король · f7 чёрная пешка · g7 чёрная пешка · h7 чёрная пешка · e6 чёрная пешка · b4 белая пешка · c4 чёрная ладья · a3 белая пешка · e3 белая пешка · f3 белая пешка · d2 белый король · f2 белая пешка · h2 белая пешка · a1 белая ладья | a7 чёрная пешка · b7 чёрная пешка · e7 чёрный король · f7 чёрная пешка · g7 чёрная пешка · h7 чёрная пешка · e6 чёрная пешка · b4 белая пешка · c4 чёрная ладья · a3 белая пешка · e3 белая пешка · f3 белая пешка · d2 белый король · f2 белая пешка · h2 белая пешка · a1 белая ладья | a7 чёрная пешка · b7 чёрная пешка · e7 чёрный король · f7 чёрная пешка · g7 чёрная пешка · h7 чёрная пешка · e6 чёрная пешка · b4 белая пешка · c4 чёрная ладья · a3 белая пешка · e3 белая пешка · f3 белая пешка · d2 белый король · f2 белая пешка · h2 белая пешка · a1 белая ладья | a7 чёрная пешка · b7 чёрная пешка · e7 чёрный король · f7 чёрная пешка · g7 чёрная пешка · h7 чёрная пешка · e6 чёрная пешка · b4 белая пешка · c4 чёрная ладья · a3 белая пешка · e3 белая пешка · f3 белая пешка · d2 белый король · f2 белая пешка · h2 белая пешка · a1 белая ладья | 8 |
| 7 | a7 чёрная пешка · b7 чёрная пешка · e7 чёрный король · f7 чёрная пешка · g7 чёрная пешка · h7 чёрная пешка · e6 чёрная пешка · b4 белая пешка · c4 чёрная ладья · a3 белая пешка · e3 белая пешка · f3 белая пешка · d2 белый король · f2 белая пешка · h2 белая пешка · a1 белая ладья | a7 чёрная пешка · b7 чёрная пешка · e7 чёрный король · f7 чёрная пешка · g7 чёрная пешка · h7 чёрная пешка · e6 чёрная пешка · b4 белая пешка · c4 чёрная ладья · a3 белая пешка · e3 белая пешка · f3 белая пешка · d2 белый король · f2 белая пешка · h2 белая пешка · a1 белая ладья | a7 чёрная пешка · b7 чёрная пешка · e7 чёрный король · f7 чёрная пешка · g7 чёрная пешка · h7 чёрная пешка · e6 чёрная пешка · b4 белая пешка · c4 чёрная ладья · a3 белая пешка · e3 белая пешка · f3 белая пешка · d2 белый король · f2 белая пешка · h2 белая пешка · a1 белая ладья | a7 чёрная пешка · b7 чёрная пешка · e7 чёрный король · f7 чёрная пешка · g7 чёрная пешка · h7 чёрная пешка · e6 чёрная пешка · b4 белая пешка · c4 чёрная ладья · a3 белая пешка · e3 белая пешка · f3 белая пешка · d2 белый король · f2 белая пешка · h2 белая пешка · a1 белая ладья | a7 чёрная пешка · b7 чёрная пешка · e7 чёрный король · f7 чёрная пешка · g7 чёрная пешка · h7 чёрная пешка · e6 чёрная пешка · b4 белая пешка · c4 чёрная ладья · a3 белая пешка · e3 белая пешка · f3 белая пешка · d2 белый король · f2 белая пешка · h2 белая пешка · a1 белая ладья | a7 чёрная пешка · b7 чёрная пешка · e7 чёрный король · f7 чёрная пешка · g7 чёрная пешка · h7 чёрная пешка · e6 чёрная пешка · b4 белая пешка · c4 чёрная ладья · a3 белая пешка · e3 белая пешка · f3 белая пешка · d2 белый король · f2 белая пешка · h2 белая пешка · a1 белая ладья | a7 чёрная пешка · b7 чёрная пешка · e7 чёрный король · f7 чёрная пешка · g7 чёрная пешка · h7 чёрная пешка · e6 чёрная пешка · b4 белая пешка · c4 чёрная ладья · a3 белая пешка · e3 белая пешка · f3 белая пешка · d2 белый король · f2 белая пешка · h2 белая пешка · a1 белая ладья | a7 чёрная пешка · b7 чёрная пешка · e7 чёрный король · f7 чёрная пешка · g7 чёрная пешка · h7 чёрная пешка · e6 чёрная пешка · b4 белая пешка · c4 чёрная ладья · a3 белая пешка · e3 белая пешка · f3 белая пешка · d2 белый король · f2 белая пешка · h2 белая пешка · a1 белая ладья | 7 |
| 6 | a7 чёрная пешка · b7 чёрная пешка · e7 чёрный король · f7 чёрная пешка · g7 чёрная пешка · h7 чёрная пешка · e6 чёрная пешка · b4 белая пешка · c4 чёрная ладья · a3 белая пешка · e3 белая пешка · f3 белая пешка · d2 белый король · f2 белая пешка · h2 белая пешка · a1 белая ладья | a7 чёрная пешка · b7 чёрная пешка · e7 чёрный король · f7 чёрная пешка · g7 чёрная пешка · h7 чёрная пешка · e6 чёрная пешка · b4 белая пешка · c4 чёрная ладья · a3 белая пешка · e3 белая пешка · f3 белая пешка · d2 белый король · f2 белая пешка · h2 белая пешка · a1 белая ладья | a7 чёрная пешка · b7 чёрная пешка · e7 чёрный король · f7 чёрная пешка · g7 чёрная пешка · h7 чёрная пешка · e6 чёрная пешка · b4 белая пешка · c4 чёрная ладья · a3 белая пешка · e3 белая пешка · f3 белая пешка · d2 белый король · f2 белая пешка · h2 белая пешка · a1 белая ладья | a7 чёрная пешка · b7 чёрная пешка · e7 чёрный король · f7 чёрная пешка · g7 чёрная пешка · h7 чёрная пешка · e6 чёрная пешка · b4 белая пешка · c4 чёрная ладья · a3 белая пешка · e3 белая пешка · f3 белая пешка · d2 белый король · f2 белая пешка · h2 белая пешка · a1 белая ладья | a7 чёрная пешка · b7 чёрная пешка · e7 чёрный король · f7 чёрная пешка · g7 чёрная пешка · h7 чёрная пешка · e6 чёрная пешка · b4 белая пешка · c4 чёрная ладья · a3 белая пешка · e3 белая пешка · f3 белая пешка · d2 белый король · f2 белая пешка · h2 белая пешка · a1 белая ладья | a7 чёрная пешка · b7 чёрная пешка · e7 чёрный король · f7 чёрная пешка · g7 чёрная пешка · h7 чёрная пешка · e6 чёрная пешка · b4 белая пешка · c4 чёрная ладья · a3 белая пешка · e3 белая пешка · f3 белая пешка · d2 белый король · f2 белая пешка · h2 белая пешка · a1 белая ладья | a7 чёрная пешка · b7 чёрная пешка · e7 чёрный король · f7 чёрная пешка · g7 чёрная пешка · h7 чёрная пешка · e6 чёрная пешка · b4 белая пешка · c4 чёрная ладья · a3 белая пешка · e3 белая пешка · f3 белая пешка · d2 белый король · f2 белая пешка · h2 белая пешка · a1 белая ладья | a7 чёрная пешка · b7 чёрная пешка · e7 чёрный король · f7 чёрная пешка · g7 чёрная пешка · h7 чёрная пешка · e6 чёрная пешка · b4 белая пешка · c4 чёрная ладья · a3 белая пешка · e3 белая пешка · f3 белая пешка · d2 белый король · f2 белая пешка · h2 белая пешка · a1 белая ладья | 6 |
| 5 | a7 чёрная пешка · b7 чёрная пешка · e7 чёрный король · f7 чёрная пешка · g7 чёрная пешка · h7 чёрная пешка · e6 чёрная пешка · b4 белая пешка · c4 чёрная ладья · a3 белая пешка · e3 белая пешка · f3 белая пешка · d2 белый король · f2 белая пешка · h2 белая пешка · a1 белая ладья | a7 чёрная пешка · b7 чёрная пешка · e7 чёрный король · f7 чёрная пешка · g7 чёрная пешка · h7 чёрная пешка · e6 чёрная пешка · b4 белая пешка · c4 чёрная ладья · a3 белая пешка · e3 белая пешка · f3 белая пешка · d2 белый король · f2 белая пешка · h2 белая пешка · a1 белая ладья | a7 чёрная пешка · b7 чёрная пешка · e7 чёрный король · f7 чёрная пешка · g7 чёрная пешка · h7 чёрная пешка · e6 чёрная пешка · b4 белая пешка · c4 чёрная ладья · a3 белая пешка · e3 белая пешка · f3 белая пешка · d2 белый король · f2 белая пешка · h2 белая пешка · a1 белая ладья | a7 чёрная пешка · b7 чёрная пешка · e7 чёрный король · f7 чёрная пешка · g7 чёрная пешка · h7 чёрная пешка · e6 чёрная пешка · b4 белая пешка · c4 чёрная ладья · a3 белая пешка · e3 белая пешка · f3 белая пешка · d2 белый король · f2 белая пешка · h2 белая пешка · a1 белая ладья | a7 чёрная пешка · b7 чёрная пешка · e7 чёрный король · f7 чёрная пешка · g7 чёрная пешка · h7 чёрная пешка · e6 чёрная пешка · b4 белая пешка · c4 чёрная ладья · a3 белая пешка · e3 белая пешка · f3 белая пешка · d2 белый король · f2 белая пешка · h2 белая пешка · a1 белая ладья | a7 чёрная пешка · b7 чёрная пешка · e7 чёрный король · f7 чёрная пешка · g7 чёрная пешка · h7 чёрная пешка · e6 чёрная пешка · b4 белая пешка · c4 чёрная ладья · a3 белая пешка · e3 белая пешка · f3 белая пешка · d2 белый король · f2 белая пешка · h2 белая пешка · a1 белая ладья | a7 чёрная пешка · b7 чёрная пешка · e7 чёрный король · f7 чёрная пешка · g7 чёрная пешка · h7 чёрная пешка · e6 чёрная пешка · b4 белая пешка · c4 чёрная ладья · a3 белая пешка · e3 белая пешка · f3 белая пешка · d2 белый король · f2 белая пешка · h2 белая пешка · a1 белая ладья | a7 чёрная пешка · b7 чёрная пешка · e7 чёрный король · f7 чёрная пешка · g7 чёрная пешка · h7 чёрная пешка · e6 чёрная пешка · b4 белая пешка · c4 чёрная ладья · a3 белая пешка · e3 белая пешка · f3 белая пешка · d2 белый король · f2 белая пешка · h2 белая пешка · a1 белая ладья | 5 |
| 4 | a7 чёрная пешка · b7 чёрная пешка · e7 чёрный король · f7 чёрная пешка · g7 чёрная пешка · h7 чёрная пешка · e6 чёрная пешка · b4 белая пешка · c4 чёрная ладья · a3 белая пешка · e3 белая пешка · f3 белая пешка · d2 белый король · f2 белая пешка · h2 белая пешка · a1 белая ладья | a7 чёрная пешка · b7 чёрная пешка · e7 чёрный король · f7 чёрная пешка · g7 чёрная пешка · h7 чёрная пешка · e6 чёрная пешка · b4 белая пешка · c4 чёрная ладья · a3 белая пешка · e3 белая пешка · f3 белая пешка · d2 белый король · f2 белая пешка · h2 белая пешка · a1 белая ладья | a7 чёрная пешка · b7 чёрная пешка · e7 чёрный король · f7 чёрная пешка · g7 чёрная пешка · h7 чёрная пешка · e6 чёрная пешка · b4 белая пешка · c4 чёрная ладья · a3 белая пешка · e3 белая пешка · f3 белая пешка · d2 белый король · f2 белая пешка · h2 белая пешка · a1 белая ладья | a7 чёрная пешка · b7 чёрная пешка · e7 чёрный король · f7 чёрная пешка · g7 чёрная пешка · h7 чёрная пешка · e6 чёрная пешка · b4 белая пешка · c4 чёрная ладья · a3 белая пешка · e3 белая пешка · f3 белая пешка · d2 белый король · f2 белая пешка · h2 белая пешка · a1 белая ладья | a7 чёрная пешка · b7 чёрная пешка · e7 чёрный король · f7 чёрная пешка · g7 чёрная пешка · h7 чёрная пешка · e6 чёрная пешка · b4 белая пешка · c4 чёрная ладья · a3 белая пешка · e3 белая пешка · f3 белая пешка · d2 белый король · f2 белая пешка · h2 белая пешка · a1 белая ладья | a7 чёрная пешка · b7 чёрная пешка · e7 чёрный король · f7 чёрная пешка · g7 чёрная пешка · h7 чёрная пешка · e6 чёрная пешка · b4 белая пешка · c4 чёрная ладья · a3 белая пешка · e3 белая пешка · f3 белая пешка · d2 белый король · f2 белая пешка · h2 белая пешка · a1 белая ладья | a7 чёрная пешка · b7 чёрная пешка · e7 чёрный король · f7 чёрная пешка · g7 чёрная пешка · h7 чёрная пешка · e6 чёрная пешка · b4 белая пешка · c4 чёрная ладья · a3 белая пешка · e3 белая пешка · f3 белая пешка · d2 белый король · f2 белая пешка · h2 белая пешка · a1 белая ладья | a7 чёрная пешка · b7 чёрная пешка · e7 чёрный король · f7 чёрная пешка · g7 чёрная пешка · h7 чёрная пешка · e6 чёрная пешка · b4 белая пешка · c4 чёрная ладья · a3 белая пешка · e3 белая пешка · f3 белая пешка · d2 белый король · f2 белая пешка · h2 белая пешка · a1 белая ладья | 4 |
| 3 | a7 чёрная пешка · b7 чёрная пешка · e7 чёрный король · f7 чёрная пешка · g7 чёрная пешка · h7 чёрная пешка · e6 чёрная пешка · b4 белая пешка · c4 чёрная ладья · a3 белая пешка · e3 белая пешка · f3 белая пешка · d2 белый король · f2 белая пешка · h2 белая пешка · a1 белая ладья | a7 чёрная пешка · b7 чёрная пешка · e7 чёрный король · f7 чёрная пешка · g7 чёрная пешка · h7 чёрная пешка · e6 чёрная пешка · b4 белая пешка · c4 чёрная ладья · a3 белая пешка · e3 белая пешка · f3 белая пешка · d2 белый король · f2 белая пешка · h2 белая пешка · a1 белая ладья | a7 чёрная пешка · b7 чёрная пешка · e7 чёрный король · f7 чёрная пешка · g7 чёрная пешка · h7 чёрная пешка · e6 чёрная пешка · b4 белая пешка · c4 чёрная ладья · a3 белая пешка · e3 белая пешка · f3 белая пешка · d2 белый король · f2 белая пешка · h2 белая пешка · a1 белая ладья | a7 чёрная пешка · b7 чёрная пешка · e7 чёрный король · f7 чёрная пешка · g7 чёрная пешка · h7 чёрная пешка · e6 чёрная пешка · b4 белая пешка · c4 чёрная ладья · a3 белая пешка · e3 белая пешка · f3 белая пешка · d2 белый король · f2 белая пешка · h2 белая пешка · a1 белая ладья | a7 чёрная пешка · b7 чёрная пешка · e7 чёрный король · f7 чёрная пешка · g7 чёрная пешка · h7 чёрная пешка · e6 чёрная пешка · b4 белая пешка · c4 чёрная ладья · a3 белая пешка · e3 белая пешка · f3 белая пешка · d2 белый король · f2 белая пешка · h2 белая пешка · a1 белая ладья | a7 чёрная пешка · b7 чёрная пешка · e7 чёрный король · f7 чёрная пешка · g7 чёрная пешка · h7 чёрная пешка · e6 чёрная пешка · b4 белая пешка · c4 чёрная ладья · a3 белая пешка · e3 белая пешка · f3 белая пешка · d2 белый король · f2 белая пешка · h2 белая пешка · a1 белая ладья | a7 чёрная пешка · b7 чёрная пешка · e7 чёрный король · f7 чёрная пешка · g7 чёрная пешка · h7 чёрная пешка · e6 чёрная пешка · b4 белая пешка · c4 чёрная ладья · a3 белая пешка · e3 белая пешка · f3 белая пешка · d2 белый король · f2 белая пешка · h2 белая пешка · a1 белая ладья | a7 чёрная пешка · b7 чёрная пешка · e7 чёрный король · f7 чёрная пешка · g7 чёрная пешка · h7 чёрная пешка · e6 чёрная пешка · b4 белая пешка · c4 чёрная ладья · a3 белая пешка · e3 белая пешка · f3 белая пешка · d2 белый король · f2 белая пешка · h2 белая пешка · a1 белая ладья | 3 |
| 2 | a7 чёрная пешка · b7 чёрная пешка · e7 чёрный король · f7 чёрная пешка · g7 чёрная пешка · h7 чёрная пешка · e6 чёрная пешка · b4 белая пешка · c4 чёрная ладья · a3 белая пешка · e3 белая пешка · f3 белая пешка · d2 белый король · f2 белая пешка · h2 белая пешка · a1 белая ладья | a7 чёрная пешка · b7 чёрная пешка · e7 чёрный король · f7 чёрная пешка · g7 чёрная пешка · h7 чёрная пешка · e6 чёрная пешка · b4 белая пешка · c4 чёрная ладья · a3 белая пешка · e3 белая пешка · f3 белая пешка · d2 белый король · f2 белая пешка · h2 белая пешка · a1 белая ладья | a7 чёрная пешка · b7 чёрная пешка · e7 чёрный король · f7 чёрная пешка · g7 чёрная пешка · h7 чёрная пешка · e6 чёрная пешка · b4 белая пешка · c4 чёрная ладья · a3 белая пешка · e3 белая пешка · f3 белая пешка · d2 белый король · f2 белая пешка · h2 белая пешка · a1 белая ладья | a7 чёрная пешка · b7 чёрная пешка · e7 чёрный король · f7 чёрная пешка · g7 чёрная пешка · h7 чёрная пешка · e6 чёрная пешка · b4 белая пешка · c4 чёрная ладья · a3 белая пешка · e3 белая пешка · f3 белая пешка · d2 белый король · f2 белая пешка · h2 белая пешка · a1 белая ладья | a7 чёрная пешка · b7 чёрная пешка · e7 чёрный король · f7 чёрная пешка · g7 чёрная пешка · h7 чёрная пешка · e6 чёрная пешка · b4 белая пешка · c4 чёрная ладья · a3 белая пешка · e3 белая пешка · f3 белая пешка · d2 белый король · f2 белая пешка · h2 белая пешка · a1 белая ладья | a7 чёрная пешка · b7 чёрная пешка · e7 чёрный король · f7 чёрная пешка · g7 чёрная пешка · h7 чёрная пешка · e6 чёрная пешка · b4 белая пешка · c4 чёрная ладья · a3 белая пешка · e3 белая пешка · f3 белая пешка · d2 белый король · f2 белая пешка · h2 белая пешка · a1 белая ладья | a7 чёрная пешка · b7 чёрная пешка · e7 чёрный король · f7 чёрная пешка · g7 чёрная пешка · h7 чёрная пешка · e6 чёрная пешка · b4 белая пешка · c4 чёрная ладья · a3 белая пешка · e3 белая пешка · f3 белая пешка · d2 белый король · f2 белая пешка · h2 белая пешка · a1 белая ладья | a7 чёрная пешка · b7 чёрная пешка · e7 чёрный король · f7 чёрная пешка · g7 чёрная пешка · h7 чёрная пешка · e6 чёрная пешка · b4 белая пешка · c4 чёрная ладья · a3 белая пешка · e3 белая пешка · f3 белая пешка · d2 белый король · f2 белая пешка · h2 белая пешка · a1 белая ладья | 2 |
| 1 | a7 чёрная пешка · b7 чёрная пешка · e7 чёрный король · f7 чёрная пешка · g7 чёрная пешка · h7 чёрная пешка · e6 чёрная пешка · b4 белая пешка · c4 чёрная ладья · a3 белая пешка · e3 белая пешка · f3 белая пешка · d2 белый король · f2 белая пешка · h2 белая пешка · a1 белая ладья | a7 чёрная пешка · b7 чёрная пешка · e7 чёрный король · f7 чёрная пешка · g7 чёрная пешка · h7 чёрная пешка · e6 чёрная пешка · b4 белая пешка · c4 чёрная ладья · a3 белая пешка · e3 белая пешка · f3 белая пешка · d2 белый король · f2 белая пешка · h2 белая пешка · a1 белая ладья | a7 чёрная пешка · b7 чёрная пешка · e7 чёрный король · f7 чёрная пешка · g7 чёрная пешка · h7 чёрная пешка · e6 чёрная пешка · b4 белая пешка · c4 чёрная ладья · a3 белая пешка · e3 белая пешка · f3 белая пешка · d2 белый король · f2 белая пешка · h2 белая пешка · a1 белая ладья | a7 чёрная пешка · b7 чёрная пешка · e7 чёрный король · f7 чёрная пешка · g7 чёрная пешка · h7 чёрная пешка · e6 чёрная пешка · b4 белая пешка · c4 чёрная ладья · a3 белая пешка · e3 белая пешка · f3 белая пешка · d2 белый король · f2 белая пешка · h2 белая пешка · a1 белая ладья | a7 чёрная пешка · b7 чёрная пешка · e7 чёрный король · f7 чёрная пешка · g7 чёрная пешка · h7 чёрная пешка · e6 чёрная пешка · b4 белая пешка · c4 чёрная ладья · a3 белая пешка · e3 белая пешка · f3 белая пешка · d2 белый король · f2 белая пешка · h2 белая пешка · a1 белая ладья | a7 чёрная пешка · b7 чёрная пешка · e7 чёрный король · f7 чёрная пешка · g7 чёрная пешка · h7 чёрная пешка · e6 чёрная пешка · b4 белая пешка · c4 чёрная ладья · a3 белая пешка · e3 белая пешка · f3 белая пешка · d2 белый король · f2 белая пешка · h2 белая пешка · a1 белая ладья | a7 чёрная пешка · b7 чёрная пешка · e7 чёрный король · f7 чёрная пешка · g7 чёрная пешка · h7 чёрная пешка · e6 чёрная пешка · b4 белая пешка · c4 чёрная ладья · a3 белая пешка · e3 белая пешка · f3 белая пешка · d2 белый король · f2 белая пешка · h2 белая пешка · a1 белая ладья | a7 чёрная пешка · b7 чёрная пешка · e7 чёрный король · f7 чёрная пешка · g7 чёрная пешка · h7 чёрная пешка · e6 чёрная пешка · b4 белая пешка · c4 чёрная ладья · a3 белая пешка · e3 белая пешка · f3 белая пешка · d2 белый король · f2 белая пешка · h2 белая пешка · a1 белая ладья | 1 |
|   | a | b | c | d | e | f | g | h |   |

Здесь белые должны были играть 1.f4, препятствуя манёвру Лc4-h4. В этом случае они могли рассчитывать на ничейный исход партии. Э. Кон, однако, неоправданно перешёл в пешечное окончание и проиграл: 1.Лc1? Л:c1 2.Кр:c1 Крf6! Трагикомичный случай — здесь решающей слабостью оказывается… пешка h2! 3.Крd2 Крg5 4.Крe2. Если белые отправят своего короля на ферзевый фланг, то их контригра явно запаздывает. Например: 4.Крd3 Крh4 5.Крd4 Крh3 6.Крc5 Кр:h2 7.Крd6 h5 8.Крc7 b5 9.Крc6 Крg2, и чёрные быстро проводят своего ферзя. 4…Крh4 5.Крf1 Крh3 6.Крg1 e5. Белый король вынужден защищать пешку «h». Белые вынуждены безучастно наблюдать за дальнейшим наступлением чёрных по всей доске. 7.Крh1 b5 8.Крg1 f5 9.Крh1 g5 10.Крg1 h5 11.Крh1 g4 12.e4 fe 13.fe h4 14.Крg1 g3! 15.hg hg. Белые сдались, так как после размена на g3 они теряют пешку «e».

### Партия Свешников — Каспаров
|   | a | b | c | d | e | f | g | h |   |
| - | --- | --- | --- | --- | --- | --- | --- | --- | - |
| 8 | f7 чёрная пешка · a6 чёрная пешка · e6 чёрная пешка · g6 чёрная пешка · b5 чёрная пешка · c5 чёрный слон · d5 чёрный король · e5 белая пешка · h5 чёрная пешка · f4 белая пешка · h4 белая пешка · b3 белая пешка · g3 белая пешка · a2 белая пешка · e2 белый король · f2 белый слон | f7 чёрная пешка · a6 чёрная пешка · e6 чёрная пешка · g6 чёрная пешка · b5 чёрная пешка · c5 чёрный слон · d5 чёрный король · e5 белая пешка · h5 чёрная пешка · f4 белая пешка · h4 белая пешка · b3 белая пешка · g3 белая пешка · a2 белая пешка · e2 белый король · f2 белый слон | f7 чёрная пешка · a6 чёрная пешка · e6 чёрная пешка · g6 чёрная пешка · b5 чёрная пешка · c5 чёрный слон · d5 чёрный король · e5 белая пешка · h5 чёрная пешка · f4 белая пешка · h4 белая пешка · b3 белая пешка · g3 белая пешка · a2 белая пешка · e2 белый король · f2 белый слон | f7 чёрная пешка · a6 чёрная пешка · e6 чёрная пешка · g6 чёрная пешка · b5 чёрная пешка · c5 чёрный слон · d5 чёрный король · e5 белая пешка · h5 чёрная пешка · f4 белая пешка · h4 белая пешка · b3 белая пешка · g3 белая пешка · a2 белая пешка · e2 белый король · f2 белый слон | f7 чёрная пешка · a6 чёрная пешка · e6 чёрная пешка · g6 чёрная пешка · b5 чёрная пешка · c5 чёрный слон · d5 чёрный король · e5 белая пешка · h5 чёрная пешка · f4 белая пешка · h4 белая пешка · b3 белая пешка · g3 белая пешка · a2 белая пешка · e2 белый король · f2 белый слон | f7 чёрная пешка · a6 чёрная пешка · e6 чёрная пешка · g6 чёрная пешка · b5 чёрная пешка · c5 чёрный слон · d5 чёрный король · e5 белая пешка · h5 чёрная пешка · f4 белая пешка · h4 белая пешка · b3 белая пешка · g3 белая пешка · a2 белая пешка · e2 белый король · f2 белый слон | f7 чёрная пешка · a6 чёрная пешка · e6 чёрная пешка · g6 чёрная пешка · b5 чёрная пешка · c5 чёрный слон · d5 чёрный король · e5 белая пешка · h5 чёрная пешка · f4 белая пешка · h4 белая пешка · b3 белая пешка · g3 белая пешка · a2 белая пешка · e2 белый король · f2 белый слон | f7 чёрная пешка · a6 чёрная пешка · e6 чёрная пешка · g6 чёрная пешка · b5 чёрная пешка · c5 чёрный слон · d5 чёрный король · e5 белая пешка · h5 чёрная пешка · f4 белая пешка · h4 белая пешка · b3 белая пешка · g3 белая пешка · a2 белая пешка · e2 белый король · f2 белый слон | 8 |
| 7 | f7 чёрная пешка · a6 чёрная пешка · e6 чёрная пешка · g6 чёрная пешка · b5 чёрная пешка · c5 чёрный слон · d5 чёрный король · e5 белая пешка · h5 чёрная пешка · f4 белая пешка · h4 белая пешка · b3 белая пешка · g3 белая пешка · a2 белая пешка · e2 белый король · f2 белый слон | f7 чёрная пешка · a6 чёрная пешка · e6 чёрная пешка · g6 чёрная пешка · b5 чёрная пешка · c5 чёрный слон · d5 чёрный король · e5 белая пешка · h5 чёрная пешка · f4 белая пешка · h4 белая пешка · b3 белая пешка · g3 белая пешка · a2 белая пешка · e2 белый король · f2 белый слон | f7 чёрная пешка · a6 чёрная пешка · e6 чёрная пешка · g6 чёрная пешка · b5 чёрная пешка · c5 чёрный слон · d5 чёрный король · e5 белая пешка · h5 чёрная пешка · f4 белая пешка · h4 белая пешка · b3 белая пешка · g3 белая пешка · a2 белая пешка · e2 белый король · f2 белый слон | f7 чёрная пешка · a6 чёрная пешка · e6 чёрная пешка · g6 чёрная пешка · b5 чёрная пешка · c5 чёрный слон · d5 чёрный король · e5 белая пешка · h5 чёрная пешка · f4 белая пешка · h4 белая пешка · b3 белая пешка · g3 белая пешка · a2 белая пешка · e2 белый король · f2 белый слон | f7 чёрная пешка · a6 чёрная пешка · e6 чёрная пешка · g6 чёрная пешка · b5 чёрная пешка · c5 чёрный слон · d5 чёрный король · e5 белая пешка · h5 чёрная пешка · f4 белая пешка · h4 белая пешка · b3 белая пешка · g3 белая пешка · a2 белая пешка · e2 белый король · f2 белый слон | f7 чёрная пешка · a6 чёрная пешка · e6 чёрная пешка · g6 чёрная пешка · b5 чёрная пешка · c5 чёрный слон · d5 чёрный король · e5 белая пешка · h5 чёрная пешка · f4 белая пешка · h4 белая пешка · b3 белая пешка · g3 белая пешка · a2 белая пешка · e2 белый король · f2 белый слон | f7 чёрная пешка · a6 чёрная пешка · e6 чёрная пешка · g6 чёрная пешка · b5 чёрная пешка · c5 чёрный слон · d5 чёрный король · e5 белая пешка · h5 чёрная пешка · f4 белая пешка · h4 белая пешка · b3 белая пешка · g3 белая пешка · a2 белая пешка · e2 белый король · f2 белый слон | f7 чёрная пешка · a6 чёрная пешка · e6 чёрная пешка · g6 чёрная пешка · b5 чёрная пешка · c5 чёрный слон · d5 чёрный король · e5 белая пешка · h5 чёрная пешка · f4 белая пешка · h4 белая пешка · b3 белая пешка · g3 белая пешка · a2 белая пешка · e2 белый король · f2 белый слон | 7 |
| 6 | f7 чёрная пешка · a6 чёрная пешка · e6 чёрная пешка · g6 чёрная пешка · b5 чёрная пешка · c5 чёрный слон · d5 чёрный король · e5 белая пешка · h5 чёрная пешка · f4 белая пешка · h4 белая пешка · b3 белая пешка · g3 белая пешка · a2 белая пешка · e2 белый король · f2 белый слон | f7 чёрная пешка · a6 чёрная пешка · e6 чёрная пешка · g6 чёрная пешка · b5 чёрная пешка · c5 чёрный слон · d5 чёрный король · e5 белая пешка · h5 чёрная пешка · f4 белая пешка · h4 белая пешка · b3 белая пешка · g3 белая пешка · a2 белая пешка · e2 белый король · f2 белый слон | f7 чёрная пешка · a6 чёрная пешка · e6 чёрная пешка · g6 чёрная пешка · b5 чёрная пешка · c5 чёрный слон · d5 чёрный король · e5 белая пешка · h5 чёрная пешка · f4 белая пешка · h4 белая пешка · b3 белая пешка · g3 белая пешка · a2 белая пешка · e2 белый король · f2 белый слон | f7 чёрная пешка · a6 чёрная пешка · e6 чёрная пешка · g6 чёрная пешка · b5 чёрная пешка · c5 чёрный слон · d5 чёрный король · e5 белая пешка · h5 чёрная пешка · f4 белая пешка · h4 белая пешка · b3 белая пешка · g3 белая пешка · a2 белая пешка · e2 белый король · f2 белый слон | f7 чёрная пешка · a6 чёрная пешка · e6 чёрная пешка · g6 чёрная пешка · b5 чёрная пешка · c5 чёрный слон · d5 чёрный король · e5 белая пешка · h5 чёрная пешка · f4 белая пешка · h4 белая пешка · b3 белая пешка · g3 белая пешка · a2 белая пешка · e2 белый король · f2 белый слон | f7 чёрная пешка · a6 чёрная пешка · e6 чёрная пешка · g6 чёрная пешка · b5 чёрная пешка · c5 чёрный слон · d5 чёрный король · e5 белая пешка · h5 чёрная пешка · f4 белая пешка · h4 белая пешка · b3 белая пешка · g3 белая пешка · a2 белая пешка · e2 белый король · f2 белый слон | f7 чёрная пешка · a6 чёрная пешка · e6 чёрная пешка · g6 чёрная пешка · b5 чёрная пешка · c5 чёрный слон · d5 чёрный король · e5 белая пешка · h5 чёрная пешка · f4 белая пешка · h4 белая пешка · b3 белая пешка · g3 белая пешка · a2 белая пешка · e2 белый король · f2 белый слон | f7 чёрная пешка · a6 чёрная пешка · e6 чёрная пешка · g6 чёрная пешка · b5 чёрная пешка · c5 чёрный слон · d5 чёрный король · e5 белая пешка · h5 чёрная пешка · f4 белая пешка · h4 белая пешка · b3 белая пешка · g3 белая пешка · a2 белая пешка · e2 белый король · f2 белый слон | 6 |
| 5 | f7 чёрная пешка · a6 чёрная пешка · e6 чёрная пешка · g6 чёрная пешка · b5 чёрная пешка · c5 чёрный слон · d5 чёрный король · e5 белая пешка · h5 чёрная пешка · f4 белая пешка · h4 белая пешка · b3 белая пешка · g3 белая пешка · a2 белая пешка · e2 белый король · f2 белый слон | f7 чёрная пешка · a6 чёрная пешка · e6 чёрная пешка · g6 чёрная пешка · b5 чёрная пешка · c5 чёрный слон · d5 чёрный король · e5 белая пешка · h5 чёрная пешка · f4 белая пешка · h4 белая пешка · b3 белая пешка · g3 белая пешка · a2 белая пешка · e2 белый король · f2 белый слон | f7 чёрная пешка · a6 чёрная пешка · e6 чёрная пешка · g6 чёрная пешка · b5 чёрная пешка · c5 чёрный слон · d5 чёрный король · e5 белая пешка · h5 чёрная пешка · f4 белая пешка · h4 белая пешка · b3 белая пешка · g3 белая пешка · a2 белая пешка · e2 белый король · f2 белый слон | f7 чёрная пешка · a6 чёрная пешка · e6 чёрная пешка · g6 чёрная пешка · b5 чёрная пешка · c5 чёрный слон · d5 чёрный король · e5 белая пешка · h5 чёрная пешка · f4 белая пешка · h4 белая пешка · b3 белая пешка · g3 белая пешка · a2 белая пешка · e2 белый король · f2 белый слон | f7 чёрная пешка · a6 чёрная пешка · e6 чёрная пешка · g6 чёрная пешка · b5 чёрная пешка · c5 чёрный слон · d5 чёрный король · e5 белая пешка · h5 чёрная пешка · f4 белая пешка · h4 белая пешка · b3 белая пешка · g3 белая пешка · a2 белая пешка · e2 белый король · f2 белый слон | f7 чёрная пешка · a6 чёрная пешка · e6 чёрная пешка · g6 чёрная пешка · b5 чёрная пешка · c5 чёрный слон · d5 чёрный король · e5 белая пешка · h5 чёрная пешка · f4 белая пешка · h4 белая пешка · b3 белая пешка · g3 белая пешка · a2 белая пешка · e2 белый король · f2 белый слон | f7 чёрная пешка · a6 чёрная пешка · e6 чёрная пешка · g6 чёрная пешка · b5 чёрная пешка · c5 чёрный слон · d5 чёрный король · e5 белая пешка · h5 чёрная пешка · f4 белая пешка · h4 белая пешка · b3 белая пешка · g3 белая пешка · a2 белая пешка · e2 белый король · f2 белый слон | f7 чёрная пешка · a6 чёрная пешка · e6 чёрная пешка · g6 чёрная пешка · b5 чёрная пешка · c5 чёрный слон · d5 чёрный король · e5 белая пешка · h5 чёрная пешка · f4 белая пешка · h4 белая пешка · b3 белая пешка · g3 белая пешка · a2 белая пешка · e2 белый король · f2 белый слон | 5 |
| 4 | f7 чёрная пешка · a6 чёрная пешка · e6 чёрная пешка · g6 чёрная пешка · b5 чёрная пешка · c5 чёрный слон · d5 чёрный король · e5 белая пешка · h5 чёрная пешка · f4 белая пешка · h4 белая пешка · b3 белая пешка · g3 белая пешка · a2 белая пешка · e2 белый король · f2 белый слон | f7 чёрная пешка · a6 чёрная пешка · e6 чёрная пешка · g6 чёрная пешка · b5 чёрная пешка · c5 чёрный слон · d5 чёрный король · e5 белая пешка · h5 чёрная пешка · f4 белая пешка · h4 белая пешка · b3 белая пешка · g3 белая пешка · a2 белая пешка · e2 белый король · f2 белый слон | f7 чёрная пешка · a6 чёрная пешка · e6 чёрная пешка · g6 чёрная пешка · b5 чёрная пешка · c5 чёрный слон · d5 чёрный король · e5 белая пешка · h5 чёрная пешка · f4 белая пешка · h4 белая пешка · b3 белая пешка · g3 белая пешка · a2 белая пешка · e2 белый король · f2 белый слон | f7 чёрная пешка · a6 чёрная пешка · e6 чёрная пешка · g6 чёрная пешка · b5 чёрная пешка · c5 чёрный слон · d5 чёрный король · e5 белая пешка · h5 чёрная пешка · f4 белая пешка · h4 белая пешка · b3 белая пешка · g3 белая пешка · a2 белая пешка · e2 белый король · f2 белый слон | f7 чёрная пешка · a6 чёрная пешка · e6 чёрная пешка · g6 чёрная пешка · b5 чёрная пешка · c5 чёрный слон · d5 чёрный король · e5 белая пешка · h5 чёрная пешка · f4 белая пешка · h4 белая пешка · b3 белая пешка · g3 белая пешка · a2 белая пешка · e2 белый король · f2 белый слон | f7 чёрная пешка · a6 чёрная пешка · e6 чёрная пешка · g6 чёрная пешка · b5 чёрная пешка · c5 чёрный слон · d5 чёрный король · e5 белая пешка · h5 чёрная пешка · f4 белая пешка · h4 белая пешка · b3 белая пешка · g3 белая пешка · a2 белая пешка · e2 белый король · f2 белый слон | f7 чёрная пешка · a6 чёрная пешка · e6 чёрная пешка · g6 чёрная пешка · b5 чёрная пешка · c5 чёрный слон · d5 чёрный король · e5 белая пешка · h5 чёрная пешка · f4 белая пешка · h4 белая пешка · b3 белая пешка · g3 белая пешка · a2 белая пешка · e2 белый король · f2 белый слон | f7 чёрная пешка · a6 чёрная пешка · e6 чёрная пешка · g6 чёрная пешка · b5 чёрная пешка · c5 чёрный слон · d5 чёрный король · e5 белая пешка · h5 чёрная пешка · f4 белая пешка · h4 белая пешка · b3 белая пешка · g3 белая пешка · a2 белая пешка · e2 белый король · f2 белый слон | 4 |
| 3 | f7 чёрная пешка · a6 чёрная пешка · e6 чёрная пешка · g6 чёрная пешка · b5 чёрная пешка · c5 чёрный слон · d5 чёрный король · e5 белая пешка · h5 чёрная пешка · f4 белая пешка · h4 белая пешка · b3 белая пешка · g3 белая пешка · a2 белая пешка · e2 белый король · f2 белый слон | f7 чёрная пешка · a6 чёрная пешка · e6 чёрная пешка · g6 чёрная пешка · b5 чёрная пешка · c5 чёрный слон · d5 чёрный король · e5 белая пешка · h5 чёрная пешка · f4 белая пешка · h4 белая пешка · b3 белая пешка · g3 белая пешка · a2 белая пешка · e2 белый король · f2 белый слон | f7 чёрная пешка · a6 чёрная пешка · e6 чёрная пешка · g6 чёрная пешка · b5 чёрная пешка · c5 чёрный слон · d5 чёрный король · e5 белая пешка · h5 чёрная пешка · f4 белая пешка · h4 белая пешка · b3 белая пешка · g3 белая пешка · a2 белая пешка · e2 белый король · f2 белый слон | f7 чёрная пешка · a6 чёрная пешка · e6 чёрная пешка · g6 чёрная пешка · b5 чёрная пешка · c5 чёрный слон · d5 чёрный король · e5 белая пешка · h5 чёрная пешка · f4 белая пешка · h4 белая пешка · b3 белая пешка · g3 белая пешка · a2 белая пешка · e2 белый король · f2 белый слон | f7 чёрная пешка · a6 чёрная пешка · e6 чёрная пешка · g6 чёрная пешка · b5 чёрная пешка · c5 чёрный слон · d5 чёрный король · e5 белая пешка · h5 чёрная пешка · f4 белая пешка · h4 белая пешка · b3 белая пешка · g3 белая пешка · a2 белая пешка · e2 белый король · f2 белый слон | f7 чёрная пешка · a6 чёрная пешка · e6 чёрная пешка · g6 чёрная пешка · b5 чёрная пешка · c5 чёрный слон · d5 чёрный король · e5 белая пешка · h5 чёрная пешка · f4 белая пешка · h4 белая пешка · b3 белая пешка · g3 белая пешка · a2 белая пешка · e2 белый король · f2 белый слон | f7 чёрная пешка · a6 чёрная пешка · e6 чёрная пешка · g6 чёрная пешка · b5 чёрная пешка · c5 чёрный слон · d5 чёрный король · e5 белая пешка · h5 чёрная пешка · f4 белая пешка · h4 белая пешка · b3 белая пешка · g3 белая пешка · a2 белая пешка · e2 белый король · f2 белый слон | f7 чёрная пешка · a6 чёрная пешка · e6 чёрная пешка · g6 чёрная пешка · b5 чёрная пешка · c5 чёрный слон · d5 чёрный король · e5 белая пешка · h5 чёрная пешка · f4 белая пешка · h4 белая пешка · b3 белая пешка · g3 белая пешка · a2 белая пешка · e2 белый король · f2 белый слон | 3 |
| 2 | f7 чёрная пешка · a6 чёрная пешка · e6 чёрная пешка · g6 чёрная пешка · b5 чёрная пешка · c5 чёрный слон · d5 чёрный король · e5 белая пешка · h5 чёрная пешка · f4 белая пешка · h4 белая пешка · b3 белая пешка · g3 белая пешка · a2 белая пешка · e2 белый король · f2 белый слон | f7 чёрная пешка · a6 чёрная пешка · e6 чёрная пешка · g6 чёрная пешка · b5 чёрная пешка · c5 чёрный слон · d5 чёрный король · e5 белая пешка · h5 чёрная пешка · f4 белая пешка · h4 белая пешка · b3 белая пешка · g3 белая пешка · a2 белая пешка · e2 белый король · f2 белый слон | f7 чёрная пешка · a6 чёрная пешка · e6 чёрная пешка · g6 чёрная пешка · b5 чёрная пешка · c5 чёрный слон · d5 чёрный король · e5 белая пешка · h5 чёрная пешка · f4 белая пешка · h4 белая пешка · b3 белая пешка · g3 белая пешка · a2 белая пешка · e2 белый король · f2 белый слон | f7 чёрная пешка · a6 чёрная пешка · e6 чёрная пешка · g6 чёрная пешка · b5 чёрная пешка · c5 чёрный слон · d5 чёрный король · e5 белая пешка · h5 чёрная пешка · f4 белая пешка · h4 белая пешка · b3 белая пешка · g3 белая пешка · a2 белая пешка · e2 белый король · f2 белый слон | f7 чёрная пешка · a6 чёрная пешка · e6 чёрная пешка · g6 чёрная пешка · b5 чёрная пешка · c5 чёрный слон · d5 чёрный король · e5 белая пешка · h5 чёрная пешка · f4 белая пешка · h4 белая пешка · b3 белая пешка · g3 белая пешка · a2 белая пешка · e2 белый король · f2 белый слон | f7 чёрная пешка · a6 чёрная пешка · e6 чёрная пешка · g6 чёрная пешка · b5 чёрная пешка · c5 чёрный слон · d5 чёрный король · e5 белая пешка · h5 чёрная пешка · f4 белая пешка · h4 белая пешка · b3 белая пешка · g3 белая пешка · a2 белая пешка · e2 белый король · f2 белый слон | f7 чёрная пешка · a6 чёрная пешка · e6 чёрная пешка · g6 чёрная пешка · b5 чёрная пешка · c5 чёрный слон · d5 чёрный король · e5 белая пешка · h5 чёрная пешка · f4 белая пешка · h4 белая пешка · b3 белая пешка · g3 белая пешка · a2 белая пешка · e2 белый король · f2 белый слон | f7 чёрная пешка · a6 чёрная пешка · e6 чёрная пешка · g6 чёрная пешка · b5 чёрная пешка · c5 чёрный слон · d5 чёрный король · e5 белая пешка · h5 чёрная пешка · f4 белая пешка · h4 белая пешка · b3 белая пешка · g3 белая пешка · a2 белая пешка · e2 белый король · f2 белый слон | 2 |
| 1 | f7 чёрная пешка · a6 чёрная пешка · e6 чёрная пешка · g6 чёрная пешка · b5 чёрная пешка · c5 чёрный слон · d5 чёрный король · e5 белая пешка · h5 чёрная пешка · f4 белая пешка · h4 белая пешка · b3 белая пешка · g3 белая пешка · a2 белая пешка · e2 белый король · f2 белый слон | f7 чёрная пешка · a6 чёрная пешка · e6 чёрная пешка · g6 чёрная пешка · b5 чёрная пешка · c5 чёрный слон · d5 чёрный король · e5 белая пешка · h5 чёрная пешка · f4 белая пешка · h4 белая пешка · b3 белая пешка · g3 белая пешка · a2 белая пешка · e2 белый король · f2 белый слон | f7 чёрная пешка · a6 чёрная пешка · e6 чёрная пешка · g6 чёрная пешка · b5 чёрная пешка · c5 чёрный слон · d5 чёрный король · e5 белая пешка · h5 чёрная пешка · f4 белая пешка · h4 белая пешка · b3 белая пешка · g3 белая пешка · a2 белая пешка · e2 белый король · f2 белый слон | f7 чёрная пешка · a6 чёрная пешка · e6 чёрная пешка · g6 чёрная пешка · b5 чёрная пешка · c5 чёрный слон · d5 чёрный король · e5 белая пешка · h5 чёрная пешка · f4 белая пешка · h4 белая пешка · b3 белая пешка · g3 белая пешка · a2 белая пешка · e2 белый король · f2 белый слон | f7 чёрная пешка · a6 чёрная пешка · e6 чёрная пешка · g6 чёрная пешка · b5 чёрная пешка · c5 чёрный слон · d5 чёрный король · e5 белая пешка · h5 чёрная пешка · f4 белая пешка · h4 белая пешка · b3 белая пешка · g3 белая пешка · a2 белая пешка · e2 белый король · f2 белый слон | f7 чёрная пешка · a6 чёрная пешка · e6 чёрная пешка · g6 чёрная пешка · b5 чёрная пешка · c5 чёрный слон · d5 чёрный король · e5 белая пешка · h5 чёрная пешка · f4 белая пешка · h4 белая пешка · b3 белая пешка · g3 белая пешка · a2 белая пешка · e2 белый король · f2 белый слон | f7 чёрная пешка · a6 чёрная пешка · e6 чёрная пешка · g6 чёрная пешка · b5 чёрная пешка · c5 чёрный слон · d5 чёрный король · e5 белая пешка · h5 чёрная пешка · f4 белая пешка · h4 белая пешка · b3 белая пешка · g3 белая пешка · a2 белая пешка · e2 белый король · f2 белый слон | f7 чёрная пешка · a6 чёрная пешка · e6 чёрная пешка · g6 чёрная пешка · b5 чёрная пешка · c5 чёрный слон · d5 чёрный король · e5 белая пешка · h5 чёрная пешка · f4 белая пешка · h4 белая пешка · b3 белая пешка · g3 белая пешка · a2 белая пешка · e2 белый король · f2 белый слон | 1 |
|   | a | b | c | d | e | f | g | h |   |

Ещё один пример неудачного перехода в пешечное окончание. Здесь белые сыграли 35.С:c5?? Вместо этого они могли сыграть 35.Сe1 с хорошими шансами на ничью. Но ещё сильнее 35.Сe3!, и чёрные не могут ничего поделать. В случае размена на e3 пешечный эндшпиль уже ничейный. Далее было: 35…Кр:c5 36.Крd3. Если 36.a3, то выигрывает как 36…Крd4, так и 36…b4. 36…Крb4. Чёрный король значительно активнее. Он сразу проникает в расположение белых, и победа. 37.Крc2 Крa3 38.Крb1 a5 39.Крa1 a4 40.ba Кр:a4! Взятие пешкой после 41.Крb1 приводит к ничьей. 41.Крb1. Или 42.Крb2 b4−+. 41…Крa3! Нельзя 41…b4 42.Крb2!=. 42.Крa1 b4 43.Крb1 b3. Белые сдались. После размена пешек чёрный король беспрепятственно доходит до поля f3.

### Партия Ботвинник — Флор
|   | a | b | c | d | e | f | g | h |   |
| - | --- | --- | --- | --- | --- | --- | --- | --- | - |
| 8 | b7 чёрная пешка · f7 чёрный король · g7 чёрная пешка · a6 чёрная пешка · d6 чёрная ладья · g6 чёрная пешка · h6 чёрная пешка · d5 белая пешка · b4 белая пешка · e3 белый король · h3 белая пешка · b2 белая пешка · g2 белая пешка · f1 белая ладья | b7 чёрная пешка · f7 чёрный король · g7 чёрная пешка · a6 чёрная пешка · d6 чёрная ладья · g6 чёрная пешка · h6 чёрная пешка · d5 белая пешка · b4 белая пешка · e3 белый король · h3 белая пешка · b2 белая пешка · g2 белая пешка · f1 белая ладья | b7 чёрная пешка · f7 чёрный король · g7 чёрная пешка · a6 чёрная пешка · d6 чёрная ладья · g6 чёрная пешка · h6 чёрная пешка · d5 белая пешка · b4 белая пешка · e3 белый король · h3 белая пешка · b2 белая пешка · g2 белая пешка · f1 белая ладья | b7 чёрная пешка · f7 чёрный король · g7 чёрная пешка · a6 чёрная пешка · d6 чёрная ладья · g6 чёрная пешка · h6 чёрная пешка · d5 белая пешка · b4 белая пешка · e3 белый король · h3 белая пешка · b2 белая пешка · g2 белая пешка · f1 белая ладья | b7 чёрная пешка · f7 чёрный король · g7 чёрная пешка · a6 чёрная пешка · d6 чёрная ладья · g6 чёрная пешка · h6 чёрная пешка · d5 белая пешка · b4 белая пешка · e3 белый король · h3 белая пешка · b2 белая пешка · g2 белая пешка · f1 белая ладья | b7 чёрная пешка · f7 чёрный король · g7 чёрная пешка · a6 чёрная пешка · d6 чёрная ладья · g6 чёрная пешка · h6 чёрная пешка · d5 белая пешка · b4 белая пешка · e3 белый король · h3 белая пешка · b2 белая пешка · g2 белая пешка · f1 белая ладья | b7 чёрная пешка · f7 чёрный король · g7 чёрная пешка · a6 чёрная пешка · d6 чёрная ладья · g6 чёрная пешка · h6 чёрная пешка · d5 белая пешка · b4 белая пешка · e3 белый король · h3 белая пешка · b2 белая пешка · g2 белая пешка · f1 белая ладья | b7 чёрная пешка · f7 чёрный король · g7 чёрная пешка · a6 чёрная пешка · d6 чёрная ладья · g6 чёрная пешка · h6 чёрная пешка · d5 белая пешка · b4 белая пешка · e3 белый король · h3 белая пешка · b2 белая пешка · g2 белая пешка · f1 белая ладья | 8 |
| 7 | b7 чёрная пешка · f7 чёрный король · g7 чёрная пешка · a6 чёрная пешка · d6 чёрная ладья · g6 чёрная пешка · h6 чёрная пешка · d5 белая пешка · b4 белая пешка · e3 белый король · h3 белая пешка · b2 белая пешка · g2 белая пешка · f1 белая ладья | b7 чёрная пешка · f7 чёрный король · g7 чёрная пешка · a6 чёрная пешка · d6 чёрная ладья · g6 чёрная пешка · h6 чёрная пешка · d5 белая пешка · b4 белая пешка · e3 белый король · h3 белая пешка · b2 белая пешка · g2 белая пешка · f1 белая ладья | b7 чёрная пешка · f7 чёрный король · g7 чёрная пешка · a6 чёрная пешка · d6 чёрная ладья · g6 чёрная пешка · h6 чёрная пешка · d5 белая пешка · b4 белая пешка · e3 белый король · h3 белая пешка · b2 белая пешка · g2 белая пешка · f1 белая ладья | b7 чёрная пешка · f7 чёрный король · g7 чёрная пешка · a6 чёрная пешка · d6 чёрная ладья · g6 чёрная пешка · h6 чёрная пешка · d5 белая пешка · b4 белая пешка · e3 белый король · h3 белая пешка · b2 белая пешка · g2 белая пешка · f1 белая ладья | b7 чёрная пешка · f7 чёрный король · g7 чёрная пешка · a6 чёрная пешка · d6 чёрная ладья · g6 чёрная пешка · h6 чёрная пешка · d5 белая пешка · b4 белая пешка · e3 белый король · h3 белая пешка · b2 белая пешка · g2 белая пешка · f1 белая ладья | b7 чёрная пешка · f7 чёрный король · g7 чёрная пешка · a6 чёрная пешка · d6 чёрная ладья · g6 чёрная пешка · h6 чёрная пешка · d5 белая пешка · b4 белая пешка · e3 белый король · h3 белая пешка · b2 белая пешка · g2 белая пешка · f1 белая ладья | b7 чёрная пешка · f7 чёрный король · g7 чёрная пешка · a6 чёрная пешка · d6 чёрная ладья · g6 чёрная пешка · h6 чёрная пешка · d5 белая пешка · b4 белая пешка · e3 белый король · h3 белая пешка · b2 белая пешка · g2 белая пешка · f1 белая ладья | b7 чёрная пешка · f7 чёрный король · g7 чёрная пешка · a6 чёрная пешка · d6 чёрная ладья · g6 чёрная пешка · h6 чёрная пешка · d5 белая пешка · b4 белая пешка · e3 белый король · h3 белая пешка · b2 белая пешка · g2 белая пешка · f1 белая ладья | 7 |
| 6 | b7 чёрная пешка · f7 чёрный король · g7 чёрная пешка · a6 чёрная пешка · d6 чёрная ладья · g6 чёрная пешка · h6 чёрная пешка · d5 белая пешка · b4 белая пешка · e3 белый король · h3 белая пешка · b2 белая пешка · g2 белая пешка · f1 белая ладья | b7 чёрная пешка · f7 чёрный король · g7 чёрная пешка · a6 чёрная пешка · d6 чёрная ладья · g6 чёрная пешка · h6 чёрная пешка · d5 белая пешка · b4 белая пешка · e3 белый король · h3 белая пешка · b2 белая пешка · g2 белая пешка · f1 белая ладья | b7 чёрная пешка · f7 чёрный король · g7 чёрная пешка · a6 чёрная пешка · d6 чёрная ладья · g6 чёрная пешка · h6 чёрная пешка · d5 белая пешка · b4 белая пешка · e3 белый король · h3 белая пешка · b2 белая пешка · g2 белая пешка · f1 белая ладья | b7 чёрная пешка · f7 чёрный король · g7 чёрная пешка · a6 чёрная пешка · d6 чёрная ладья · g6 чёрная пешка · h6 чёрная пешка · d5 белая пешка · b4 белая пешка · e3 белый король · h3 белая пешка · b2 белая пешка · g2 белая пешка · f1 белая ладья | b7 чёрная пешка · f7 чёрный король · g7 чёрная пешка · a6 чёрная пешка · d6 чёрная ладья · g6 чёрная пешка · h6 чёрная пешка · d5 белая пешка · b4 белая пешка · e3 белый король · h3 белая пешка · b2 белая пешка · g2 белая пешка · f1 белая ладья | b7 чёрная пешка · f7 чёрный король · g7 чёрная пешка · a6 чёрная пешка · d6 чёрная ладья · g6 чёрная пешка · h6 чёрная пешка · d5 белая пешка · b4 белая пешка · e3 белый король · h3 белая пешка · b2 белая пешка · g2 белая пешка · f1 белая ладья | b7 чёрная пешка · f7 чёрный король · g7 чёрная пешка · a6 чёрная пешка · d6 чёрная ладья · g6 чёрная пешка · h6 чёрная пешка · d5 белая пешка · b4 белая пешка · e3 белый король · h3 белая пешка · b2 белая пешка · g2 белая пешка · f1 белая ладья | b7 чёрная пешка · f7 чёрный король · g7 чёрная пешка · a6 чёрная пешка · d6 чёрная ладья · g6 чёрная пешка · h6 чёрная пешка · d5 белая пешка · b4 белая пешка · e3 белый король · h3 белая пешка · b2 белая пешка · g2 белая пешка · f1 белая ладья | 6 |
| 5 | b7 чёрная пешка · f7 чёрный король · g7 чёрная пешка · a6 чёрная пешка · d6 чёрная ладья · g6 чёрная пешка · h6 чёрная пешка · d5 белая пешка · b4 белая пешка · e3 белый король · h3 белая пешка · b2 белая пешка · g2 белая пешка · f1 белая ладья | b7 чёрная пешка · f7 чёрный король · g7 чёрная пешка · a6 чёрная пешка · d6 чёрная ладья · g6 чёрная пешка · h6 чёрная пешка · d5 белая пешка · b4 белая пешка · e3 белый король · h3 белая пешка · b2 белая пешка · g2 белая пешка · f1 белая ладья | b7 чёрная пешка · f7 чёрный король · g7 чёрная пешка · a6 чёрная пешка · d6 чёрная ладья · g6 чёрная пешка · h6 чёрная пешка · d5 белая пешка · b4 белая пешка · e3 белый король · h3 белая пешка · b2 белая пешка · g2 белая пешка · f1 белая ладья | b7 чёрная пешка · f7 чёрный король · g7 чёрная пешка · a6 чёрная пешка · d6 чёрная ладья · g6 чёрная пешка · h6 чёрная пешка · d5 белая пешка · b4 белая пешка · e3 белый король · h3 белая пешка · b2 белая пешка · g2 белая пешка · f1 белая ладья | b7 чёрная пешка · f7 чёрный король · g7 чёрная пешка · a6 чёрная пешка · d6 чёрная ладья · g6 чёрная пешка · h6 чёрная пешка · d5 белая пешка · b4 белая пешка · e3 белый король · h3 белая пешка · b2 белая пешка · g2 белая пешка · f1 белая ладья | b7 чёрная пешка · f7 чёрный король · g7 чёрная пешка · a6 чёрная пешка · d6 чёрная ладья · g6 чёрная пешка · h6 чёрная пешка · d5 белая пешка · b4 белая пешка · e3 белый король · h3 белая пешка · b2 белая пешка · g2 белая пешка · f1 белая ладья | b7 чёрная пешка · f7 чёрный король · g7 чёрная пешка · a6 чёрная пешка · d6 чёрная ладья · g6 чёрная пешка · h6 чёрная пешка · d5 белая пешка · b4 белая пешка · e3 белый король · h3 белая пешка · b2 белая пешка · g2 белая пешка · f1 белая ладья | b7 чёрная пешка · f7 чёрный король · g7 чёрная пешка · a6 чёрная пешка · d6 чёрная ладья · g6 чёрная пешка · h6 чёрная пешка · d5 белая пешка · b4 белая пешка · e3 белый король · h3 белая пешка · b2 белая пешка · g2 белая пешка · f1 белая ладья | 5 |
| 4 | b7 чёрная пешка · f7 чёрный король · g7 чёрная пешка · a6 чёрная пешка · d6 чёрная ладья · g6 чёрная пешка · h6 чёрная пешка · d5 белая пешка · b4 белая пешка · e3 белый король · h3 белая пешка · b2 белая пешка · g2 белая пешка · f1 белая ладья | b7 чёрная пешка · f7 чёрный король · g7 чёрная пешка · a6 чёрная пешка · d6 чёрная ладья · g6 чёрная пешка · h6 чёрная пешка · d5 белая пешка · b4 белая пешка · e3 белый король · h3 белая пешка · b2 белая пешка · g2 белая пешка · f1 белая ладья | b7 чёрная пешка · f7 чёрный король · g7 чёрная пешка · a6 чёрная пешка · d6 чёрная ладья · g6 чёрная пешка · h6 чёрная пешка · d5 белая пешка · b4 белая пешка · e3 белый король · h3 белая пешка · b2 белая пешка · g2 белая пешка · f1 белая ладья | b7 чёрная пешка · f7 чёрный король · g7 чёрная пешка · a6 чёрная пешка · d6 чёрная ладья · g6 чёрная пешка · h6 чёрная пешка · d5 белая пешка · b4 белая пешка · e3 белый король · h3 белая пешка · b2 белая пешка · g2 белая пешка · f1 белая ладья | b7 чёрная пешка · f7 чёрный король · g7 чёрная пешка · a6 чёрная пешка · d6 чёрная ладья · g6 чёрная пешка · h6 чёрная пешка · d5 белая пешка · b4 белая пешка · e3 белый король · h3 белая пешка · b2 белая пешка · g2 белая пешка · f1 белая ладья | b7 чёрная пешка · f7 чёрный король · g7 чёрная пешка · a6 чёрная пешка · d6 чёрная ладья · g6 чёрная пешка · h6 чёрная пешка · d5 белая пешка · b4 белая пешка · e3 белый король · h3 белая пешка · b2 белая пешка · g2 белая пешка · f1 белая ладья | b7 чёрная пешка · f7 чёрный король · g7 чёрная пешка · a6 чёрная пешка · d6 чёрная ладья · g6 чёрная пешка · h6 чёрная пешка · d5 белая пешка · b4 белая пешка · e3 белый король · h3 белая пешка · b2 белая пешка · g2 белая пешка · f1 белая ладья | b7 чёрная пешка · f7 чёрный король · g7 чёрная пешка · a6 чёрная пешка · d6 чёрная ладья · g6 чёрная пешка · h6 чёрная пешка · d5 белая пешка · b4 белая пешка · e3 белый король · h3 белая пешка · b2 белая пешка · g2 белая пешка · f1 белая ладья | 4 |
| 3 | b7 чёрная пешка · f7 чёрный король · g7 чёрная пешка · a6 чёрная пешка · d6 чёрная ладья · g6 чёрная пешка · h6 чёрная пешка · d5 белая пешка · b4 белая пешка · e3 белый король · h3 белая пешка · b2 белая пешка · g2 белая пешка · f1 белая ладья | b7 чёрная пешка · f7 чёрный король · g7 чёрная пешка · a6 чёрная пешка · d6 чёрная ладья · g6 чёрная пешка · h6 чёрная пешка · d5 белая пешка · b4 белая пешка · e3 белый король · h3 белая пешка · b2 белая пешка · g2 белая пешка · f1 белая ладья | b7 чёрная пешка · f7 чёрный король · g7 чёрная пешка · a6 чёрная пешка · d6 чёрная ладья · g6 чёрная пешка · h6 чёрная пешка · d5 белая пешка · b4 белая пешка · e3 белый король · h3 белая пешка · b2 белая пешка · g2 белая пешка · f1 белая ладья | b7 чёрная пешка · f7 чёрный король · g7 чёрная пешка · a6 чёрная пешка · d6 чёрная ладья · g6 чёрная пешка · h6 чёрная пешка · d5 белая пешка · b4 белая пешка · e3 белый король · h3 белая пешка · b2 белая пешка · g2 белая пешка · f1 белая ладья | b7 чёрная пешка · f7 чёрный король · g7 чёрная пешка · a6 чёрная пешка · d6 чёрная ладья · g6 чёрная пешка · h6 чёрная пешка · d5 белая пешка · b4 белая пешка · e3 белый король · h3 белая пешка · b2 белая пешка · g2 белая пешка · f1 белая ладья | b7 чёрная пешка · f7 чёрный король · g7 чёрная пешка · a6 чёрная пешка · d6 чёрная ладья · g6 чёрная пешка · h6 чёрная пешка · d5 белая пешка · b4 белая пешка · e3 белый король · h3 белая пешка · b2 белая пешка · g2 белая пешка · f1 белая ладья | b7 чёрная пешка · f7 чёрный король · g7 чёрная пешка · a6 чёрная пешка · d6 чёрная ладья · g6 чёрная пешка · h6 чёрная пешка · d5 белая пешка · b4 белая пешка · e3 белый король · h3 белая пешка · b2 белая пешка · g2 белая пешка · f1 белая ладья | b7 чёрная пешка · f7 чёрный король · g7 чёрная пешка · a6 чёрная пешка · d6 чёрная ладья · g6 чёрная пешка · h6 чёрная пешка · d5 белая пешка · b4 белая пешка · e3 белый король · h3 белая пешка · b2 белая пешка · g2 белая пешка · f1 белая ладья | 3 |
| 2 | b7 чёрная пешка · f7 чёрный король · g7 чёрная пешка · a6 чёрная пешка · d6 чёрная ладья · g6 чёрная пешка · h6 чёрная пешка · d5 белая пешка · b4 белая пешка · e3 белый король · h3 белая пешка · b2 белая пешка · g2 белая пешка · f1 белая ладья | b7 чёрная пешка · f7 чёрный король · g7 чёрная пешка · a6 чёрная пешка · d6 чёрная ладья · g6 чёрная пешка · h6 чёрная пешка · d5 белая пешка · b4 белая пешка · e3 белый король · h3 белая пешка · b2 белая пешка · g2 белая пешка · f1 белая ладья | b7 чёрная пешка · f7 чёрный король · g7 чёрная пешка · a6 чёрная пешка · d6 чёрная ладья · g6 чёрная пешка · h6 чёрная пешка · d5 белая пешка · b4 белая пешка · e3 белый король · h3 белая пешка · b2 белая пешка · g2 белая пешка · f1 белая ладья | b7 чёрная пешка · f7 чёрный король · g7 чёрная пешка · a6 чёрная пешка · d6 чёрная ладья · g6 чёрная пешка · h6 чёрная пешка · d5 белая пешка · b4 белая пешка · e3 белый король · h3 белая пешка · b2 белая пешка · g2 белая пешка · f1 белая ладья | b7 чёрная пешка · f7 чёрный король · g7 чёрная пешка · a6 чёрная пешка · d6 чёрная ладья · g6 чёрная пешка · h6 чёрная пешка · d5 белая пешка · b4 белая пешка · e3 белый король · h3 белая пешка · b2 белая пешка · g2 белая пешка · f1 белая ладья | b7 чёрная пешка · f7 чёрный король · g7 чёрная пешка · a6 чёрная пешка · d6 чёрная ладья · g6 чёрная пешка · h6 чёрная пешка · d5 белая пешка · b4 белая пешка · e3 белый король · h3 белая пешка · b2 белая пешка · g2 белая пешка · f1 белая ладья | b7 чёрная пешка · f7 чёрный король · g7 чёрная пешка · a6 чёрная пешка · d6 чёрная ладья · g6 чёрная пешка · h6 чёрная пешка · d5 белая пешка · b4 белая пешка · e3 белый король · h3 белая пешка · b2 белая пешка · g2 белая пешка · f1 белая ладья | b7 чёрная пешка · f7 чёрный король · g7 чёрная пешка · a6 чёрная пешка · d6 чёрная ладья · g6 чёрная пешка · h6 чёрная пешка · d5 белая пешка · b4 белая пешка · e3 белый король · h3 белая пешка · b2 белая пешка · g2 белая пешка · f1 белая ладья | 2 |
| 1 | b7 чёрная пешка · f7 чёрный король · g7 чёрная пешка · a6 чёрная пешка · d6 чёрная ладья · g6 чёрная пешка · h6 чёрная пешка · d5 белая пешка · b4 белая пешка · e3 белый король · h3 белая пешка · b2 белая пешка · g2 белая пешка · f1 белая ладья | b7 чёрная пешка · f7 чёрный король · g7 чёрная пешка · a6 чёрная пешка · d6 чёрная ладья · g6 чёрная пешка · h6 чёрная пешка · d5 белая пешка · b4 белая пешка · e3 белый король · h3 белая пешка · b2 белая пешка · g2 белая пешка · f1 белая ладья | b7 чёрная пешка · f7 чёрный король · g7 чёрная пешка · a6 чёрная пешка · d6 чёрная ладья · g6 чёрная пешка · h6 чёрная пешка · d5 белая пешка · b4 белая пешка · e3 белый король · h3 белая пешка · b2 белая пешка · g2 белая пешка · f1 белая ладья | b7 чёрная пешка · f7 чёрный король · g7 чёрная пешка · a6 чёрная пешка · d6 чёрная ладья · g6 чёрная пешка · h6 чёрная пешка · d5 белая пешка · b4 белая пешка · e3 белый король · h3 белая пешка · b2 белая пешка · g2 белая пешка · f1 белая ладья | b7 чёрная пешка · f7 чёрный король · g7 чёрная пешка · a6 чёрная пешка · d6 чёрная ладья · g6 чёрная пешка · h6 чёрная пешка · d5 белая пешка · b4 белая пешка · e3 белый король · h3 белая пешка · b2 белая пешка · g2 белая пешка · f1 белая ладья | b7 чёрная пешка · f7 чёрный король · g7 чёрная пешка · a6 чёрная пешка · d6 чёрная ладья · g6 чёрная пешка · h6 чёрная пешка · d5 белая пешка · b4 белая пешка · e3 белый король · h3 белая пешка · b2 белая пешка · g2 белая пешка · f1 белая ладья | b7 чёрная пешка · f7 чёрный король · g7 чёрная пешка · a6 чёрная пешка · d6 чёрная ладья · g6 чёрная пешка · h6 чёрная пешка · d5 белая пешка · b4 белая пешка · e3 белый король · h3 белая пешка · b2 белая пешка · g2 белая пешка · f1 белая ладья | b7 чёрная пешка · f7 чёрный король · g7 чёрная пешка · a6 чёрная пешка · d6 чёрная ладья · g6 чёрная пешка · h6 чёрная пешка · d5 белая пешка · b4 белая пешка · e3 белый король · h3 белая пешка · b2 белая пешка · g2 белая пешка · f1 белая ладья | 1 |
|   | a | b | c | d | e | f | g | h |   |

И опять та же история. В ответ на объявленный шах чёрные сыграли 43…Лf6?? После 43…Крe7 наиболее вероятный результат партии — ничья. Теперь же белые легко выигрывают пешечное окончание, несмотря на исправление позиции чёрных пешек. 44.Л:f6+ gf 45.g4. Эндшпиль выигрывается очень просто — достаточно устранить или сдвинуть с места чёрную пешку g6. Тогда у белого короля появится поле f5 для вторжения на королевский фланг. Белая пешка «d» играет роль «отдалённой» и отвлекает чёрного короля. 45…Крe7 46.h4 Крd6 47.Крe4 b6 48.h5! Самый важный ход. Чёрные не могут избежать поражения. 48…gh 49.gh a5 50.Крf5. Выигрывало и 50.ba ba 51.b3. 50…ab 51.Кр:f6 Кр:d5 52.Крg6 Крe6 53.Кр:h6 Крf6 54.b3 Крf7 55.Крg5 Крg7 56.Крf5 Кр:h6 57.Крe5 Кр:h5 58.Крd5 Крg5 59.Крc6 Крf5 60.Кр:b6 Крe6 61.Крc5 Крd7 62.Кр:b4 Крc6 63.Крa5 Крb7 64.Крb5 Крa7 65.Крc6 Крa6 66.b4 Крa7 67.b5 Крb8 68.Крb6. Чёрные сдались.

### Партия Видмар — Флор
|   | a | b | c | d | e | f | g | h |   |
| - | --- | --- | --- | --- | --- | --- | --- | --- | - |
| 8 | d6 чёрный король · e6 чёрный слон · f6 чёрная пешка · h6 чёрная пешка · e5 чёрная пешка · f5 белый слон · g5 чёрная пешка · h5 белая пешка · e4 белая пешка · g4 белая пешка · b3 чёрная ладья · g3 белый конь · d2 белый король · f2 белая пешка | d6 чёрный король · e6 чёрный слон · f6 чёрная пешка · h6 чёрная пешка · e5 чёрная пешка · f5 белый слон · g5 чёрная пешка · h5 белая пешка · e4 белая пешка · g4 белая пешка · b3 чёрная ладья · g3 белый конь · d2 белый король · f2 белая пешка | d6 чёрный король · e6 чёрный слон · f6 чёрная пешка · h6 чёрная пешка · e5 чёрная пешка · f5 белый слон · g5 чёрная пешка · h5 белая пешка · e4 белая пешка · g4 белая пешка · b3 чёрная ладья · g3 белый конь · d2 белый король · f2 белая пешка | d6 чёрный король · e6 чёрный слон · f6 чёрная пешка · h6 чёрная пешка · e5 чёрная пешка · f5 белый слон · g5 чёрная пешка · h5 белая пешка · e4 белая пешка · g4 белая пешка · b3 чёрная ладья · g3 белый конь · d2 белый король · f2 белая пешка | d6 чёрный король · e6 чёрный слон · f6 чёрная пешка · h6 чёрная пешка · e5 чёрная пешка · f5 белый слон · g5 чёрная пешка · h5 белая пешка · e4 белая пешка · g4 белая пешка · b3 чёрная ладья · g3 белый конь · d2 белый король · f2 белая пешка | d6 чёрный король · e6 чёрный слон · f6 чёрная пешка · h6 чёрная пешка · e5 чёрная пешка · f5 белый слон · g5 чёрная пешка · h5 белая пешка · e4 белая пешка · g4 белая пешка · b3 чёрная ладья · g3 белый конь · d2 белый король · f2 белая пешка | d6 чёрный король · e6 чёрный слон · f6 чёрная пешка · h6 чёрная пешка · e5 чёрная пешка · f5 белый слон · g5 чёрная пешка · h5 белая пешка · e4 белая пешка · g4 белая пешка · b3 чёрная ладья · g3 белый конь · d2 белый король · f2 белая пешка | d6 чёрный король · e6 чёрный слон · f6 чёрная пешка · h6 чёрная пешка · e5 чёрная пешка · f5 белый слон · g5 чёрная пешка · h5 белая пешка · e4 белая пешка · g4 белая пешка · b3 чёрная ладья · g3 белый конь · d2 белый король · f2 белая пешка | 8 |
| 7 | d6 чёрный король · e6 чёрный слон · f6 чёрная пешка · h6 чёрная пешка · e5 чёрная пешка · f5 белый слон · g5 чёрная пешка · h5 белая пешка · e4 белая пешка · g4 белая пешка · b3 чёрная ладья · g3 белый конь · d2 белый король · f2 белая пешка | d6 чёрный король · e6 чёрный слон · f6 чёрная пешка · h6 чёрная пешка · e5 чёрная пешка · f5 белый слон · g5 чёрная пешка · h5 белая пешка · e4 белая пешка · g4 белая пешка · b3 чёрная ладья · g3 белый конь · d2 белый король · f2 белая пешка | d6 чёрный король · e6 чёрный слон · f6 чёрная пешка · h6 чёрная пешка · e5 чёрная пешка · f5 белый слон · g5 чёрная пешка · h5 белая пешка · e4 белая пешка · g4 белая пешка · b3 чёрная ладья · g3 белый конь · d2 белый король · f2 белая пешка | d6 чёрный король · e6 чёрный слон · f6 чёрная пешка · h6 чёрная пешка · e5 чёрная пешка · f5 белый слон · g5 чёрная пешка · h5 белая пешка · e4 белая пешка · g4 белая пешка · b3 чёрная ладья · g3 белый конь · d2 белый король · f2 белая пешка | d6 чёрный король · e6 чёрный слон · f6 чёрная пешка · h6 чёрная пешка · e5 чёрная пешка · f5 белый слон · g5 чёрная пешка · h5 белая пешка · e4 белая пешка · g4 белая пешка · b3 чёрная ладья · g3 белый конь · d2 белый король · f2 белая пешка | d6 чёрный король · e6 чёрный слон · f6 чёрная пешка · h6 чёрная пешка · e5 чёрная пешка · f5 белый слон · g5 чёрная пешка · h5 белая пешка · e4 белая пешка · g4 белая пешка · b3 чёрная ладья · g3 белый конь · d2 белый король · f2 белая пешка | d6 чёрный король · e6 чёрный слон · f6 чёрная пешка · h6 чёрная пешка · e5 чёрная пешка · f5 белый слон · g5 чёрная пешка · h5 белая пешка · e4 белая пешка · g4 белая пешка · b3 чёрная ладья · g3 белый конь · d2 белый король · f2 белая пешка | d6 чёрный король · e6 чёрный слон · f6 чёрная пешка · h6 чёрная пешка · e5 чёрная пешка · f5 белый слон · g5 чёрная пешка · h5 белая пешка · e4 белая пешка · g4 белая пешка · b3 чёрная ладья · g3 белый конь · d2 белый король · f2 белая пешка | 7 |
| 6 | d6 чёрный король · e6 чёрный слон · f6 чёрная пешка · h6 чёрная пешка · e5 чёрная пешка · f5 белый слон · g5 чёрная пешка · h5 белая пешка · e4 белая пешка · g4 белая пешка · b3 чёрная ладья · g3 белый конь · d2 белый король · f2 белая пешка | d6 чёрный король · e6 чёрный слон · f6 чёрная пешка · h6 чёрная пешка · e5 чёрная пешка · f5 белый слон · g5 чёрная пешка · h5 белая пешка · e4 белая пешка · g4 белая пешка · b3 чёрная ладья · g3 белый конь · d2 белый король · f2 белая пешка | d6 чёрный король · e6 чёрный слон · f6 чёрная пешка · h6 чёрная пешка · e5 чёрная пешка · f5 белый слон · g5 чёрная пешка · h5 белая пешка · e4 белая пешка · g4 белая пешка · b3 чёрная ладья · g3 белый конь · d2 белый король · f2 белая пешка | d6 чёрный король · e6 чёрный слон · f6 чёрная пешка · h6 чёрная пешка · e5 чёрная пешка · f5 белый слон · g5 чёрная пешка · h5 белая пешка · e4 белая пешка · g4 белая пешка · b3 чёрная ладья · g3 белый конь · d2 белый король · f2 белая пешка | d6 чёрный король · e6 чёрный слон · f6 чёрная пешка · h6 чёрная пешка · e5 чёрная пешка · f5 белый слон · g5 чёрная пешка · h5 белая пешка · e4 белая пешка · g4 белая пешка · b3 чёрная ладья · g3 белый конь · d2 белый король · f2 белая пешка | d6 чёрный король · e6 чёрный слон · f6 чёрная пешка · h6 чёрная пешка · e5 чёрная пешка · f5 белый слон · g5 чёрная пешка · h5 белая пешка · e4 белая пешка · g4 белая пешка · b3 чёрная ладья · g3 белый конь · d2 белый король · f2 белая пешка | d6 чёрный король · e6 чёрный слон · f6 чёрная пешка · h6 чёрная пешка · e5 чёрная пешка · f5 белый слон · g5 чёрная пешка · h5 белая пешка · e4 белая пешка · g4 белая пешка · b3 чёрная ладья · g3 белый конь · d2 белый король · f2 белая пешка | d6 чёрный король · e6 чёрный слон · f6 чёрная пешка · h6 чёрная пешка · e5 чёрная пешка · f5 белый слон · g5 чёрная пешка · h5 белая пешка · e4 белая пешка · g4 белая пешка · b3 чёрная ладья · g3 белый конь · d2 белый король · f2 белая пешка | 6 |
| 5 | d6 чёрный король · e6 чёрный слон · f6 чёрная пешка · h6 чёрная пешка · e5 чёрная пешка · f5 белый слон · g5 чёрная пешка · h5 белая пешка · e4 белая пешка · g4 белая пешка · b3 чёрная ладья · g3 белый конь · d2 белый король · f2 белая пешка | d6 чёрный король · e6 чёрный слон · f6 чёрная пешка · h6 чёрная пешка · e5 чёрная пешка · f5 белый слон · g5 чёрная пешка · h5 белая пешка · e4 белая пешка · g4 белая пешка · b3 чёрная ладья · g3 белый конь · d2 белый король · f2 белая пешка | d6 чёрный король · e6 чёрный слон · f6 чёрная пешка · h6 чёрная пешка · e5 чёрная пешка · f5 белый слон · g5 чёрная пешка · h5 белая пешка · e4 белая пешка · g4 белая пешка · b3 чёрная ладья · g3 белый конь · d2 белый король · f2 белая пешка | d6 чёрный король · e6 чёрный слон · f6 чёрная пешка · h6 чёрная пешка · e5 чёрная пешка · f5 белый слон · g5 чёрная пешка · h5 белая пешка · e4 белая пешка · g4 белая пешка · b3 чёрная ладья · g3 белый конь · d2 белый король · f2 белая пешка | d6 чёрный король · e6 чёрный слон · f6 чёрная пешка · h6 чёрная пешка · e5 чёрная пешка · f5 белый слон · g5 чёрная пешка · h5 белая пешка · e4 белая пешка · g4 белая пешка · b3 чёрная ладья · g3 белый конь · d2 белый король · f2 белая пешка | d6 чёрный король · e6 чёрный слон · f6 чёрная пешка · h6 чёрная пешка · e5 чёрная пешка · f5 белый слон · g5 чёрная пешка · h5 белая пешка · e4 белая пешка · g4 белая пешка · b3 чёрная ладья · g3 белый конь · d2 белый король · f2 белая пешка | d6 чёрный король · e6 чёрный слон · f6 чёрная пешка · h6 чёрная пешка · e5 чёрная пешка · f5 белый слон · g5 чёрная пешка · h5 белая пешка · e4 белая пешка · g4 белая пешка · b3 чёрная ладья · g3 белый конь · d2 белый король · f2 белая пешка | d6 чёрный король · e6 чёрный слон · f6 чёрная пешка · h6 чёрная пешка · e5 чёрная пешка · f5 белый слон · g5 чёрная пешка · h5 белая пешка · e4 белая пешка · g4 белая пешка · b3 чёрная ладья · g3 белый конь · d2 белый король · f2 белая пешка | 5 |
| 4 | d6 чёрный король · e6 чёрный слон · f6 чёрная пешка · h6 чёрная пешка · e5 чёрная пешка · f5 белый слон · g5 чёрная пешка · h5 белая пешка · e4 белая пешка · g4 белая пешка · b3 чёрная ладья · g3 белый конь · d2 белый король · f2 белая пешка | d6 чёрный король · e6 чёрный слон · f6 чёрная пешка · h6 чёрная пешка · e5 чёрная пешка · f5 белый слон · g5 чёрная пешка · h5 белая пешка · e4 белая пешка · g4 белая пешка · b3 чёрная ладья · g3 белый конь · d2 белый король · f2 белая пешка | d6 чёрный король · e6 чёрный слон · f6 чёрная пешка · h6 чёрная пешка · e5 чёрная пешка · f5 белый слон · g5 чёрная пешка · h5 белая пешка · e4 белая пешка · g4 белая пешка · b3 чёрная ладья · g3 белый конь · d2 белый король · f2 белая пешка | d6 чёрный король · e6 чёрный слон · f6 чёрная пешка · h6 чёрная пешка · e5 чёрная пешка · f5 белый слон · g5 чёрная пешка · h5 белая пешка · e4 белая пешка · g4 белая пешка · b3 чёрная ладья · g3 белый конь · d2 белый король · f2 белая пешка | d6 чёрный король · e6 чёрный слон · f6 чёрная пешка · h6 чёрная пешка · e5 чёрная пешка · f5 белый слон · g5 чёрная пешка · h5 белая пешка · e4 белая пешка · g4 белая пешка · b3 чёрная ладья · g3 белый конь · d2 белый король · f2 белая пешка | d6 чёрный король · e6 чёрный слон · f6 чёрная пешка · h6 чёрная пешка · e5 чёрная пешка · f5 белый слон · g5 чёрная пешка · h5 белая пешка · e4 белая пешка · g4 белая пешка · b3 чёрная ладья · g3 белый конь · d2 белый король · f2 белая пешка | d6 чёрный король · e6 чёрный слон · f6 чёрная пешка · h6 чёрная пешка · e5 чёрная пешка · f5 белый слон · g5 чёрная пешка · h5 белая пешка · e4 белая пешка · g4 белая пешка · b3 чёрная ладья · g3 белый конь · d2 белый король · f2 белая пешка | d6 чёрный король · e6 чёрный слон · f6 чёрная пешка · h6 чёрная пешка · e5 чёрная пешка · f5 белый слон · g5 чёрная пешка · h5 белая пешка · e4 белая пешка · g4 белая пешка · b3 чёрная ладья · g3 белый конь · d2 белый король · f2 белая пешка | 4 |
| 3 | d6 чёрный король · e6 чёрный слон · f6 чёрная пешка · h6 чёрная пешка · e5 чёрная пешка · f5 белый слон · g5 чёрная пешка · h5 белая пешка · e4 белая пешка · g4 белая пешка · b3 чёрная ладья · g3 белый конь · d2 белый король · f2 белая пешка | d6 чёрный король · e6 чёрный слон · f6 чёрная пешка · h6 чёрная пешка · e5 чёрная пешка · f5 белый слон · g5 чёрная пешка · h5 белая пешка · e4 белая пешка · g4 белая пешка · b3 чёрная ладья · g3 белый конь · d2 белый король · f2 белая пешка | d6 чёрный король · e6 чёрный слон · f6 чёрная пешка · h6 чёрная пешка · e5 чёрная пешка · f5 белый слон · g5 чёрная пешка · h5 белая пешка · e4 белая пешка · g4 белая пешка · b3 чёрная ладья · g3 белый конь · d2 белый король · f2 белая пешка | d6 чёрный король · e6 чёрный слон · f6 чёрная пешка · h6 чёрная пешка · e5 чёрная пешка · f5 белый слон · g5 чёрная пешка · h5 белая пешка · e4 белая пешка · g4 белая пешка · b3 чёрная ладья · g3 белый конь · d2 белый король · f2 белая пешка | d6 чёрный король · e6 чёрный слон · f6 чёрная пешка · h6 чёрная пешка · e5 чёрная пешка · f5 белый слон · g5 чёрная пешка · h5 белая пешка · e4 белая пешка · g4 белая пешка · b3 чёрная ладья · g3 белый конь · d2 белый король · f2 белая пешка | d6 чёрный король · e6 чёрный слон · f6 чёрная пешка · h6 чёрная пешка · e5 чёрная пешка · f5 белый слон · g5 чёрная пешка · h5 белая пешка · e4 белая пешка · g4 белая пешка · b3 чёрная ладья · g3 белый конь · d2 белый король · f2 белая пешка | d6 чёрный король · e6 чёрный слон · f6 чёрная пешка · h6 чёрная пешка · e5 чёрная пешка · f5 белый слон · g5 чёрная пешка · h5 белая пешка · e4 белая пешка · g4 белая пешка · b3 чёрная ладья · g3 белый конь · d2 белый король · f2 белая пешка | d6 чёрный король · e6 чёрный слон · f6 чёрная пешка · h6 чёрная пешка · e5 чёрная пешка · f5 белый слон · g5 чёрная пешка · h5 белая пешка · e4 белая пешка · g4 белая пешка · b3 чёрная ладья · g3 белый конь · d2 белый король · f2 белая пешка | 3 |
| 2 | d6 чёрный король · e6 чёрный слон · f6 чёрная пешка · h6 чёрная пешка · e5 чёрная пешка · f5 белый слон · g5 чёрная пешка · h5 белая пешка · e4 белая пешка · g4 белая пешка · b3 чёрная ладья · g3 белый конь · d2 белый король · f2 белая пешка | d6 чёрный король · e6 чёрный слон · f6 чёрная пешка · h6 чёрная пешка · e5 чёрная пешка · f5 белый слон · g5 чёрная пешка · h5 белая пешка · e4 белая пешка · g4 белая пешка · b3 чёрная ладья · g3 белый конь · d2 белый король · f2 белая пешка | d6 чёрный король · e6 чёрный слон · f6 чёрная пешка · h6 чёрная пешка · e5 чёрная пешка · f5 белый слон · g5 чёрная пешка · h5 белая пешка · e4 белая пешка · g4 белая пешка · b3 чёрная ладья · g3 белый конь · d2 белый король · f2 белая пешка | d6 чёрный король · e6 чёрный слон · f6 чёрная пешка · h6 чёрная пешка · e5 чёрная пешка · f5 белый слон · g5 чёрная пешка · h5 белая пешка · e4 белая пешка · g4 белая пешка · b3 чёрная ладья · g3 белый конь · d2 белый король · f2 белая пешка | d6 чёрный король · e6 чёрный слон · f6 чёрная пешка · h6 чёрная пешка · e5 чёрная пешка · f5 белый слон · g5 чёрная пешка · h5 белая пешка · e4 белая пешка · g4 белая пешка · b3 чёрная ладья · g3 белый конь · d2 белый король · f2 белая пешка | d6 чёрный король · e6 чёрный слон · f6 чёрная пешка · h6 чёрная пешка · e5 чёрная пешка · f5 белый слон · g5 чёрная пешка · h5 белая пешка · e4 белая пешка · g4 белая пешка · b3 чёрная ладья · g3 белый конь · d2 белый король · f2 белая пешка | d6 чёрный король · e6 чёрный слон · f6 чёрная пешка · h6 чёрная пешка · e5 чёрная пешка · f5 белый слон · g5 чёрная пешка · h5 белая пешка · e4 белая пешка · g4 белая пешка · b3 чёрная ладья · g3 белый конь · d2 белый король · f2 белая пешка | d6 чёрный король · e6 чёрный слон · f6 чёрная пешка · h6 чёрная пешка · e5 чёрная пешка · f5 белый слон · g5 чёрная пешка · h5 белая пешка · e4 белая пешка · g4 белая пешка · b3 чёрная ладья · g3 белый конь · d2 белый король · f2 белая пешка | 2 |
| 1 | d6 чёрный король · e6 чёрный слон · f6 чёрная пешка · h6 чёрная пешка · e5 чёрная пешка · f5 белый слон · g5 чёрная пешка · h5 белая пешка · e4 белая пешка · g4 белая пешка · b3 чёрная ладья · g3 белый конь · d2 белый король · f2 белая пешка | d6 чёрный король · e6 чёрный слон · f6 чёрная пешка · h6 чёрная пешка · e5 чёрная пешка · f5 белый слон · g5 чёрная пешка · h5 белая пешка · e4 белая пешка · g4 белая пешка · b3 чёрная ладья · g3 белый конь · d2 белый король · f2 белая пешка | d6 чёрный король · e6 чёрный слон · f6 чёрная пешка · h6 чёрная пешка · e5 чёрная пешка · f5 белый слон · g5 чёрная пешка · h5 белая пешка · e4 белая пешка · g4 белая пешка · b3 чёрная ладья · g3 белый конь · d2 белый король · f2 белая пешка | d6 чёрный король · e6 чёрный слон · f6 чёрная пешка · h6 чёрная пешка · e5 чёрная пешка · f5 белый слон · g5 чёрная пешка · h5 белая пешка · e4 белая пешка · g4 белая пешка · b3 чёрная ладья · g3 белый конь · d2 белый король · f2 белая пешка | d6 чёрный король · e6 чёрный слон · f6 чёрная пешка · h6 чёрная пешка · e5 чёрная пешка · f5 белый слон · g5 чёрная пешка · h5 белая пешка · e4 белая пешка · g4 белая пешка · b3 чёрная ладья · g3 белый конь · d2 белый король · f2 белая пешка | d6 чёрный король · e6 чёрный слон · f6 чёрная пешка · h6 чёрная пешка · e5 чёрная пешка · f5 белый слон · g5 чёрная пешка · h5 белая пешка · e4 белая пешка · g4 белая пешка · b3 чёрная ладья · g3 белый конь · d2 белый король · f2 белая пешка | d6 чёрный король · e6 чёрный слон · f6 чёрная пешка · h6 чёрная пешка · e5 чёрная пешка · f5 белый слон · g5 чёрная пешка · h5 белая пешка · e4 белая пешка · g4 белая пешка · b3 чёрная ладья · g3 белый конь · d2 белый король · f2 белая пешка | d6 чёрный король · e6 чёрный слон · f6 чёрная пешка · h6 чёрная пешка · e5 чёрная пешка · f5 белый слон · g5 чёрная пешка · h5 белая пешка · e4 белая пешка · g4 белая пешка · b3 чёрная ладья · g3 белый конь · d2 белый король · f2 белая пешка | 1 |
|   | a | b | c | d | e | f | g | h |   |

Точно учтя все последствия, С. Флор переходит в выигранное пешечное окончание: 68…Л:g3! 69.fg С:f5 70.ef. Другое взятие не лучше — 70.gf Крc5 71.Крc3 g4. Белые, потеряв оппозицию, проигрывают. 70…Крd5 71.Крd3 e4+ 72.Крe3 Крe5 73.Крe2 Крd4 74.Крd2 e3+ 75.Крe1. Нельзя 75.Крe2 Крe4 76.Крe1 Крf3−+. А сейчас, поскольку ничего не даёт 75…Крd3 76.Крd1 или 75…Крe4 76.Крe2, чёрные выигрывают только с помощью треугольника. 75…Крd5! 76.Крf1 Крe5 77.Крe1 Крd4. Цель достигнута. Теперь ход белых. 78.Крd1 Крd3. Белые сдались.

### Партия Ласкер — Тарраш
|   | a | b | c | d | e | f | g | h |   |
| - | --- | --- | --- | --- | --- | --- | --- | --- | - |
| 8 | f7 белый король · g7 белый слон · h7 белый слон · a6 чёрная пешка · f6 чёрный слон · b5 чёрная пешка · c5 чёрная пешка · e5 чёрный король · f5 чёрный слон · b3 белая пешка · b2 белая пешка · h2 белая пешка | f7 белый король · g7 белый слон · h7 белый слон · a6 чёрная пешка · f6 чёрный слон · b5 чёрная пешка · c5 чёрная пешка · e5 чёрный король · f5 чёрный слон · b3 белая пешка · b2 белая пешка · h2 белая пешка | f7 белый король · g7 белый слон · h7 белый слон · a6 чёрная пешка · f6 чёрный слон · b5 чёрная пешка · c5 чёрная пешка · e5 чёрный король · f5 чёрный слон · b3 белая пешка · b2 белая пешка · h2 белая пешка | f7 белый король · g7 белый слон · h7 белый слон · a6 чёрная пешка · f6 чёрный слон · b5 чёрная пешка · c5 чёрная пешка · e5 чёрный король · f5 чёрный слон · b3 белая пешка · b2 белая пешка · h2 белая пешка | f7 белый король · g7 белый слон · h7 белый слон · a6 чёрная пешка · f6 чёрный слон · b5 чёрная пешка · c5 чёрная пешка · e5 чёрный король · f5 чёрный слон · b3 белая пешка · b2 белая пешка · h2 белая пешка | f7 белый король · g7 белый слон · h7 белый слон · a6 чёрная пешка · f6 чёрный слон · b5 чёрная пешка · c5 чёрная пешка · e5 чёрный король · f5 чёрный слон · b3 белая пешка · b2 белая пешка · h2 белая пешка | f7 белый король · g7 белый слон · h7 белый слон · a6 чёрная пешка · f6 чёрный слон · b5 чёрная пешка · c5 чёрная пешка · e5 чёрный король · f5 чёрный слон · b3 белая пешка · b2 белая пешка · h2 белая пешка | f7 белый король · g7 белый слон · h7 белый слон · a6 чёрная пешка · f6 чёрный слон · b5 чёрная пешка · c5 чёрная пешка · e5 чёрный король · f5 чёрный слон · b3 белая пешка · b2 белая пешка · h2 белая пешка | 8 |
| 7 | f7 белый король · g7 белый слон · h7 белый слон · a6 чёрная пешка · f6 чёрный слон · b5 чёрная пешка · c5 чёрная пешка · e5 чёрный король · f5 чёрный слон · b3 белая пешка · b2 белая пешка · h2 белая пешка | f7 белый король · g7 белый слон · h7 белый слон · a6 чёрная пешка · f6 чёрный слон · b5 чёрная пешка · c5 чёрная пешка · e5 чёрный король · f5 чёрный слон · b3 белая пешка · b2 белая пешка · h2 белая пешка | f7 белый король · g7 белый слон · h7 белый слон · a6 чёрная пешка · f6 чёрный слон · b5 чёрная пешка · c5 чёрная пешка · e5 чёрный король · f5 чёрный слон · b3 белая пешка · b2 белая пешка · h2 белая пешка | f7 белый король · g7 белый слон · h7 белый слон · a6 чёрная пешка · f6 чёрный слон · b5 чёрная пешка · c5 чёрная пешка · e5 чёрный король · f5 чёрный слон · b3 белая пешка · b2 белая пешка · h2 белая пешка | f7 белый король · g7 белый слон · h7 белый слон · a6 чёрная пешка · f6 чёрный слон · b5 чёрная пешка · c5 чёрная пешка · e5 чёрный король · f5 чёрный слон · b3 белая пешка · b2 белая пешка · h2 белая пешка | f7 белый король · g7 белый слон · h7 белый слон · a6 чёрная пешка · f6 чёрный слон · b5 чёрная пешка · c5 чёрная пешка · e5 чёрный король · f5 чёрный слон · b3 белая пешка · b2 белая пешка · h2 белая пешка | f7 белый король · g7 белый слон · h7 белый слон · a6 чёрная пешка · f6 чёрный слон · b5 чёрная пешка · c5 чёрная пешка · e5 чёрный король · f5 чёрный слон · b3 белая пешка · b2 белая пешка · h2 белая пешка | f7 белый король · g7 белый слон · h7 белый слон · a6 чёрная пешка · f6 чёрный слон · b5 чёрная пешка · c5 чёрная пешка · e5 чёрный король · f5 чёрный слон · b3 белая пешка · b2 белая пешка · h2 белая пешка | 7 |
| 6 | f7 белый король · g7 белый слон · h7 белый слон · a6 чёрная пешка · f6 чёрный слон · b5 чёрная пешка · c5 чёрная пешка · e5 чёрный король · f5 чёрный слон · b3 белая пешка · b2 белая пешка · h2 белая пешка | f7 белый король · g7 белый слон · h7 белый слон · a6 чёрная пешка · f6 чёрный слон · b5 чёрная пешка · c5 чёрная пешка · e5 чёрный король · f5 чёрный слон · b3 белая пешка · b2 белая пешка · h2 белая пешка | f7 белый король · g7 белый слон · h7 белый слон · a6 чёрная пешка · f6 чёрный слон · b5 чёрная пешка · c5 чёрная пешка · e5 чёрный король · f5 чёрный слон · b3 белая пешка · b2 белая пешка · h2 белая пешка | f7 белый король · g7 белый слон · h7 белый слон · a6 чёрная пешка · f6 чёрный слон · b5 чёрная пешка · c5 чёрная пешка · e5 чёрный король · f5 чёрный слон · b3 белая пешка · b2 белая пешка · h2 белая пешка | f7 белый король · g7 белый слон · h7 белый слон · a6 чёрная пешка · f6 чёрный слон · b5 чёрная пешка · c5 чёрная пешка · e5 чёрный король · f5 чёрный слон · b3 белая пешка · b2 белая пешка · h2 белая пешка | f7 белый король · g7 белый слон · h7 белый слон · a6 чёрная пешка · f6 чёрный слон · b5 чёрная пешка · c5 чёрная пешка · e5 чёрный король · f5 чёрный слон · b3 белая пешка · b2 белая пешка · h2 белая пешка | f7 белый король · g7 белый слон · h7 белый слон · a6 чёрная пешка · f6 чёрный слон · b5 чёрная пешка · c5 чёрная пешка · e5 чёрный король · f5 чёрный слон · b3 белая пешка · b2 белая пешка · h2 белая пешка | f7 белый король · g7 белый слон · h7 белый слон · a6 чёрная пешка · f6 чёрный слон · b5 чёрная пешка · c5 чёрная пешка · e5 чёрный король · f5 чёрный слон · b3 белая пешка · b2 белая пешка · h2 белая пешка | 6 |
| 5 | f7 белый король · g7 белый слон · h7 белый слон · a6 чёрная пешка · f6 чёрный слон · b5 чёрная пешка · c5 чёрная пешка · e5 чёрный король · f5 чёрный слон · b3 белая пешка · b2 белая пешка · h2 белая пешка | f7 белый король · g7 белый слон · h7 белый слон · a6 чёрная пешка · f6 чёрный слон · b5 чёрная пешка · c5 чёрная пешка · e5 чёрный король · f5 чёрный слон · b3 белая пешка · b2 белая пешка · h2 белая пешка | f7 белый король · g7 белый слон · h7 белый слон · a6 чёрная пешка · f6 чёрный слон · b5 чёрная пешка · c5 чёрная пешка · e5 чёрный король · f5 чёрный слон · b3 белая пешка · b2 белая пешка · h2 белая пешка | f7 белый король · g7 белый слон · h7 белый слон · a6 чёрная пешка · f6 чёрный слон · b5 чёрная пешка · c5 чёрная пешка · e5 чёрный король · f5 чёрный слон · b3 белая пешка · b2 белая пешка · h2 белая пешка | f7 белый король · g7 белый слон · h7 белый слон · a6 чёрная пешка · f6 чёрный слон · b5 чёрная пешка · c5 чёрная пешка · e5 чёрный король · f5 чёрный слон · b3 белая пешка · b2 белая пешка · h2 белая пешка | f7 белый король · g7 белый слон · h7 белый слон · a6 чёрная пешка · f6 чёрный слон · b5 чёрная пешка · c5 чёрная пешка · e5 чёрный король · f5 чёрный слон · b3 белая пешка · b2 белая пешка · h2 белая пешка | f7 белый король · g7 белый слон · h7 белый слон · a6 чёрная пешка · f6 чёрный слон · b5 чёрная пешка · c5 чёрная пешка · e5 чёрный король · f5 чёрный слон · b3 белая пешка · b2 белая пешка · h2 белая пешка | f7 белый король · g7 белый слон · h7 белый слон · a6 чёрная пешка · f6 чёрный слон · b5 чёрная пешка · c5 чёрная пешка · e5 чёрный король · f5 чёрный слон · b3 белая пешка · b2 белая пешка · h2 белая пешка | 5 |
| 4 | f7 белый король · g7 белый слон · h7 белый слон · a6 чёрная пешка · f6 чёрный слон · b5 чёрная пешка · c5 чёрная пешка · e5 чёрный король · f5 чёрный слон · b3 белая пешка · b2 белая пешка · h2 белая пешка | f7 белый король · g7 белый слон · h7 белый слон · a6 чёрная пешка · f6 чёрный слон · b5 чёрная пешка · c5 чёрная пешка · e5 чёрный король · f5 чёрный слон · b3 белая пешка · b2 белая пешка · h2 белая пешка | f7 белый король · g7 белый слон · h7 белый слон · a6 чёрная пешка · f6 чёрный слон · b5 чёрная пешка · c5 чёрная пешка · e5 чёрный король · f5 чёрный слон · b3 белая пешка · b2 белая пешка · h2 белая пешка | f7 белый король · g7 белый слон · h7 белый слон · a6 чёрная пешка · f6 чёрный слон · b5 чёрная пешка · c5 чёрная пешка · e5 чёрный король · f5 чёрный слон · b3 белая пешка · b2 белая пешка · h2 белая пешка | f7 белый король · g7 белый слон · h7 белый слон · a6 чёрная пешка · f6 чёрный слон · b5 чёрная пешка · c5 чёрная пешка · e5 чёрный король · f5 чёрный слон · b3 белая пешка · b2 белая пешка · h2 белая пешка | f7 белый король · g7 белый слон · h7 белый слон · a6 чёрная пешка · f6 чёрный слон · b5 чёрная пешка · c5 чёрная пешка · e5 чёрный король · f5 чёрный слон · b3 белая пешка · b2 белая пешка · h2 белая пешка | f7 белый король · g7 белый слон · h7 белый слон · a6 чёрная пешка · f6 чёрный слон · b5 чёрная пешка · c5 чёрная пешка · e5 чёрный король · f5 чёрный слон · b3 белая пешка · b2 белая пешка · h2 белая пешка | f7 белый король · g7 белый слон · h7 белый слон · a6 чёрная пешка · f6 чёрный слон · b5 чёрная пешка · c5 чёрная пешка · e5 чёрный король · f5 чёрный слон · b3 белая пешка · b2 белая пешка · h2 белая пешка | 4 |
| 3 | f7 белый король · g7 белый слон · h7 белый слон · a6 чёрная пешка · f6 чёрный слон · b5 чёрная пешка · c5 чёрная пешка · e5 чёрный король · f5 чёрный слон · b3 белая пешка · b2 белая пешка · h2 белая пешка | f7 белый король · g7 белый слон · h7 белый слон · a6 чёрная пешка · f6 чёрный слон · b5 чёрная пешка · c5 чёрная пешка · e5 чёрный король · f5 чёрный слон · b3 белая пешка · b2 белая пешка · h2 белая пешка | f7 белый король · g7 белый слон · h7 белый слон · a6 чёрная пешка · f6 чёрный слон · b5 чёрная пешка · c5 чёрная пешка · e5 чёрный король · f5 чёрный слон · b3 белая пешка · b2 белая пешка · h2 белая пешка | f7 белый король · g7 белый слон · h7 белый слон · a6 чёрная пешка · f6 чёрный слон · b5 чёрная пешка · c5 чёрная пешка · e5 чёрный король · f5 чёрный слон · b3 белая пешка · b2 белая пешка · h2 белая пешка | f7 белый король · g7 белый слон · h7 белый слон · a6 чёрная пешка · f6 чёрный слон · b5 чёрная пешка · c5 чёрная пешка · e5 чёрный король · f5 чёрный слон · b3 белая пешка · b2 белая пешка · h2 белая пешка | f7 белый король · g7 белый слон · h7 белый слон · a6 чёрная пешка · f6 чёрный слон · b5 чёрная пешка · c5 чёрная пешка · e5 чёрный король · f5 чёрный слон · b3 белая пешка · b2 белая пешка · h2 белая пешка | f7 белый король · g7 белый слон · h7 белый слон · a6 чёрная пешка · f6 чёрный слон · b5 чёрная пешка · c5 чёрная пешка · e5 чёрный король · f5 чёрный слон · b3 белая пешка · b2 белая пешка · h2 белая пешка | f7 белый король · g7 белый слон · h7 белый слон · a6 чёрная пешка · f6 чёрный слон · b5 чёрная пешка · c5 чёрная пешка · e5 чёрный король · f5 чёрный слон · b3 белая пешка · b2 белая пешка · h2 белая пешка | 3 |
| 2 | f7 белый король · g7 белый слон · h7 белый слон · a6 чёрная пешка · f6 чёрный слон · b5 чёрная пешка · c5 чёрная пешка · e5 чёрный король · f5 чёрный слон · b3 белая пешка · b2 белая пешка · h2 белая пешка | f7 белый король · g7 белый слон · h7 белый слон · a6 чёрная пешка · f6 чёрный слон · b5 чёрная пешка · c5 чёрная пешка · e5 чёрный король · f5 чёрный слон · b3 белая пешка · b2 белая пешка · h2 белая пешка | f7 белый король · g7 белый слон · h7 белый слон · a6 чёрная пешка · f6 чёрный слон · b5 чёрная пешка · c5 чёрная пешка · e5 чёрный король · f5 чёрный слон · b3 белая пешка · b2 белая пешка · h2 белая пешка | f7 белый король · g7 белый слон · h7 белый слон · a6 чёрная пешка · f6 чёрный слон · b5 чёрная пешка · c5 чёрная пешка · e5 чёрный король · f5 чёрный слон · b3 белая пешка · b2 белая пешка · h2 белая пешка | f7 белый король · g7 белый слон · h7 белый слон · a6 чёрная пешка · f6 чёрный слон · b5 чёрная пешка · c5 чёрная пешка · e5 чёрный король · f5 чёрный слон · b3 белая пешка · b2 белая пешка · h2 белая пешка | f7 белый король · g7 белый слон · h7 белый слон · a6 чёрная пешка · f6 чёрный слон · b5 чёрная пешка · c5 чёрная пешка · e5 чёрный король · f5 чёрный слон · b3 белая пешка · b2 белая пешка · h2 белая пешка | f7 белый король · g7 белый слон · h7 белый слон · a6 чёрная пешка · f6 чёрный слон · b5 чёрная пешка · c5 чёрная пешка · e5 чёрный король · f5 чёрный слон · b3 белая пешка · b2 белая пешка · h2 белая пешка | f7 белый король · g7 белый слон · h7 белый слон · a6 чёрная пешка · f6 чёрный слон · b5 чёрная пешка · c5 чёрная пешка · e5 чёрный король · f5 чёрный слон · b3 белая пешка · b2 белая пешка · h2 белая пешка | 2 |
| 1 | f7 белый король · g7 белый слон · h7 белый слон · a6 чёрная пешка · f6 чёрный слон · b5 чёрная пешка · c5 чёрная пешка · e5 чёрный король · f5 чёрный слон · b3 белая пешка · b2 белая пешка · h2 белая пешка | f7 белый король · g7 белый слон · h7 белый слон · a6 чёрная пешка · f6 чёрный слон · b5 чёрная пешка · c5 чёрная пешка · e5 чёрный король · f5 чёрный слон · b3 белая пешка · b2 белая пешка · h2 белая пешка | f7 белый король · g7 белый слон · h7 белый слон · a6 чёрная пешка · f6 чёрный слон · b5 чёрная пешка · c5 чёрная пешка · e5 чёрный король · f5 чёрный слон · b3 белая пешка · b2 белая пешка · h2 белая пешка | f7 белый король · g7 белый слон · h7 белый слон · a6 чёрная пешка · f6 чёрный слон · b5 чёрная пешка · c5 чёрная пешка · e5 чёрный король · f5 чёрный слон · b3 белая пешка · b2 белая пешка · h2 белая пешка | f7 белый король · g7 белый слон · h7 белый слон · a6 чёрная пешка · f6 чёрный слон · b5 чёрная пешка · c5 чёрная пешка · e5 чёрный король · f5 чёрный слон · b3 белая пешка · b2 белая пешка · h2 белая пешка | f7 белый король · g7 белый слон · h7 белый слон · a6 чёрная пешка · f6 чёрный слон · b5 чёрная пешка · c5 чёрная пешка · e5 чёрный король · f5 чёрный слон · b3 белая пешка · b2 белая пешка · h2 белая пешка | f7 белый король · g7 белый слон · h7 белый слон · a6 чёрная пешка · f6 чёрный слон · b5 чёрная пешка · c5 чёрная пешка · e5 чёрный король · f5 чёрный слон · b3 белая пешка · b2 белая пешка · h2 белая пешка | f7 белый король · g7 белый слон · h7 белый слон · a6 чёрная пешка · f6 чёрный слон · b5 чёрная пешка · c5 чёрная пешка · e5 чёрный король · f5 чёрный слон · b3 белая пешка · b2 белая пешка · h2 белая пешка | 1 |
|   | a | b | c | d | e | f | g | h |   |

Игра продолжалась так: 37…С:g7. Как показал сам Тарраш после партии, здесь чёрные могли легко выиграть путём 37…Сe6+ 38.Крg6 С:g7 39.Кр:g7 С:b3. Однако Таррашу захотелось выиграть «побыстрее», в пешечном окончании, при этом он фатальным образом просчитывается. 38.С:f5! Конечно, Ласкер не склонен проигрывать путём 38.Кр:g7 С:h7 39.Кр:h7 Крf6, и чёрные пешки ферзевого фланга беспрепятственно идут вперёд. 38…Кр:f5. Уклониться от пешечного окончания ещё можно было путём 38…Сh8 или 38…Сf6, но это не давало чёрным победы. 39.Кр:g7 a5 40.h4 Крg4 41.Крg6!! Тарраш, видимо, рассчитывал только на 41.Крf6 c4 42.bc bc 43.Крe5 c3! 44.bc a4 45.Крd4 a3, и чёрные выигрывают. 41…Кр:h4 42.Крf5 Крg3. Белые применяют известный приём «отталкивание плечом». 43.Крe4 Крf2 44.Крd5 Крe3 45.Кр:c5 Крd3 46.Кр:b5 Крc2 47.Кр:a5 Кр:b3. Ничья.

### Партия Пильсбери — Тарраш
|   | a | b | c | d | e | f | g | h |   |
| - | --- | --- | --- | --- | --- | --- | --- | --- | - |
| 8 | a7 чёрная пешка · b7 чёрная пешка · h7 чёрный король · d6 чёрный ферзь · g6 чёрная пешка · h6 чёрная пешка · d5 белая пешка · e4 белый ферзь · f4 белая пешка · h4 белая пешка · a2 белая пешка · h2 белый король | a7 чёрная пешка · b7 чёрная пешка · h7 чёрный король · d6 чёрный ферзь · g6 чёрная пешка · h6 чёрная пешка · d5 белая пешка · e4 белый ферзь · f4 белая пешка · h4 белая пешка · a2 белая пешка · h2 белый король | a7 чёрная пешка · b7 чёрная пешка · h7 чёрный король · d6 чёрный ферзь · g6 чёрная пешка · h6 чёрная пешка · d5 белая пешка · e4 белый ферзь · f4 белая пешка · h4 белая пешка · a2 белая пешка · h2 белый король | a7 чёрная пешка · b7 чёрная пешка · h7 чёрный король · d6 чёрный ферзь · g6 чёрная пешка · h6 чёрная пешка · d5 белая пешка · e4 белый ферзь · f4 белая пешка · h4 белая пешка · a2 белая пешка · h2 белый король | a7 чёрная пешка · b7 чёрная пешка · h7 чёрный король · d6 чёрный ферзь · g6 чёрная пешка · h6 чёрная пешка · d5 белая пешка · e4 белый ферзь · f4 белая пешка · h4 белая пешка · a2 белая пешка · h2 белый король | a7 чёрная пешка · b7 чёрная пешка · h7 чёрный король · d6 чёрный ферзь · g6 чёрная пешка · h6 чёрная пешка · d5 белая пешка · e4 белый ферзь · f4 белая пешка · h4 белая пешка · a2 белая пешка · h2 белый король | a7 чёрная пешка · b7 чёрная пешка · h7 чёрный король · d6 чёрный ферзь · g6 чёрная пешка · h6 чёрная пешка · d5 белая пешка · e4 белый ферзь · f4 белая пешка · h4 белая пешка · a2 белая пешка · h2 белый король | a7 чёрная пешка · b7 чёрная пешка · h7 чёрный король · d6 чёрный ферзь · g6 чёрная пешка · h6 чёрная пешка · d5 белая пешка · e4 белый ферзь · f4 белая пешка · h4 белая пешка · a2 белая пешка · h2 белый король | 8 |
| 7 | a7 чёрная пешка · b7 чёрная пешка · h7 чёрный король · d6 чёрный ферзь · g6 чёрная пешка · h6 чёрная пешка · d5 белая пешка · e4 белый ферзь · f4 белая пешка · h4 белая пешка · a2 белая пешка · h2 белый король | a7 чёрная пешка · b7 чёрная пешка · h7 чёрный король · d6 чёрный ферзь · g6 чёрная пешка · h6 чёрная пешка · d5 белая пешка · e4 белый ферзь · f4 белая пешка · h4 белая пешка · a2 белая пешка · h2 белый король | a7 чёрная пешка · b7 чёрная пешка · h7 чёрный король · d6 чёрный ферзь · g6 чёрная пешка · h6 чёрная пешка · d5 белая пешка · e4 белый ферзь · f4 белая пешка · h4 белая пешка · a2 белая пешка · h2 белый король | a7 чёрная пешка · b7 чёрная пешка · h7 чёрный король · d6 чёрный ферзь · g6 чёрная пешка · h6 чёрная пешка · d5 белая пешка · e4 белый ферзь · f4 белая пешка · h4 белая пешка · a2 белая пешка · h2 белый король | a7 чёрная пешка · b7 чёрная пешка · h7 чёрный король · d6 чёрный ферзь · g6 чёрная пешка · h6 чёрная пешка · d5 белая пешка · e4 белый ферзь · f4 белая пешка · h4 белая пешка · a2 белая пешка · h2 белый король | a7 чёрная пешка · b7 чёрная пешка · h7 чёрный король · d6 чёрный ферзь · g6 чёрная пешка · h6 чёрная пешка · d5 белая пешка · e4 белый ферзь · f4 белая пешка · h4 белая пешка · a2 белая пешка · h2 белый король | a7 чёрная пешка · b7 чёрная пешка · h7 чёрный король · d6 чёрный ферзь · g6 чёрная пешка · h6 чёрная пешка · d5 белая пешка · e4 белый ферзь · f4 белая пешка · h4 белая пешка · a2 белая пешка · h2 белый король | a7 чёрная пешка · b7 чёрная пешка · h7 чёрный король · d6 чёрный ферзь · g6 чёрная пешка · h6 чёрная пешка · d5 белая пешка · e4 белый ферзь · f4 белая пешка · h4 белая пешка · a2 белая пешка · h2 белый король | 7 |
| 6 | a7 чёрная пешка · b7 чёрная пешка · h7 чёрный король · d6 чёрный ферзь · g6 чёрная пешка · h6 чёрная пешка · d5 белая пешка · e4 белый ферзь · f4 белая пешка · h4 белая пешка · a2 белая пешка · h2 белый король | a7 чёрная пешка · b7 чёрная пешка · h7 чёрный король · d6 чёрный ферзь · g6 чёрная пешка · h6 чёрная пешка · d5 белая пешка · e4 белый ферзь · f4 белая пешка · h4 белая пешка · a2 белая пешка · h2 белый король | a7 чёрная пешка · b7 чёрная пешка · h7 чёрный король · d6 чёрный ферзь · g6 чёрная пешка · h6 чёрная пешка · d5 белая пешка · e4 белый ферзь · f4 белая пешка · h4 белая пешка · a2 белая пешка · h2 белый король | a7 чёрная пешка · b7 чёрная пешка · h7 чёрный король · d6 чёрный ферзь · g6 чёрная пешка · h6 чёрная пешка · d5 белая пешка · e4 белый ферзь · f4 белая пешка · h4 белая пешка · a2 белая пешка · h2 белый король | a7 чёрная пешка · b7 чёрная пешка · h7 чёрный король · d6 чёрный ферзь · g6 чёрная пешка · h6 чёрная пешка · d5 белая пешка · e4 белый ферзь · f4 белая пешка · h4 белая пешка · a2 белая пешка · h2 белый король | a7 чёрная пешка · b7 чёрная пешка · h7 чёрный король · d6 чёрный ферзь · g6 чёрная пешка · h6 чёрная пешка · d5 белая пешка · e4 белый ферзь · f4 белая пешка · h4 белая пешка · a2 белая пешка · h2 белый король | a7 чёрная пешка · b7 чёрная пешка · h7 чёрный король · d6 чёрный ферзь · g6 чёрная пешка · h6 чёрная пешка · d5 белая пешка · e4 белый ферзь · f4 белая пешка · h4 белая пешка · a2 белая пешка · h2 белый король | a7 чёрная пешка · b7 чёрная пешка · h7 чёрный король · d6 чёрный ферзь · g6 чёрная пешка · h6 чёрная пешка · d5 белая пешка · e4 белый ферзь · f4 белая пешка · h4 белая пешка · a2 белая пешка · h2 белый король | 6 |
| 5 | a7 чёрная пешка · b7 чёрная пешка · h7 чёрный король · d6 чёрный ферзь · g6 чёрная пешка · h6 чёрная пешка · d5 белая пешка · e4 белый ферзь · f4 белая пешка · h4 белая пешка · a2 белая пешка · h2 белый король | a7 чёрная пешка · b7 чёрная пешка · h7 чёрный король · d6 чёрный ферзь · g6 чёрная пешка · h6 чёрная пешка · d5 белая пешка · e4 белый ферзь · f4 белая пешка · h4 белая пешка · a2 белая пешка · h2 белый король | a7 чёрная пешка · b7 чёрная пешка · h7 чёрный король · d6 чёрный ферзь · g6 чёрная пешка · h6 чёрная пешка · d5 белая пешка · e4 белый ферзь · f4 белая пешка · h4 белая пешка · a2 белая пешка · h2 белый король | a7 чёрная пешка · b7 чёрная пешка · h7 чёрный король · d6 чёрный ферзь · g6 чёрная пешка · h6 чёрная пешка · d5 белая пешка · e4 белый ферзь · f4 белая пешка · h4 белая пешка · a2 белая пешка · h2 белый король | a7 чёрная пешка · b7 чёрная пешка · h7 чёрный король · d6 чёрный ферзь · g6 чёрная пешка · h6 чёрная пешка · d5 белая пешка · e4 белый ферзь · f4 белая пешка · h4 белая пешка · a2 белая пешка · h2 белый король | a7 чёрная пешка · b7 чёрная пешка · h7 чёрный король · d6 чёрный ферзь · g6 чёрная пешка · h6 чёрная пешка · d5 белая пешка · e4 белый ферзь · f4 белая пешка · h4 белая пешка · a2 белая пешка · h2 белый король | a7 чёрная пешка · b7 чёрная пешка · h7 чёрный король · d6 чёрный ферзь · g6 чёрная пешка · h6 чёрная пешка · d5 белая пешка · e4 белый ферзь · f4 белая пешка · h4 белая пешка · a2 белая пешка · h2 белый король | a7 чёрная пешка · b7 чёрная пешка · h7 чёрный король · d6 чёрный ферзь · g6 чёрная пешка · h6 чёрная пешка · d5 белая пешка · e4 белый ферзь · f4 белая пешка · h4 белая пешка · a2 белая пешка · h2 белый король | 5 |
| 4 | a7 чёрная пешка · b7 чёрная пешка · h7 чёрный король · d6 чёрный ферзь · g6 чёрная пешка · h6 чёрная пешка · d5 белая пешка · e4 белый ферзь · f4 белая пешка · h4 белая пешка · a2 белая пешка · h2 белый король | a7 чёрная пешка · b7 чёрная пешка · h7 чёрный король · d6 чёрный ферзь · g6 чёрная пешка · h6 чёрная пешка · d5 белая пешка · e4 белый ферзь · f4 белая пешка · h4 белая пешка · a2 белая пешка · h2 белый король | a7 чёрная пешка · b7 чёрная пешка · h7 чёрный король · d6 чёрный ферзь · g6 чёрная пешка · h6 чёрная пешка · d5 белая пешка · e4 белый ферзь · f4 белая пешка · h4 белая пешка · a2 белая пешка · h2 белый король | a7 чёрная пешка · b7 чёрная пешка · h7 чёрный король · d6 чёрный ферзь · g6 чёрная пешка · h6 чёрная пешка · d5 белая пешка · e4 белый ферзь · f4 белая пешка · h4 белая пешка · a2 белая пешка · h2 белый король | a7 чёрная пешка · b7 чёрная пешка · h7 чёрный король · d6 чёрный ферзь · g6 чёрная пешка · h6 чёрная пешка · d5 белая пешка · e4 белый ферзь · f4 белая пешка · h4 белая пешка · a2 белая пешка · h2 белый король | a7 чёрная пешка · b7 чёрная пешка · h7 чёрный король · d6 чёрный ферзь · g6 чёрная пешка · h6 чёрная пешка · d5 белая пешка · e4 белый ферзь · f4 белая пешка · h4 белая пешка · a2 белая пешка · h2 белый король | a7 чёрная пешка · b7 чёрная пешка · h7 чёрный король · d6 чёрный ферзь · g6 чёрная пешка · h6 чёрная пешка · d5 белая пешка · e4 белый ферзь · f4 белая пешка · h4 белая пешка · a2 белая пешка · h2 белый король | a7 чёрная пешка · b7 чёрная пешка · h7 чёрный король · d6 чёрный ферзь · g6 чёрная пешка · h6 чёрная пешка · d5 белая пешка · e4 белый ферзь · f4 белая пешка · h4 белая пешка · a2 белая пешка · h2 белый король | 4 |
| 3 | a7 чёрная пешка · b7 чёрная пешка · h7 чёрный король · d6 чёрный ферзь · g6 чёрная пешка · h6 чёрная пешка · d5 белая пешка · e4 белый ферзь · f4 белая пешка · h4 белая пешка · a2 белая пешка · h2 белый король | a7 чёрная пешка · b7 чёрная пешка · h7 чёрный король · d6 чёрный ферзь · g6 чёрная пешка · h6 чёрная пешка · d5 белая пешка · e4 белый ферзь · f4 белая пешка · h4 белая пешка · a2 белая пешка · h2 белый король | a7 чёрная пешка · b7 чёрная пешка · h7 чёрный король · d6 чёрный ферзь · g6 чёрная пешка · h6 чёрная пешка · d5 белая пешка · e4 белый ферзь · f4 белая пешка · h4 белая пешка · a2 белая пешка · h2 белый король | a7 чёрная пешка · b7 чёрная пешка · h7 чёрный король · d6 чёрный ферзь · g6 чёрная пешка · h6 чёрная пешка · d5 белая пешка · e4 белый ферзь · f4 белая пешка · h4 белая пешка · a2 белая пешка · h2 белый король | a7 чёрная пешка · b7 чёрная пешка · h7 чёрный король · d6 чёрный ферзь · g6 чёрная пешка · h6 чёрная пешка · d5 белая пешка · e4 белый ферзь · f4 белая пешка · h4 белая пешка · a2 белая пешка · h2 белый король | a7 чёрная пешка · b7 чёрная пешка · h7 чёрный король · d6 чёрный ферзь · g6 чёрная пешка · h6 чёрная пешка · d5 белая пешка · e4 белый ферзь · f4 белая пешка · h4 белая пешка · a2 белая пешка · h2 белый король | a7 чёрная пешка · b7 чёрная пешка · h7 чёрный король · d6 чёрный ферзь · g6 чёрная пешка · h6 чёрная пешка · d5 белая пешка · e4 белый ферзь · f4 белая пешка · h4 белая пешка · a2 белая пешка · h2 белый король | a7 чёрная пешка · b7 чёрная пешка · h7 чёрный король · d6 чёрный ферзь · g6 чёрная пешка · h6 чёрная пешка · d5 белая пешка · e4 белый ферзь · f4 белая пешка · h4 белая пешка · a2 белая пешка · h2 белый король | 3 |
| 2 | a7 чёрная пешка · b7 чёрная пешка · h7 чёрный король · d6 чёрный ферзь · g6 чёрная пешка · h6 чёрная пешка · d5 белая пешка · e4 белый ферзь · f4 белая пешка · h4 белая пешка · a2 белая пешка · h2 белый король | a7 чёрная пешка · b7 чёрная пешка · h7 чёрный король · d6 чёрный ферзь · g6 чёрная пешка · h6 чёрная пешка · d5 белая пешка · e4 белый ферзь · f4 белая пешка · h4 белая пешка · a2 белая пешка · h2 белый король | a7 чёрная пешка · b7 чёрная пешка · h7 чёрный король · d6 чёрный ферзь · g6 чёрная пешка · h6 чёрная пешка · d5 белая пешка · e4 белый ферзь · f4 белая пешка · h4 белая пешка · a2 белая пешка · h2 белый король | a7 чёрная пешка · b7 чёрная пешка · h7 чёрный король · d6 чёрный ферзь · g6 чёрная пешка · h6 чёрная пешка · d5 белая пешка · e4 белый ферзь · f4 белая пешка · h4 белая пешка · a2 белая пешка · h2 белый король | a7 чёрная пешка · b7 чёрная пешка · h7 чёрный король · d6 чёрный ферзь · g6 чёрная пешка · h6 чёрная пешка · d5 белая пешка · e4 белый ферзь · f4 белая пешка · h4 белая пешка · a2 белая пешка · h2 белый король | a7 чёрная пешка · b7 чёрная пешка · h7 чёрный король · d6 чёрный ферзь · g6 чёрная пешка · h6 чёрная пешка · d5 белая пешка · e4 белый ферзь · f4 белая пешка · h4 белая пешка · a2 белая пешка · h2 белый король | a7 чёрная пешка · b7 чёрная пешка · h7 чёрный король · d6 чёрный ферзь · g6 чёрная пешка · h6 чёрная пешка · d5 белая пешка · e4 белый ферзь · f4 белая пешка · h4 белая пешка · a2 белая пешка · h2 белый король | a7 чёрная пешка · b7 чёрная пешка · h7 чёрный король · d6 чёрный ферзь · g6 чёрная пешка · h6 чёрная пешка · d5 белая пешка · e4 белый ферзь · f4 белая пешка · h4 белая пешка · a2 белая пешка · h2 белый король | 2 |
| 1 | a7 чёрная пешка · b7 чёрная пешка · h7 чёрный король · d6 чёрный ферзь · g6 чёрная пешка · h6 чёрная пешка · d5 белая пешка · e4 белый ферзь · f4 белая пешка · h4 белая пешка · a2 белая пешка · h2 белый король | a7 чёрная пешка · b7 чёрная пешка · h7 чёрный король · d6 чёрный ферзь · g6 чёрная пешка · h6 чёрная пешка · d5 белая пешка · e4 белый ферзь · f4 белая пешка · h4 белая пешка · a2 белая пешка · h2 белый король | a7 чёрная пешка · b7 чёрная пешка · h7 чёрный король · d6 чёрный ферзь · g6 чёрная пешка · h6 чёрная пешка · d5 белая пешка · e4 белый ферзь · f4 белая пешка · h4 белая пешка · a2 белая пешка · h2 белый король | a7 чёрная пешка · b7 чёрная пешка · h7 чёрный король · d6 чёрный ферзь · g6 чёрная пешка · h6 чёрная пешка · d5 белая пешка · e4 белый ферзь · f4 белая пешка · h4 белая пешка · a2 белая пешка · h2 белый король | a7 чёрная пешка · b7 чёрная пешка · h7 чёрный король · d6 чёрный ферзь · g6 чёрная пешка · h6 чёрная пешка · d5 белая пешка · e4 белый ферзь · f4 белая пешка · h4 белая пешка · a2 белая пешка · h2 белый король | a7 чёрная пешка · b7 чёрная пешка · h7 чёрный король · d6 чёрный ферзь · g6 чёрная пешка · h6 чёрная пешка · d5 белая пешка · e4 белый ферзь · f4 белая пешка · h4 белая пешка · a2 белая пешка · h2 белый король | a7 чёрная пешка · b7 чёрная пешка · h7 чёрный король · d6 чёрный ферзь · g6 чёрная пешка · h6 чёрная пешка · d5 белая пешка · e4 белый ферзь · f4 белая пешка · h4 белая пешка · a2 белая пешка · h2 белый король | a7 чёрная пешка · b7 чёрная пешка · h7 чёрный король · d6 чёрный ферзь · g6 чёрная пешка · h6 чёрная пешка · d5 белая пешка · e4 белый ферзь · f4 белая пешка · h4 белая пешка · a2 белая пешка · h2 белый король | 1 |
|   | a | b | c | d | e | f | g | h |   |

Здесь оба соперника стремились к пешечному окончанию, так как каждый оценивал его в свою пользу. И вот что из этого получилось: 47…Крg7. Тарраш провоцирует переход в пешечный эндшпиль, и Пильсбери этот вызов принимает. 48.Фe5+ Ф:e5 49.fe b5 50.Крg3 b4. К ничьей ведёт и 50…a5 51.Крf4 Крf7 52.Крe4! (Излишней тонкостью было бы 52.h5, как предлагает Тарраш в турнирном сборнике, хотя это продолжение тоже ведёт к ничьей — несколько более сложным способом). 52…b4 53.e6+ Крf6! (Только не 53…Крe7?? 54.Крe5 a4 55.d6+ Крe8 56.Крf6 b3 57.ab ab 58.d7+ Крd8 59.Крf7 с выигрышем у белых). 54.Крd4 a4 55.Крc5 b3 56.ab ab 57.Крd6 b2 58.e7 b1Ф 59.e8Ф=. 51.Крf4 g5+?? Чёрные, возможно, стремились путём этой жертвы пешки отвлечь белого короля и затем быстро провести своего ферзя на ферзевом фланге. Однако их ждёт печальное фиаско — белые ставят ферзя первыми. Следовало продолжать 51…Крf7! 52.Крe4 a5 53.e6+ Крf6 54.Крd4 a4 55.Крc5 — этот ничейный вариант уже рассмотрен выше. 52.hg hg+ 53.Кр:g5 a5 54.d6 Крf7 55.Крf5 a4 56.e6+ Крe8 57.Крf6 b3 58.ab ab 59.d7+ Крd8 60.Крf7. Чёрные сдались.

### Партия Козлов — Лиханов
|   | a | b | c | d | e | f | g | h |   |
| - | --- | --- | --- | --- | --- | --- | --- | --- | - |
| 8 | a7 чёрная пешка · b7 чёрная пешка · d7 чёрная ладья · e5 чёрная пешка · g4 белая пешка · e3 чёрный король · h3 белая пешка · a2 белая пешка · b2 белая пешка · c2 белая пешка · c1 белый король · f1 белая ладья | a7 чёрная пешка · b7 чёрная пешка · d7 чёрная ладья · e5 чёрная пешка · g4 белая пешка · e3 чёрный король · h3 белая пешка · a2 белая пешка · b2 белая пешка · c2 белая пешка · c1 белый король · f1 белая ладья | a7 чёрная пешка · b7 чёрная пешка · d7 чёрная ладья · e5 чёрная пешка · g4 белая пешка · e3 чёрный король · h3 белая пешка · a2 белая пешка · b2 белая пешка · c2 белая пешка · c1 белый король · f1 белая ладья | a7 чёрная пешка · b7 чёрная пешка · d7 чёрная ладья · e5 чёрная пешка · g4 белая пешка · e3 чёрный король · h3 белая пешка · a2 белая пешка · b2 белая пешка · c2 белая пешка · c1 белый король · f1 белая ладья | a7 чёрная пешка · b7 чёрная пешка · d7 чёрная ладья · e5 чёрная пешка · g4 белая пешка · e3 чёрный король · h3 белая пешка · a2 белая пешка · b2 белая пешка · c2 белая пешка · c1 белый король · f1 белая ладья | a7 чёрная пешка · b7 чёрная пешка · d7 чёрная ладья · e5 чёрная пешка · g4 белая пешка · e3 чёрный король · h3 белая пешка · a2 белая пешка · b2 белая пешка · c2 белая пешка · c1 белый король · f1 белая ладья | a7 чёрная пешка · b7 чёрная пешка · d7 чёрная ладья · e5 чёрная пешка · g4 белая пешка · e3 чёрный король · h3 белая пешка · a2 белая пешка · b2 белая пешка · c2 белая пешка · c1 белый король · f1 белая ладья | a7 чёрная пешка · b7 чёрная пешка · d7 чёрная ладья · e5 чёрная пешка · g4 белая пешка · e3 чёрный король · h3 белая пешка · a2 белая пешка · b2 белая пешка · c2 белая пешка · c1 белый король · f1 белая ладья | 8 |
| 7 | a7 чёрная пешка · b7 чёрная пешка · d7 чёрная ладья · e5 чёрная пешка · g4 белая пешка · e3 чёрный король · h3 белая пешка · a2 белая пешка · b2 белая пешка · c2 белая пешка · c1 белый король · f1 белая ладья | a7 чёрная пешка · b7 чёрная пешка · d7 чёрная ладья · e5 чёрная пешка · g4 белая пешка · e3 чёрный король · h3 белая пешка · a2 белая пешка · b2 белая пешка · c2 белая пешка · c1 белый король · f1 белая ладья | a7 чёрная пешка · b7 чёрная пешка · d7 чёрная ладья · e5 чёрная пешка · g4 белая пешка · e3 чёрный король · h3 белая пешка · a2 белая пешка · b2 белая пешка · c2 белая пешка · c1 белый король · f1 белая ладья | a7 чёрная пешка · b7 чёрная пешка · d7 чёрная ладья · e5 чёрная пешка · g4 белая пешка · e3 чёрный король · h3 белая пешка · a2 белая пешка · b2 белая пешка · c2 белая пешка · c1 белый король · f1 белая ладья | a7 чёрная пешка · b7 чёрная пешка · d7 чёрная ладья · e5 чёрная пешка · g4 белая пешка · e3 чёрный король · h3 белая пешка · a2 белая пешка · b2 белая пешка · c2 белая пешка · c1 белый король · f1 белая ладья | a7 чёрная пешка · b7 чёрная пешка · d7 чёрная ладья · e5 чёрная пешка · g4 белая пешка · e3 чёрный король · h3 белая пешка · a2 белая пешка · b2 белая пешка · c2 белая пешка · c1 белый король · f1 белая ладья | a7 чёрная пешка · b7 чёрная пешка · d7 чёрная ладья · e5 чёрная пешка · g4 белая пешка · e3 чёрный король · h3 белая пешка · a2 белая пешка · b2 белая пешка · c2 белая пешка · c1 белый король · f1 белая ладья | a7 чёрная пешка · b7 чёрная пешка · d7 чёрная ладья · e5 чёрная пешка · g4 белая пешка · e3 чёрный король · h3 белая пешка · a2 белая пешка · b2 белая пешка · c2 белая пешка · c1 белый король · f1 белая ладья | 7 |
| 6 | a7 чёрная пешка · b7 чёрная пешка · d7 чёрная ладья · e5 чёрная пешка · g4 белая пешка · e3 чёрный король · h3 белая пешка · a2 белая пешка · b2 белая пешка · c2 белая пешка · c1 белый король · f1 белая ладья | a7 чёрная пешка · b7 чёрная пешка · d7 чёрная ладья · e5 чёрная пешка · g4 белая пешка · e3 чёрный король · h3 белая пешка · a2 белая пешка · b2 белая пешка · c2 белая пешка · c1 белый король · f1 белая ладья | a7 чёрная пешка · b7 чёрная пешка · d7 чёрная ладья · e5 чёрная пешка · g4 белая пешка · e3 чёрный король · h3 белая пешка · a2 белая пешка · b2 белая пешка · c2 белая пешка · c1 белый король · f1 белая ладья | a7 чёрная пешка · b7 чёрная пешка · d7 чёрная ладья · e5 чёрная пешка · g4 белая пешка · e3 чёрный король · h3 белая пешка · a2 белая пешка · b2 белая пешка · c2 белая пешка · c1 белый король · f1 белая ладья | a7 чёрная пешка · b7 чёрная пешка · d7 чёрная ладья · e5 чёрная пешка · g4 белая пешка · e3 чёрный король · h3 белая пешка · a2 белая пешка · b2 белая пешка · c2 белая пешка · c1 белый король · f1 белая ладья | a7 чёрная пешка · b7 чёрная пешка · d7 чёрная ладья · e5 чёрная пешка · g4 белая пешка · e3 чёрный король · h3 белая пешка · a2 белая пешка · b2 белая пешка · c2 белая пешка · c1 белый король · f1 белая ладья | a7 чёрная пешка · b7 чёрная пешка · d7 чёрная ладья · e5 чёрная пешка · g4 белая пешка · e3 чёрный король · h3 белая пешка · a2 белая пешка · b2 белая пешка · c2 белая пешка · c1 белый король · f1 белая ладья | a7 чёрная пешка · b7 чёрная пешка · d7 чёрная ладья · e5 чёрная пешка · g4 белая пешка · e3 чёрный король · h3 белая пешка · a2 белая пешка · b2 белая пешка · c2 белая пешка · c1 белый король · f1 белая ладья | 6 |
| 5 | a7 чёрная пешка · b7 чёрная пешка · d7 чёрная ладья · e5 чёрная пешка · g4 белая пешка · e3 чёрный король · h3 белая пешка · a2 белая пешка · b2 белая пешка · c2 белая пешка · c1 белый король · f1 белая ладья | a7 чёрная пешка · b7 чёрная пешка · d7 чёрная ладья · e5 чёрная пешка · g4 белая пешка · e3 чёрный король · h3 белая пешка · a2 белая пешка · b2 белая пешка · c2 белая пешка · c1 белый король · f1 белая ладья | a7 чёрная пешка · b7 чёрная пешка · d7 чёрная ладья · e5 чёрная пешка · g4 белая пешка · e3 чёрный король · h3 белая пешка · a2 белая пешка · b2 белая пешка · c2 белая пешка · c1 белый король · f1 белая ладья | a7 чёрная пешка · b7 чёрная пешка · d7 чёрная ладья · e5 чёрная пешка · g4 белая пешка · e3 чёрный король · h3 белая пешка · a2 белая пешка · b2 белая пешка · c2 белая пешка · c1 белый король · f1 белая ладья | a7 чёрная пешка · b7 чёрная пешка · d7 чёрная ладья · e5 чёрная пешка · g4 белая пешка · e3 чёрный король · h3 белая пешка · a2 белая пешка · b2 белая пешка · c2 белая пешка · c1 белый король · f1 белая ладья | a7 чёрная пешка · b7 чёрная пешка · d7 чёрная ладья · e5 чёрная пешка · g4 белая пешка · e3 чёрный король · h3 белая пешка · a2 белая пешка · b2 белая пешка · c2 белая пешка · c1 белый король · f1 белая ладья | a7 чёрная пешка · b7 чёрная пешка · d7 чёрная ладья · e5 чёрная пешка · g4 белая пешка · e3 чёрный король · h3 белая пешка · a2 белая пешка · b2 белая пешка · c2 белая пешка · c1 белый король · f1 белая ладья | a7 чёрная пешка · b7 чёрная пешка · d7 чёрная ладья · e5 чёрная пешка · g4 белая пешка · e3 чёрный король · h3 белая пешка · a2 белая пешка · b2 белая пешка · c2 белая пешка · c1 белый король · f1 белая ладья | 5 |
| 4 | a7 чёрная пешка · b7 чёрная пешка · d7 чёрная ладья · e5 чёрная пешка · g4 белая пешка · e3 чёрный король · h3 белая пешка · a2 белая пешка · b2 белая пешка · c2 белая пешка · c1 белый король · f1 белая ладья | a7 чёрная пешка · b7 чёрная пешка · d7 чёрная ладья · e5 чёрная пешка · g4 белая пешка · e3 чёрный король · h3 белая пешка · a2 белая пешка · b2 белая пешка · c2 белая пешка · c1 белый король · f1 белая ладья | a7 чёрная пешка · b7 чёрная пешка · d7 чёрная ладья · e5 чёрная пешка · g4 белая пешка · e3 чёрный король · h3 белая пешка · a2 белая пешка · b2 белая пешка · c2 белая пешка · c1 белый король · f1 белая ладья | a7 чёрная пешка · b7 чёрная пешка · d7 чёрная ладья · e5 чёрная пешка · g4 белая пешка · e3 чёрный король · h3 белая пешка · a2 белая пешка · b2 белая пешка · c2 белая пешка · c1 белый король · f1 белая ладья | a7 чёрная пешка · b7 чёрная пешка · d7 чёрная ладья · e5 чёрная пешка · g4 белая пешка · e3 чёрный король · h3 белая пешка · a2 белая пешка · b2 белая пешка · c2 белая пешка · c1 белый король · f1 белая ладья | a7 чёрная пешка · b7 чёрная пешка · d7 чёрная ладья · e5 чёрная пешка · g4 белая пешка · e3 чёрный король · h3 белая пешка · a2 белая пешка · b2 белая пешка · c2 белая пешка · c1 белый король · f1 белая ладья | a7 чёрная пешка · b7 чёрная пешка · d7 чёрная ладья · e5 чёрная пешка · g4 белая пешка · e3 чёрный король · h3 белая пешка · a2 белая пешка · b2 белая пешка · c2 белая пешка · c1 белый король · f1 белая ладья | a7 чёрная пешка · b7 чёрная пешка · d7 чёрная ладья · e5 чёрная пешка · g4 белая пешка · e3 чёрный король · h3 белая пешка · a2 белая пешка · b2 белая пешка · c2 белая пешка · c1 белый король · f1 белая ладья | 4 |
| 3 | a7 чёрная пешка · b7 чёрная пешка · d7 чёрная ладья · e5 чёрная пешка · g4 белая пешка · e3 чёрный король · h3 белая пешка · a2 белая пешка · b2 белая пешка · c2 белая пешка · c1 белый король · f1 белая ладья | a7 чёрная пешка · b7 чёрная пешка · d7 чёрная ладья · e5 чёрная пешка · g4 белая пешка · e3 чёрный король · h3 белая пешка · a2 белая пешка · b2 белая пешка · c2 белая пешка · c1 белый король · f1 белая ладья | a7 чёрная пешка · b7 чёрная пешка · d7 чёрная ладья · e5 чёрная пешка · g4 белая пешка · e3 чёрный король · h3 белая пешка · a2 белая пешка · b2 белая пешка · c2 белая пешка · c1 белый король · f1 белая ладья | a7 чёрная пешка · b7 чёрная пешка · d7 чёрная ладья · e5 чёрная пешка · g4 белая пешка · e3 чёрный король · h3 белая пешка · a2 белая пешка · b2 белая пешка · c2 белая пешка · c1 белый король · f1 белая ладья | a7 чёрная пешка · b7 чёрная пешка · d7 чёрная ладья · e5 чёрная пешка · g4 белая пешка · e3 чёрный король · h3 белая пешка · a2 белая пешка · b2 белая пешка · c2 белая пешка · c1 белый король · f1 белая ладья | a7 чёрная пешка · b7 чёрная пешка · d7 чёрная ладья · e5 чёрная пешка · g4 белая пешка · e3 чёрный король · h3 белая пешка · a2 белая пешка · b2 белая пешка · c2 белая пешка · c1 белый король · f1 белая ладья | a7 чёрная пешка · b7 чёрная пешка · d7 чёрная ладья · e5 чёрная пешка · g4 белая пешка · e3 чёрный король · h3 белая пешка · a2 белая пешка · b2 белая пешка · c2 белая пешка · c1 белый король · f1 белая ладья | a7 чёрная пешка · b7 чёрная пешка · d7 чёрная ладья · e5 чёрная пешка · g4 белая пешка · e3 чёрный король · h3 белая пешка · a2 белая пешка · b2 белая пешка · c2 белая пешка · c1 белый король · f1 белая ладья | 3 |
| 2 | a7 чёрная пешка · b7 чёрная пешка · d7 чёрная ладья · e5 чёрная пешка · g4 белая пешка · e3 чёрный король · h3 белая пешка · a2 белая пешка · b2 белая пешка · c2 белая пешка · c1 белый король · f1 белая ладья | a7 чёрная пешка · b7 чёрная пешка · d7 чёрная ладья · e5 чёрная пешка · g4 белая пешка · e3 чёрный король · h3 белая пешка · a2 белая пешка · b2 белая пешка · c2 белая пешка · c1 белый король · f1 белая ладья | a7 чёрная пешка · b7 чёрная пешка · d7 чёрная ладья · e5 чёрная пешка · g4 белая пешка · e3 чёрный король · h3 белая пешка · a2 белая пешка · b2 белая пешка · c2 белая пешка · c1 белый король · f1 белая ладья | a7 чёрная пешка · b7 чёрная пешка · d7 чёрная ладья · e5 чёрная пешка · g4 белая пешка · e3 чёрный король · h3 белая пешка · a2 белая пешка · b2 белая пешка · c2 белая пешка · c1 белый король · f1 белая ладья | a7 чёрная пешка · b7 чёрная пешка · d7 чёрная ладья · e5 чёрная пешка · g4 белая пешка · e3 чёрный король · h3 белая пешка · a2 белая пешка · b2 белая пешка · c2 белая пешка · c1 белый король · f1 белая ладья | a7 чёрная пешка · b7 чёрная пешка · d7 чёрная ладья · e5 чёрная пешка · g4 белая пешка · e3 чёрный король · h3 белая пешка · a2 белая пешка · b2 белая пешка · c2 белая пешка · c1 белый король · f1 белая ладья | a7 чёрная пешка · b7 чёрная пешка · d7 чёрная ладья · e5 чёрная пешка · g4 белая пешка · e3 чёрный король · h3 белая пешка · a2 белая пешка · b2 белая пешка · c2 белая пешка · c1 белый король · f1 белая ладья | a7 чёрная пешка · b7 чёрная пешка · d7 чёрная ладья · e5 чёрная пешка · g4 белая пешка · e3 чёрный король · h3 белая пешка · a2 белая пешка · b2 белая пешка · c2 белая пешка · c1 белый король · f1 белая ладья | 2 |
| 1 | a7 чёрная пешка · b7 чёрная пешка · d7 чёрная ладья · e5 чёрная пешка · g4 белая пешка · e3 чёрный король · h3 белая пешка · a2 белая пешка · b2 белая пешка · c2 белая пешка · c1 белый король · f1 белая ладья | a7 чёрная пешка · b7 чёрная пешка · d7 чёрная ладья · e5 чёрная пешка · g4 белая пешка · e3 чёрный король · h3 белая пешка · a2 белая пешка · b2 белая пешка · c2 белая пешка · c1 белый король · f1 белая ладья | a7 чёрная пешка · b7 чёрная пешка · d7 чёрная ладья · e5 чёрная пешка · g4 белая пешка · e3 чёрный король · h3 белая пешка · a2 белая пешка · b2 белая пешка · c2 белая пешка · c1 белый король · f1 белая ладья | a7 чёрная пешка · b7 чёрная пешка · d7 чёрная ладья · e5 чёрная пешка · g4 белая пешка · e3 чёрный король · h3 белая пешка · a2 белая пешка · b2 белая пешка · c2 белая пешка · c1 белый король · f1 белая ладья | a7 чёрная пешка · b7 чёрная пешка · d7 чёрная ладья · e5 чёрная пешка · g4 белая пешка · e3 чёрный король · h3 белая пешка · a2 белая пешка · b2 белая пешка · c2 белая пешка · c1 белый король · f1 белая ладья | a7 чёрная пешка · b7 чёрная пешка · d7 чёрная ладья · e5 чёрная пешка · g4 белая пешка · e3 чёрный король · h3 белая пешка · a2 белая пешка · b2 белая пешка · c2 белая пешка · c1 белый король · f1 белая ладья | a7 чёрная пешка · b7 чёрная пешка · d7 чёрная ладья · e5 чёрная пешка · g4 белая пешка · e3 чёрный король · h3 белая пешка · a2 белая пешка · b2 белая пешка · c2 белая пешка · c1 белый король · f1 белая ладья | a7 чёрная пешка · b7 чёрная пешка · d7 чёрная ладья · e5 чёрная пешка · g4 белая пешка · e3 чёрный король · h3 белая пешка · a2 белая пешка · b2 белая пешка · c2 белая пешка · c1 белый король · f1 белая ладья | 1 |
|   | a | b | c | d | e | f | g | h |   |

В отдельных случаях резкое различие в активности королей может нивелировать даже большой материальный перевес — в две пешки и более. В позиции на диаграмме белые, действуя по принципу «с двумя лишними пешками я как-нибудь, надеюсь, выиграю», легкомысленно предложили размен ладей — 35.Лd1?? Последовало 35…Л:d1+ 36.Кр:d1 Крf2!, и белые сдались, так как пешка «e» форсированно становится ферзём.

### Партия Керес — Портиш
|   | a | b | c | d | e | f | g | h |   |
| - | --- | --- | --- | --- | --- | --- | --- | --- | - |
| 8 | d6 чёрный король · g6 чёрная пешка · b5 чёрная пешка · e5 чёрная пешка · h5 чёрная пешка · a4 чёрная пешка · b4 белая пешка · c4 чёрная пешка · e4 белая пешка · h4 белая пешка · c2 белый король · g2 белая пешка | d6 чёрный король · g6 чёрная пешка · b5 чёрная пешка · e5 чёрная пешка · h5 чёрная пешка · a4 чёрная пешка · b4 белая пешка · c4 чёрная пешка · e4 белая пешка · h4 белая пешка · c2 белый король · g2 белая пешка | d6 чёрный король · g6 чёрная пешка · b5 чёрная пешка · e5 чёрная пешка · h5 чёрная пешка · a4 чёрная пешка · b4 белая пешка · c4 чёрная пешка · e4 белая пешка · h4 белая пешка · c2 белый король · g2 белая пешка | d6 чёрный король · g6 чёрная пешка · b5 чёрная пешка · e5 чёрная пешка · h5 чёрная пешка · a4 чёрная пешка · b4 белая пешка · c4 чёрная пешка · e4 белая пешка · h4 белая пешка · c2 белый король · g2 белая пешка | d6 чёрный король · g6 чёрная пешка · b5 чёрная пешка · e5 чёрная пешка · h5 чёрная пешка · a4 чёрная пешка · b4 белая пешка · c4 чёрная пешка · e4 белая пешка · h4 белая пешка · c2 белый король · g2 белая пешка | d6 чёрный король · g6 чёрная пешка · b5 чёрная пешка · e5 чёрная пешка · h5 чёрная пешка · a4 чёрная пешка · b4 белая пешка · c4 чёрная пешка · e4 белая пешка · h4 белая пешка · c2 белый король · g2 белая пешка | d6 чёрный король · g6 чёрная пешка · b5 чёрная пешка · e5 чёрная пешка · h5 чёрная пешка · a4 чёрная пешка · b4 белая пешка · c4 чёрная пешка · e4 белая пешка · h4 белая пешка · c2 белый король · g2 белая пешка | d6 чёрный король · g6 чёрная пешка · b5 чёрная пешка · e5 чёрная пешка · h5 чёрная пешка · a4 чёрная пешка · b4 белая пешка · c4 чёрная пешка · e4 белая пешка · h4 белая пешка · c2 белый король · g2 белая пешка | 8 |
| 7 | d6 чёрный король · g6 чёрная пешка · b5 чёрная пешка · e5 чёрная пешка · h5 чёрная пешка · a4 чёрная пешка · b4 белая пешка · c4 чёрная пешка · e4 белая пешка · h4 белая пешка · c2 белый король · g2 белая пешка | d6 чёрный король · g6 чёрная пешка · b5 чёрная пешка · e5 чёрная пешка · h5 чёрная пешка · a4 чёрная пешка · b4 белая пешка · c4 чёрная пешка · e4 белая пешка · h4 белая пешка · c2 белый король · g2 белая пешка | d6 чёрный король · g6 чёрная пешка · b5 чёрная пешка · e5 чёрная пешка · h5 чёрная пешка · a4 чёрная пешка · b4 белая пешка · c4 чёрная пешка · e4 белая пешка · h4 белая пешка · c2 белый король · g2 белая пешка | d6 чёрный король · g6 чёрная пешка · b5 чёрная пешка · e5 чёрная пешка · h5 чёрная пешка · a4 чёрная пешка · b4 белая пешка · c4 чёрная пешка · e4 белая пешка · h4 белая пешка · c2 белый король · g2 белая пешка | d6 чёрный король · g6 чёрная пешка · b5 чёрная пешка · e5 чёрная пешка · h5 чёрная пешка · a4 чёрная пешка · b4 белая пешка · c4 чёрная пешка · e4 белая пешка · h4 белая пешка · c2 белый король · g2 белая пешка | d6 чёрный король · g6 чёрная пешка · b5 чёрная пешка · e5 чёрная пешка · h5 чёрная пешка · a4 чёрная пешка · b4 белая пешка · c4 чёрная пешка · e4 белая пешка · h4 белая пешка · c2 белый король · g2 белая пешка | d6 чёрный король · g6 чёрная пешка · b5 чёрная пешка · e5 чёрная пешка · h5 чёрная пешка · a4 чёрная пешка · b4 белая пешка · c4 чёрная пешка · e4 белая пешка · h4 белая пешка · c2 белый король · g2 белая пешка | d6 чёрный король · g6 чёрная пешка · b5 чёрная пешка · e5 чёрная пешка · h5 чёрная пешка · a4 чёрная пешка · b4 белая пешка · c4 чёрная пешка · e4 белая пешка · h4 белая пешка · c2 белый король · g2 белая пешка | 7 |
| 6 | d6 чёрный король · g6 чёрная пешка · b5 чёрная пешка · e5 чёрная пешка · h5 чёрная пешка · a4 чёрная пешка · b4 белая пешка · c4 чёрная пешка · e4 белая пешка · h4 белая пешка · c2 белый король · g2 белая пешка | d6 чёрный король · g6 чёрная пешка · b5 чёрная пешка · e5 чёрная пешка · h5 чёрная пешка · a4 чёрная пешка · b4 белая пешка · c4 чёрная пешка · e4 белая пешка · h4 белая пешка · c2 белый король · g2 белая пешка | d6 чёрный король · g6 чёрная пешка · b5 чёрная пешка · e5 чёрная пешка · h5 чёрная пешка · a4 чёрная пешка · b4 белая пешка · c4 чёрная пешка · e4 белая пешка · h4 белая пешка · c2 белый король · g2 белая пешка | d6 чёрный король · g6 чёрная пешка · b5 чёрная пешка · e5 чёрная пешка · h5 чёрная пешка · a4 чёрная пешка · b4 белая пешка · c4 чёрная пешка · e4 белая пешка · h4 белая пешка · c2 белый король · g2 белая пешка | d6 чёрный король · g6 чёрная пешка · b5 чёрная пешка · e5 чёрная пешка · h5 чёрная пешка · a4 чёрная пешка · b4 белая пешка · c4 чёрная пешка · e4 белая пешка · h4 белая пешка · c2 белый король · g2 белая пешка | d6 чёрный король · g6 чёрная пешка · b5 чёрная пешка · e5 чёрная пешка · h5 чёрная пешка · a4 чёрная пешка · b4 белая пешка · c4 чёрная пешка · e4 белая пешка · h4 белая пешка · c2 белый король · g2 белая пешка | d6 чёрный король · g6 чёрная пешка · b5 чёрная пешка · e5 чёрная пешка · h5 чёрная пешка · a4 чёрная пешка · b4 белая пешка · c4 чёрная пешка · e4 белая пешка · h4 белая пешка · c2 белый король · g2 белая пешка | d6 чёрный король · g6 чёрная пешка · b5 чёрная пешка · e5 чёрная пешка · h5 чёрная пешка · a4 чёрная пешка · b4 белая пешка · c4 чёрная пешка · e4 белая пешка · h4 белая пешка · c2 белый король · g2 белая пешка | 6 |
| 5 | d6 чёрный король · g6 чёрная пешка · b5 чёрная пешка · e5 чёрная пешка · h5 чёрная пешка · a4 чёрная пешка · b4 белая пешка · c4 чёрная пешка · e4 белая пешка · h4 белая пешка · c2 белый король · g2 белая пешка | d6 чёрный король · g6 чёрная пешка · b5 чёрная пешка · e5 чёрная пешка · h5 чёрная пешка · a4 чёрная пешка · b4 белая пешка · c4 чёрная пешка · e4 белая пешка · h4 белая пешка · c2 белый король · g2 белая пешка | d6 чёрный король · g6 чёрная пешка · b5 чёрная пешка · e5 чёрная пешка · h5 чёрная пешка · a4 чёрная пешка · b4 белая пешка · c4 чёрная пешка · e4 белая пешка · h4 белая пешка · c2 белый король · g2 белая пешка | d6 чёрный король · g6 чёрная пешка · b5 чёрная пешка · e5 чёрная пешка · h5 чёрная пешка · a4 чёрная пешка · b4 белая пешка · c4 чёрная пешка · e4 белая пешка · h4 белая пешка · c2 белый король · g2 белая пешка | d6 чёрный король · g6 чёрная пешка · b5 чёрная пешка · e5 чёрная пешка · h5 чёрная пешка · a4 чёрная пешка · b4 белая пешка · c4 чёрная пешка · e4 белая пешка · h4 белая пешка · c2 белый король · g2 белая пешка | d6 чёрный король · g6 чёрная пешка · b5 чёрная пешка · e5 чёрная пешка · h5 чёрная пешка · a4 чёрная пешка · b4 белая пешка · c4 чёрная пешка · e4 белая пешка · h4 белая пешка · c2 белый король · g2 белая пешка | d6 чёрный король · g6 чёрная пешка · b5 чёрная пешка · e5 чёрная пешка · h5 чёрная пешка · a4 чёрная пешка · b4 белая пешка · c4 чёрная пешка · e4 белая пешка · h4 белая пешка · c2 белый король · g2 белая пешка | d6 чёрный король · g6 чёрная пешка · b5 чёрная пешка · e5 чёрная пешка · h5 чёрная пешка · a4 чёрная пешка · b4 белая пешка · c4 чёрная пешка · e4 белая пешка · h4 белая пешка · c2 белый король · g2 белая пешка | 5 |
| 4 | d6 чёрный король · g6 чёрная пешка · b5 чёрная пешка · e5 чёрная пешка · h5 чёрная пешка · a4 чёрная пешка · b4 белая пешка · c4 чёрная пешка · e4 белая пешка · h4 белая пешка · c2 белый король · g2 белая пешка | d6 чёрный король · g6 чёрная пешка · b5 чёрная пешка · e5 чёрная пешка · h5 чёрная пешка · a4 чёрная пешка · b4 белая пешка · c4 чёрная пешка · e4 белая пешка · h4 белая пешка · c2 белый король · g2 белая пешка | d6 чёрный король · g6 чёрная пешка · b5 чёрная пешка · e5 чёрная пешка · h5 чёрная пешка · a4 чёрная пешка · b4 белая пешка · c4 чёрная пешка · e4 белая пешка · h4 белая пешка · c2 белый король · g2 белая пешка | d6 чёрный король · g6 чёрная пешка · b5 чёрная пешка · e5 чёрная пешка · h5 чёрная пешка · a4 чёрная пешка · b4 белая пешка · c4 чёрная пешка · e4 белая пешка · h4 белая пешка · c2 белый король · g2 белая пешка | d6 чёрный король · g6 чёрная пешка · b5 чёрная пешка · e5 чёрная пешка · h5 чёрная пешка · a4 чёрная пешка · b4 белая пешка · c4 чёрная пешка · e4 белая пешка · h4 белая пешка · c2 белый король · g2 белая пешка | d6 чёрный король · g6 чёрная пешка · b5 чёрная пешка · e5 чёрная пешка · h5 чёрная пешка · a4 чёрная пешка · b4 белая пешка · c4 чёрная пешка · e4 белая пешка · h4 белая пешка · c2 белый король · g2 белая пешка | d6 чёрный король · g6 чёрная пешка · b5 чёрная пешка · e5 чёрная пешка · h5 чёрная пешка · a4 чёрная пешка · b4 белая пешка · c4 чёрная пешка · e4 белая пешка · h4 белая пешка · c2 белый король · g2 белая пешка | d6 чёрный король · g6 чёрная пешка · b5 чёрная пешка · e5 чёрная пешка · h5 чёрная пешка · a4 чёрная пешка · b4 белая пешка · c4 чёрная пешка · e4 белая пешка · h4 белая пешка · c2 белый король · g2 белая пешка | 4 |
| 3 | d6 чёрный король · g6 чёрная пешка · b5 чёрная пешка · e5 чёрная пешка · h5 чёрная пешка · a4 чёрная пешка · b4 белая пешка · c4 чёрная пешка · e4 белая пешка · h4 белая пешка · c2 белый король · g2 белая пешка | d6 чёрный король · g6 чёрная пешка · b5 чёрная пешка · e5 чёрная пешка · h5 чёрная пешка · a4 чёрная пешка · b4 белая пешка · c4 чёрная пешка · e4 белая пешка · h4 белая пешка · c2 белый король · g2 белая пешка | d6 чёрный король · g6 чёрная пешка · b5 чёрная пешка · e5 чёрная пешка · h5 чёрная пешка · a4 чёрная пешка · b4 белая пешка · c4 чёрная пешка · e4 белая пешка · h4 белая пешка · c2 белый король · g2 белая пешка | d6 чёрный король · g6 чёрная пешка · b5 чёрная пешка · e5 чёрная пешка · h5 чёрная пешка · a4 чёрная пешка · b4 белая пешка · c4 чёрная пешка · e4 белая пешка · h4 белая пешка · c2 белый король · g2 белая пешка | d6 чёрный король · g6 чёрная пешка · b5 чёрная пешка · e5 чёрная пешка · h5 чёрная пешка · a4 чёрная пешка · b4 белая пешка · c4 чёрная пешка · e4 белая пешка · h4 белая пешка · c2 белый король · g2 белая пешка | d6 чёрный король · g6 чёрная пешка · b5 чёрная пешка · e5 чёрная пешка · h5 чёрная пешка · a4 чёрная пешка · b4 белая пешка · c4 чёрная пешка · e4 белая пешка · h4 белая пешка · c2 белый король · g2 белая пешка | d6 чёрный король · g6 чёрная пешка · b5 чёрная пешка · e5 чёрная пешка · h5 чёрная пешка · a4 чёрная пешка · b4 белая пешка · c4 чёрная пешка · e4 белая пешка · h4 белая пешка · c2 белый король · g2 белая пешка | d6 чёрный король · g6 чёрная пешка · b5 чёрная пешка · e5 чёрная пешка · h5 чёрная пешка · a4 чёрная пешка · b4 белая пешка · c4 чёрная пешка · e4 белая пешка · h4 белая пешка · c2 белый король · g2 белая пешка | 3 |
| 2 | d6 чёрный король · g6 чёрная пешка · b5 чёрная пешка · e5 чёрная пешка · h5 чёрная пешка · a4 чёрная пешка · b4 белая пешка · c4 чёрная пешка · e4 белая пешка · h4 белая пешка · c2 белый король · g2 белая пешка | d6 чёрный король · g6 чёрная пешка · b5 чёрная пешка · e5 чёрная пешка · h5 чёрная пешка · a4 чёрная пешка · b4 белая пешка · c4 чёрная пешка · e4 белая пешка · h4 белая пешка · c2 белый король · g2 белая пешка | d6 чёрный король · g6 чёрная пешка · b5 чёрная пешка · e5 чёрная пешка · h5 чёрная пешка · a4 чёрная пешка · b4 белая пешка · c4 чёрная пешка · e4 белая пешка · h4 белая пешка · c2 белый король · g2 белая пешка | d6 чёрный король · g6 чёрная пешка · b5 чёрная пешка · e5 чёрная пешка · h5 чёрная пешка · a4 чёрная пешка · b4 белая пешка · c4 чёрная пешка · e4 белая пешка · h4 белая пешка · c2 белый король · g2 белая пешка | d6 чёрный король · g6 чёрная пешка · b5 чёрная пешка · e5 чёрная пешка · h5 чёрная пешка · a4 чёрная пешка · b4 белая пешка · c4 чёрная пешка · e4 белая пешка · h4 белая пешка · c2 белый король · g2 белая пешка | d6 чёрный король · g6 чёрная пешка · b5 чёрная пешка · e5 чёрная пешка · h5 чёрная пешка · a4 чёрная пешка · b4 белая пешка · c4 чёрная пешка · e4 белая пешка · h4 белая пешка · c2 белый король · g2 белая пешка | d6 чёрный король · g6 чёрная пешка · b5 чёрная пешка · e5 чёрная пешка · h5 чёрная пешка · a4 чёрная пешка · b4 белая пешка · c4 чёрная пешка · e4 белая пешка · h4 белая пешка · c2 белый король · g2 белая пешка | d6 чёрный король · g6 чёрная пешка · b5 чёрная пешка · e5 чёрная пешка · h5 чёрная пешка · a4 чёрная пешка · b4 белая пешка · c4 чёрная пешка · e4 белая пешка · h4 белая пешка · c2 белый король · g2 белая пешка | 2 |
| 1 | d6 чёрный король · g6 чёрная пешка · b5 чёрная пешка · e5 чёрная пешка · h5 чёрная пешка · a4 чёрная пешка · b4 белая пешка · c4 чёрная пешка · e4 белая пешка · h4 белая пешка · c2 белый король · g2 белая пешка | d6 чёрный король · g6 чёрная пешка · b5 чёрная пешка · e5 чёрная пешка · h5 чёрная пешка · a4 чёрная пешка · b4 белая пешка · c4 чёрная пешка · e4 белая пешка · h4 белая пешка · c2 белый король · g2 белая пешка | d6 чёрный король · g6 чёрная пешка · b5 чёрная пешка · e5 чёрная пешка · h5 чёрная пешка · a4 чёрная пешка · b4 белая пешка · c4 чёрная пешка · e4 белая пешка · h4 белая пешка · c2 белый король · g2 белая пешка | d6 чёрный король · g6 чёрная пешка · b5 чёрная пешка · e5 чёрная пешка · h5 чёрная пешка · a4 чёрная пешка · b4 белая пешка · c4 чёрная пешка · e4 белая пешка · h4 белая пешка · c2 белый король · g2 белая пешка | d6 чёрный король · g6 чёрная пешка · b5 чёрная пешка · e5 чёрная пешка · h5 чёрная пешка · a4 чёрная пешка · b4 белая пешка · c4 чёрная пешка · e4 белая пешка · h4 белая пешка · c2 белый король · g2 белая пешка | d6 чёрный король · g6 чёрная пешка · b5 чёрная пешка · e5 чёрная пешка · h5 чёрная пешка · a4 чёрная пешка · b4 белая пешка · c4 чёрная пешка · e4 белая пешка · h4 белая пешка · c2 белый король · g2 белая пешка | d6 чёрный король · g6 чёрная пешка · b5 чёрная пешка · e5 чёрная пешка · h5 чёрная пешка · a4 чёрная пешка · b4 белая пешка · c4 чёрная пешка · e4 белая пешка · h4 белая пешка · c2 белый король · g2 белая пешка | d6 чёрный король · g6 чёрная пешка · b5 чёрная пешка · e5 чёрная пешка · h5 чёрная пешка · a4 чёрная пешка · b4 белая пешка · c4 чёрная пешка · e4 белая пешка · h4 белая пешка · c2 белый король · g2 белая пешка | 1 |
|   | a | b | c | d | e | f | g | h |   |

Довольно редкий для практической игры пример позиционной ничьей. У чёрных огромный для пешечного эндшпиля перевес в две пешки, но выиграть они не могут. 51…a3 52.Крc3. Далее белые маневрируют королём на полях с2 и с3 (только ни в коем случае не надо играть Крc2-b1??, ибо чёрные выиграют после c4-c3). Чёрный король не может нигде прорваться. На g6-g5 белые играют g2-g3 и держат позицию.

### Этюд Рети
|   | a                                                                     | b                                                                     | c                                                                     | d                                                                     | e                                                                     | f                                                                     | g                                                                     | h                                                                     |   |
| - | --------------------------------------------------------------------- | --------------------------------------------------------------------- | --------------------------------------------------------------------- | --------------------------------------------------------------------- | --------------------------------------------------------------------- | --------------------------------------------------------------------- | --------------------------------------------------------------------- | --------------------------------------------------------------------- | - |
| 8 | h8 белый король · a6 чёрный король · c6 белая пешка · h5 чёрная пешка | h8 белый король · a6 чёрный король · c6 белая пешка · h5 чёрная пешка | h8 белый король · a6 чёрный король · c6 белая пешка · h5 чёрная пешка | h8 белый король · a6 чёрный король · c6 белая пешка · h5 чёрная пешка | h8 белый король · a6 чёрный король · c6 белая пешка · h5 чёрная пешка | h8 белый король · a6 чёрный король · c6 белая пешка · h5 чёрная пешка | h8 белый король · a6 чёрный король · c6 белая пешка · h5 чёрная пешка | h8 белый король · a6 чёрный король · c6 белая пешка · h5 чёрная пешка | 8 |
| 7 | h8 белый король · a6 чёрный король · c6 белая пешка · h5 чёрная пешка | h8 белый король · a6 чёрный король · c6 белая пешка · h5 чёрная пешка | h8 белый король · a6 чёрный король · c6 белая пешка · h5 чёрная пешка | h8 белый король · a6 чёрный король · c6 белая пешка · h5 чёрная пешка | h8 белый король · a6 чёрный король · c6 белая пешка · h5 чёрная пешка | h8 белый король · a6 чёрный король · c6 белая пешка · h5 чёрная пешка | h8 белый король · a6 чёрный король · c6 белая пешка · h5 чёрная пешка | h8 белый король · a6 чёрный король · c6 белая пешка · h5 чёрная пешка | 7 |
| 6 | h8 белый король · a6 чёрный король · c6 белая пешка · h5 чёрная пешка | h8 белый король · a6 чёрный король · c6 белая пешка · h5 чёрная пешка | h8 белый король · a6 чёрный король · c6 белая пешка · h5 чёрная пешка | h8 белый король · a6 чёрный король · c6 белая пешка · h5 чёрная пешка | h8 белый король · a6 чёрный король · c6 белая пешка · h5 чёрная пешка | h8 белый король · a6 чёрный король · c6 белая пешка · h5 чёрная пешка | h8 белый король · a6 чёрный король · c6 белая пешка · h5 чёрная пешка | h8 белый король · a6 чёрный король · c6 белая пешка · h5 чёрная пешка | 6 |
| 5 | h8 белый король · a6 чёрный король · c6 белая пешка · h5 чёрная пешка | h8 белый король · a6 чёрный король · c6 белая пешка · h5 чёрная пешка | h8 белый король · a6 чёрный король · c6 белая пешка · h5 чёрная пешка | h8 белый король · a6 чёрный король · c6 белая пешка · h5 чёрная пешка | h8 белый король · a6 чёрный король · c6 белая пешка · h5 чёрная пешка | h8 белый король · a6 чёрный король · c6 белая пешка · h5 чёрная пешка | h8 белый король · a6 чёрный король · c6 белая пешка · h5 чёрная пешка | h8 белый король · a6 чёрный король · c6 белая пешка · h5 чёрная пешка | 5 |
| 4 | h8 белый король · a6 чёрный король · c6 белая пешка · h5 чёрная пешка | h8 белый король · a6 чёрный король · c6 белая пешка · h5 чёрная пешка | h8 белый король · a6 чёрный король · c6 белая пешка · h5 чёрная пешка | h8 белый король · a6 чёрный король · c6 белая пешка · h5 чёрная пешка | h8 белый король · a6 чёрный король · c6 белая пешка · h5 чёрная пешка | h8 белый король · a6 чёрный король · c6 белая пешка · h5 чёрная пешка | h8 белый король · a6 чёрный король · c6 белая пешка · h5 чёрная пешка | h8 белый король · a6 чёрный король · c6 белая пешка · h5 чёрная пешка | 4 |
| 3 | h8 белый король · a6 чёрный король · c6 белая пешка · h5 чёрная пешка | h8 белый король · a6 чёрный король · c6 белая пешка · h5 чёрная пешка | h8 белый король · a6 чёрный король · c6 белая пешка · h5 чёрная пешка | h8 белый король · a6 чёрный король · c6 белая пешка · h5 чёрная пешка | h8 белый король · a6 чёрный король · c6 белая пешка · h5 чёрная пешка | h8 белый король · a6 чёрный король · c6 белая пешка · h5 чёрная пешка | h8 белый король · a6 чёрный король · c6 белая пешка · h5 чёрная пешка | h8 белый король · a6 чёрный король · c6 белая пешка · h5 чёрная пешка | 3 |
| 2 | h8 белый король · a6 чёрный король · c6 белая пешка · h5 чёрная пешка | h8 белый король · a6 чёрный король · c6 белая пешка · h5 чёрная пешка | h8 белый король · a6 чёрный король · c6 белая пешка · h5 чёрная пешка | h8 белый король · a6 чёрный король · c6 белая пешка · h5 чёрная пешка | h8 белый король · a6 чёрный король · c6 белая пешка · h5 чёрная пешка | h8 белый король · a6 чёрный король · c6 белая пешка · h5 чёрная пешка | h8 белый король · a6 чёрный король · c6 белая пешка · h5 чёрная пешка | h8 белый король · a6 чёрный король · c6 белая пешка · h5 чёрная пешка | 2 |
| 1 | h8 белый король · a6 чёрный король · c6 белая пешка · h5 чёрная пешка | h8 белый король · a6 чёрный король · c6 белая пешка · h5 чёрная пешка | h8 белый король · a6 чёрный король · c6 белая пешка · h5 чёрная пешка | h8 белый король · a6 чёрный король · c6 белая пешка · h5 чёрная пешка | h8 белый король · a6 чёрный король · c6 белая пешка · h5 чёрная пешка | h8 белый король · a6 чёрный король · c6 белая пешка · h5 чёрная пешка | h8 белый король · a6 чёрный король · c6 белая пешка · h5 чёрная пешка | h8 белый король · a6 чёрный король · c6 белая пешка · h5 чёрная пешка | 1 |
|   | a                                                                     | b                                                                     | c                                                                     | d                                                                     | e                                                                     | f                                                                     | g                                                                     | h                                                                     |   |

Даже при минимуме материала на доске возможна интересная игра, что доказывает знаменитый пешечный этюд Рети. Белые начинают и делают ничью: 1. Крg7! h4 2. Крf6 Крb6 (после 2…h3 3. Крe7 h2 4. c7 Крb7 5. Крd7 пешки становятся ферзями одновременно) 3. Крe5! Теперь после 3…Кр:c6 4. Крf4 белый король попадает в квадрат пешки и задерживает её, а если 3…h3, то после 4. Крd6 вновь пешки одновременно проходят в ферзи, в обоих случаях — ничья.

### Этюд Григорьева
|   | a                                                                     | b                                                                     | c                                                                     | d                                                                     | e                                                                     | f                                                                     | g                                                                     | h                                                                     |   |
| - | --------------------------------------------------------------------- | --------------------------------------------------------------------- | --------------------------------------------------------------------- | --------------------------------------------------------------------- | --------------------------------------------------------------------- | --------------------------------------------------------------------- | --------------------------------------------------------------------- | --------------------------------------------------------------------- | - |
| 8 | b6 чёрная пешка · g3 белая пешка · a2 чёрный король · c2 белый король | b6 чёрная пешка · g3 белая пешка · a2 чёрный король · c2 белый король | b6 чёрная пешка · g3 белая пешка · a2 чёрный король · c2 белый король | b6 чёрная пешка · g3 белая пешка · a2 чёрный король · c2 белый король | b6 чёрная пешка · g3 белая пешка · a2 чёрный король · c2 белый король | b6 чёрная пешка · g3 белая пешка · a2 чёрный король · c2 белый король | b6 чёрная пешка · g3 белая пешка · a2 чёрный король · c2 белый король | b6 чёрная пешка · g3 белая пешка · a2 чёрный король · c2 белый король | 8 |
| 7 | b6 чёрная пешка · g3 белая пешка · a2 чёрный король · c2 белый король | b6 чёрная пешка · g3 белая пешка · a2 чёрный король · c2 белый король | b6 чёрная пешка · g3 белая пешка · a2 чёрный король · c2 белый король | b6 чёрная пешка · g3 белая пешка · a2 чёрный король · c2 белый король | b6 чёрная пешка · g3 белая пешка · a2 чёрный король · c2 белый король | b6 чёрная пешка · g3 белая пешка · a2 чёрный король · c2 белый король | b6 чёрная пешка · g3 белая пешка · a2 чёрный король · c2 белый король | b6 чёрная пешка · g3 белая пешка · a2 чёрный король · c2 белый король | 7 |
| 6 | b6 чёрная пешка · g3 белая пешка · a2 чёрный король · c2 белый король | b6 чёрная пешка · g3 белая пешка · a2 чёрный король · c2 белый король | b6 чёрная пешка · g3 белая пешка · a2 чёрный король · c2 белый король | b6 чёрная пешка · g3 белая пешка · a2 чёрный король · c2 белый король | b6 чёрная пешка · g3 белая пешка · a2 чёрный король · c2 белый король | b6 чёрная пешка · g3 белая пешка · a2 чёрный король · c2 белый король | b6 чёрная пешка · g3 белая пешка · a2 чёрный король · c2 белый король | b6 чёрная пешка · g3 белая пешка · a2 чёрный король · c2 белый король | 6 |
| 5 | b6 чёрная пешка · g3 белая пешка · a2 чёрный король · c2 белый король | b6 чёрная пешка · g3 белая пешка · a2 чёрный король · c2 белый король | b6 чёрная пешка · g3 белая пешка · a2 чёрный король · c2 белый король | b6 чёрная пешка · g3 белая пешка · a2 чёрный король · c2 белый король | b6 чёрная пешка · g3 белая пешка · a2 чёрный король · c2 белый король | b6 чёрная пешка · g3 белая пешка · a2 чёрный король · c2 белый король | b6 чёрная пешка · g3 белая пешка · a2 чёрный король · c2 белый король | b6 чёрная пешка · g3 белая пешка · a2 чёрный король · c2 белый король | 5 |
| 4 | b6 чёрная пешка · g3 белая пешка · a2 чёрный король · c2 белый король | b6 чёрная пешка · g3 белая пешка · a2 чёрный король · c2 белый король | b6 чёрная пешка · g3 белая пешка · a2 чёрный король · c2 белый король | b6 чёрная пешка · g3 белая пешка · a2 чёрный король · c2 белый король | b6 чёрная пешка · g3 белая пешка · a2 чёрный король · c2 белый король | b6 чёрная пешка · g3 белая пешка · a2 чёрный король · c2 белый король | b6 чёрная пешка · g3 белая пешка · a2 чёрный король · c2 белый король | b6 чёрная пешка · g3 белая пешка · a2 чёрный король · c2 белый король | 4 |
| 3 | b6 чёрная пешка · g3 белая пешка · a2 чёрный король · c2 белый король | b6 чёрная пешка · g3 белая пешка · a2 чёрный король · c2 белый король | b6 чёрная пешка · g3 белая пешка · a2 чёрный король · c2 белый король | b6 чёрная пешка · g3 белая пешка · a2 чёрный король · c2 белый король | b6 чёрная пешка · g3 белая пешка · a2 чёрный король · c2 белый король | b6 чёрная пешка · g3 белая пешка · a2 чёрный король · c2 белый король | b6 чёрная пешка · g3 белая пешка · a2 чёрный король · c2 белый король | b6 чёрная пешка · g3 белая пешка · a2 чёрный король · c2 белый король | 3 |
| 2 | b6 чёрная пешка · g3 белая пешка · a2 чёрный король · c2 белый король | b6 чёрная пешка · g3 белая пешка · a2 чёрный король · c2 белый король | b6 чёрная пешка · g3 белая пешка · a2 чёрный король · c2 белый король | b6 чёрная пешка · g3 белая пешка · a2 чёрный король · c2 белый король | b6 чёрная пешка · g3 белая пешка · a2 чёрный король · c2 белый король | b6 чёрная пешка · g3 белая пешка · a2 чёрный король · c2 белый король | b6 чёрная пешка · g3 белая пешка · a2 чёрный король · c2 белый король | b6 чёрная пешка · g3 белая пешка · a2 чёрный король · c2 белый король | 2 |
| 1 | b6 чёрная пешка · g3 белая пешка · a2 чёрный король · c2 белый король | b6 чёрная пешка · g3 белая пешка · a2 чёрный король · c2 белый король | b6 чёрная пешка · g3 белая пешка · a2 чёрный король · c2 белый король | b6 чёрная пешка · g3 белая пешка · a2 чёрный король · c2 белый король | b6 чёрная пешка · g3 белая пешка · a2 чёрный король · c2 белый король | b6 чёрная пешка · g3 белая пешка · a2 чёрный король · c2 белый король | b6 чёрная пешка · g3 белая пешка · a2 чёрный король · c2 белый король | b6 чёрная пешка · g3 белая пешка · a2 чёрный король · c2 белый король | 1 |
|   | a                                                                     | b                                                                     | c                                                                     | d                                                                     | e                                                                     | f                                                                     | g                                                                     | h                                                                     |   |

Ещё один пример на тему «король с пешкой против короля с пешкой». Ничего не даёт прямолинейное движение пешки — 1.g4 b5 2.g5 b4 3.g6 b3+ 4.Крc3 b2 5.g7 b1Ф 6.g8Ф+ Крa1 7.Фa8+ Фa2 с ничьей. Белые выигрывают только путём 1.Крc3! Крa3 2.Крc4! Крa4 3.g4! b5+ 4.Крd3! Крa3. Или 4…b4 5.Крc2 Крa3 6.Крb1+−. 5.g5 b4 6.g6 b3 7.g7 b2 8.Крc2! Крa2 9.g8Ф+ и мат следующим ходом.

### Этюд Уокера
|   | a                                                                                      | b                                                                                      | c                                                                                      | d                                                                                      | e                                                                                      | f                                                                                      | g                                                                                      | h                                                                                      |   |
| - | -------------------------------------------------------------------------------------- | -------------------------------------------------------------------------------------- | -------------------------------------------------------------------------------------- | -------------------------------------------------------------------------------------- | -------------------------------------------------------------------------------------- | -------------------------------------------------------------------------------------- | -------------------------------------------------------------------------------------- | -------------------------------------------------------------------------------------- | - |
| 8 | a5 чёрный король · c5 чёрная пешка · c4 белая пешка · b3 белый король · a2 белая пешка | a5 чёрный король · c5 чёрная пешка · c4 белая пешка · b3 белый король · a2 белая пешка | a5 чёрный король · c5 чёрная пешка · c4 белая пешка · b3 белый король · a2 белая пешка | a5 чёрный король · c5 чёрная пешка · c4 белая пешка · b3 белый король · a2 белая пешка | a5 чёрный король · c5 чёрная пешка · c4 белая пешка · b3 белый король · a2 белая пешка | a5 чёрный король · c5 чёрная пешка · c4 белая пешка · b3 белый король · a2 белая пешка | a5 чёрный король · c5 чёрная пешка · c4 белая пешка · b3 белый король · a2 белая пешка | a5 чёрный король · c5 чёрная пешка · c4 белая пешка · b3 белый король · a2 белая пешка | 8 |
| 7 | a5 чёрный король · c5 чёрная пешка · c4 белая пешка · b3 белый король · a2 белая пешка | a5 чёрный король · c5 чёрная пешка · c4 белая пешка · b3 белый король · a2 белая пешка | a5 чёрный король · c5 чёрная пешка · c4 белая пешка · b3 белый король · a2 белая пешка | a5 чёрный король · c5 чёрная пешка · c4 белая пешка · b3 белый король · a2 белая пешка | a5 чёрный король · c5 чёрная пешка · c4 белая пешка · b3 белый король · a2 белая пешка | a5 чёрный король · c5 чёрная пешка · c4 белая пешка · b3 белый король · a2 белая пешка | a5 чёрный король · c5 чёрная пешка · c4 белая пешка · b3 белый король · a2 белая пешка | a5 чёрный король · c5 чёрная пешка · c4 белая пешка · b3 белый король · a2 белая пешка | 7 |
| 6 | a5 чёрный король · c5 чёрная пешка · c4 белая пешка · b3 белый король · a2 белая пешка | a5 чёрный король · c5 чёрная пешка · c4 белая пешка · b3 белый король · a2 белая пешка | a5 чёрный король · c5 чёрная пешка · c4 белая пешка · b3 белый король · a2 белая пешка | a5 чёрный король · c5 чёрная пешка · c4 белая пешка · b3 белый король · a2 белая пешка | a5 чёрный король · c5 чёрная пешка · c4 белая пешка · b3 белый король · a2 белая пешка | a5 чёрный король · c5 чёрная пешка · c4 белая пешка · b3 белый король · a2 белая пешка | a5 чёрный король · c5 чёрная пешка · c4 белая пешка · b3 белый король · a2 белая пешка | a5 чёрный король · c5 чёрная пешка · c4 белая пешка · b3 белый король · a2 белая пешка | 6 |
| 5 | a5 чёрный король · c5 чёрная пешка · c4 белая пешка · b3 белый король · a2 белая пешка | a5 чёрный король · c5 чёрная пешка · c4 белая пешка · b3 белый король · a2 белая пешка | a5 чёрный король · c5 чёрная пешка · c4 белая пешка · b3 белый король · a2 белая пешка | a5 чёрный король · c5 чёрная пешка · c4 белая пешка · b3 белый король · a2 белая пешка | a5 чёрный король · c5 чёрная пешка · c4 белая пешка · b3 белый король · a2 белая пешка | a5 чёрный король · c5 чёрная пешка · c4 белая пешка · b3 белый король · a2 белая пешка | a5 чёрный король · c5 чёрная пешка · c4 белая пешка · b3 белый король · a2 белая пешка | a5 чёрный король · c5 чёрная пешка · c4 белая пешка · b3 белый король · a2 белая пешка | 5 |
| 4 | a5 чёрный король · c5 чёрная пешка · c4 белая пешка · b3 белый король · a2 белая пешка | a5 чёрный король · c5 чёрная пешка · c4 белая пешка · b3 белый король · a2 белая пешка | a5 чёрный король · c5 чёрная пешка · c4 белая пешка · b3 белый король · a2 белая пешка | a5 чёрный король · c5 чёрная пешка · c4 белая пешка · b3 белый король · a2 белая пешка | a5 чёрный король · c5 чёрная пешка · c4 белая пешка · b3 белый король · a2 белая пешка | a5 чёрный король · c5 чёрная пешка · c4 белая пешка · b3 белый король · a2 белая пешка | a5 чёрный король · c5 чёрная пешка · c4 белая пешка · b3 белый король · a2 белая пешка | a5 чёрный король · c5 чёрная пешка · c4 белая пешка · b3 белый король · a2 белая пешка | 4 |
| 3 | a5 чёрный король · c5 чёрная пешка · c4 белая пешка · b3 белый король · a2 белая пешка | a5 чёрный король · c5 чёрная пешка · c4 белая пешка · b3 белый король · a2 белая пешка | a5 чёрный король · c5 чёрная пешка · c4 белая пешка · b3 белый король · a2 белая пешка | a5 чёрный король · c5 чёрная пешка · c4 белая пешка · b3 белый король · a2 белая пешка | a5 чёрный король · c5 чёрная пешка · c4 белая пешка · b3 белый король · a2 белая пешка | a5 чёрный король · c5 чёрная пешка · c4 белая пешка · b3 белый король · a2 белая пешка | a5 чёрный король · c5 чёрная пешка · c4 белая пешка · b3 белый король · a2 белая пешка | a5 чёрный король · c5 чёрная пешка · c4 белая пешка · b3 белый король · a2 белая пешка | 3 |
| 2 | a5 чёрный король · c5 чёрная пешка · c4 белая пешка · b3 белый король · a2 белая пешка | a5 чёрный король · c5 чёрная пешка · c4 белая пешка · b3 белый король · a2 белая пешка | a5 чёрный король · c5 чёрная пешка · c4 белая пешка · b3 белый король · a2 белая пешка | a5 чёрный король · c5 чёрная пешка · c4 белая пешка · b3 белый король · a2 белая пешка | a5 чёрный король · c5 чёрная пешка · c4 белая пешка · b3 белый король · a2 белая пешка | a5 чёрный король · c5 чёрная пешка · c4 белая пешка · b3 белый король · a2 белая пешка | a5 чёрный король · c5 чёрная пешка · c4 белая пешка · b3 белый король · a2 белая пешка | a5 чёрный король · c5 чёрная пешка · c4 белая пешка · b3 белый король · a2 белая пешка | 2 |
| 1 | a5 чёрный король · c5 чёрная пешка · c4 белая пешка · b3 белый король · a2 белая пешка | a5 чёрный король · c5 чёрная пешка · c4 белая пешка · b3 белый король · a2 белая пешка | a5 чёрный король · c5 чёрная пешка · c4 белая пешка · b3 белый король · a2 белая пешка | a5 чёрный король · c5 чёрная пешка · c4 белая пешка · b3 белый король · a2 белая пешка | a5 чёрный король · c5 чёрная пешка · c4 белая пешка · b3 белый король · a2 белая пешка | a5 чёрный король · c5 чёрная пешка · c4 белая пешка · b3 белый король · a2 белая пешка | a5 чёрный король · c5 чёрная пешка · c4 белая пешка · b3 белый король · a2 белая пешка | a5 чёрный король · c5 чёрная пешка · c4 белая пешка · b3 белый король · a2 белая пешка | 1 |
|   | a                                                                                      | b                                                                                      | c                                                                                      | d                                                                                      | e                                                                                      | f                                                                                      | g                                                                                      | h                                                                                      |   |

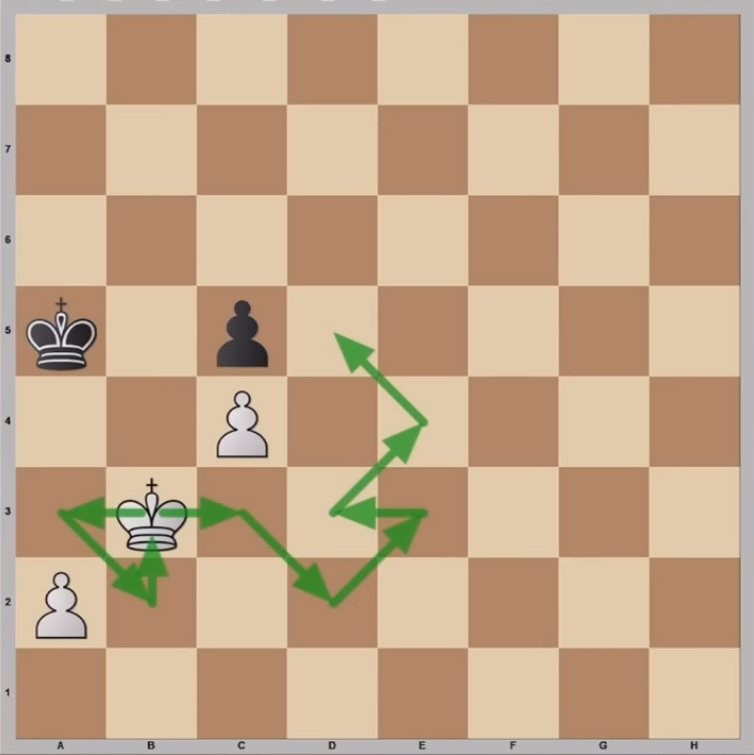
К победе ведёт 9-ходовый замысловатый маршрут белого короля

Здесь белым прежде всего следует передать чёрным очередь хода с помощью треугольника: 1.Крa3! Ничего не даёт 1.Крc3 Крa4 2.Крd2 (или 2.Крd3 Крb4=) 2…Крa3=. 1…Крb6 2.Крb2! Только к потере времени ведёт 2.Крa4 Крa6 3.Крa3. (Вынужденно, потому что 3.a3? приводит к ничьей — 3…Крb6 4.Крb3 Крa5 5.Крa2 Крa4 6.Крb2 Крa5 7.Крc3 Крa4 8.Крd3 Кр:a3 9.Крe4 Крb3! [9…Крb4? 10.Крd5+−] 10.Крd3! [10.Крd5? Крb4−+] 10…Крb4 11.Крd2 Кр:c4 12.Крc2=) 3…Крb6 4.Крb2 Крa5 5.Крb3 и далее как в основном варианте. 2…Крa5 3.Крb3! Треугольник выполнен, очередь хода теперь за чёрными. 3…Крb6. Чёрный король был вынужден отступить на ряд выше, и это имеет большое значение. Теперь белые могут начинать свой победный план. 4.Крc3 Крa5 5.Крd2! Белый король маневрирует по полям соответствий. Если 5.Крd3, то 5…Крb4=. 5…Крa4. Чёрные стремятся к контратаке. Пассивная защита их тоже не спасала: 5…Крb6 6.Крd3 Крc6 7.Крe4 Крd6 8.Крf5 Крd7 9.Крe5 Крc6 10.Крe6 Крc7 11.Крd5 Крb6 12.Крd6, и белые выигрывают. 6.Крe3 Крb4. Если 6…Крa3, то 7.Крe4 Кр:a2 8.Крd5+−. 7.Крd3 Крa3 8.Крe4 Крa4 9.Крd5 Крb4 10.a3+! Сопротивление чёрных сломлено.